# Kalendarium inwazji Rosji na Ukrainę – styczeń 2024
| 2022        | 2023        | 2024        | 2025        |
| ----------- | ----------- | ----------- | ----------- |
| –           | styczeń     | styczeń     | styczeń     |
| luty        | luty        | luty        | luty        |
| marzec      | marzec      | marzec      | marzec      |
| kwiecień    | kwiecień    | kwiecień    | kwiecień    |
| maj         | maj         | maj         | maj         |
| czerwiec    | czerwiec    | czerwiec    | czerwiec    |
| lipiec      | lipiec      | lipiec      | lipiec      |
| sierpień    | sierpień    | sierpień    | sierpień    |
| wrzesień    | wrzesień    | wrzesień    | wrzesień    |
| październik | październik | październik | październik |
| listopad    | listopad    | listopad    | listopad    |
| grudzień    | grudzień    | grudzień    | grudzień    |

## Styczeń 2024

### 1 stycznia

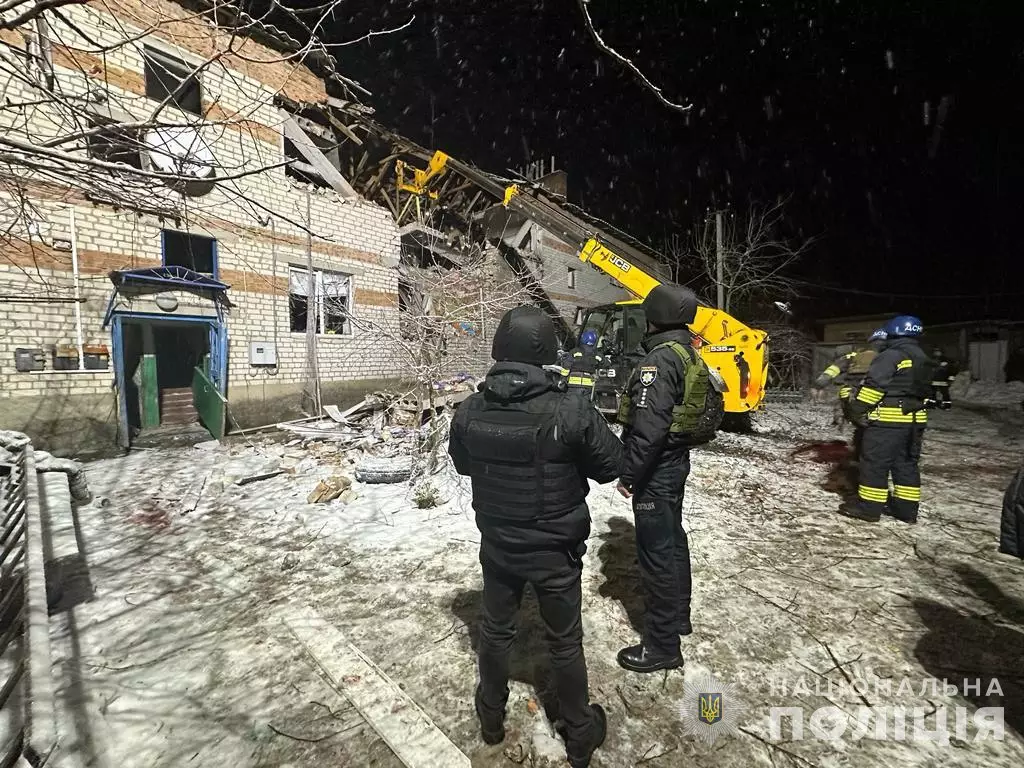
Budynek mieszkalny w obwodzie sumskim po uderzeniu rosyjskiego drona; dwie osoby zginęły, a jedna została ranna.

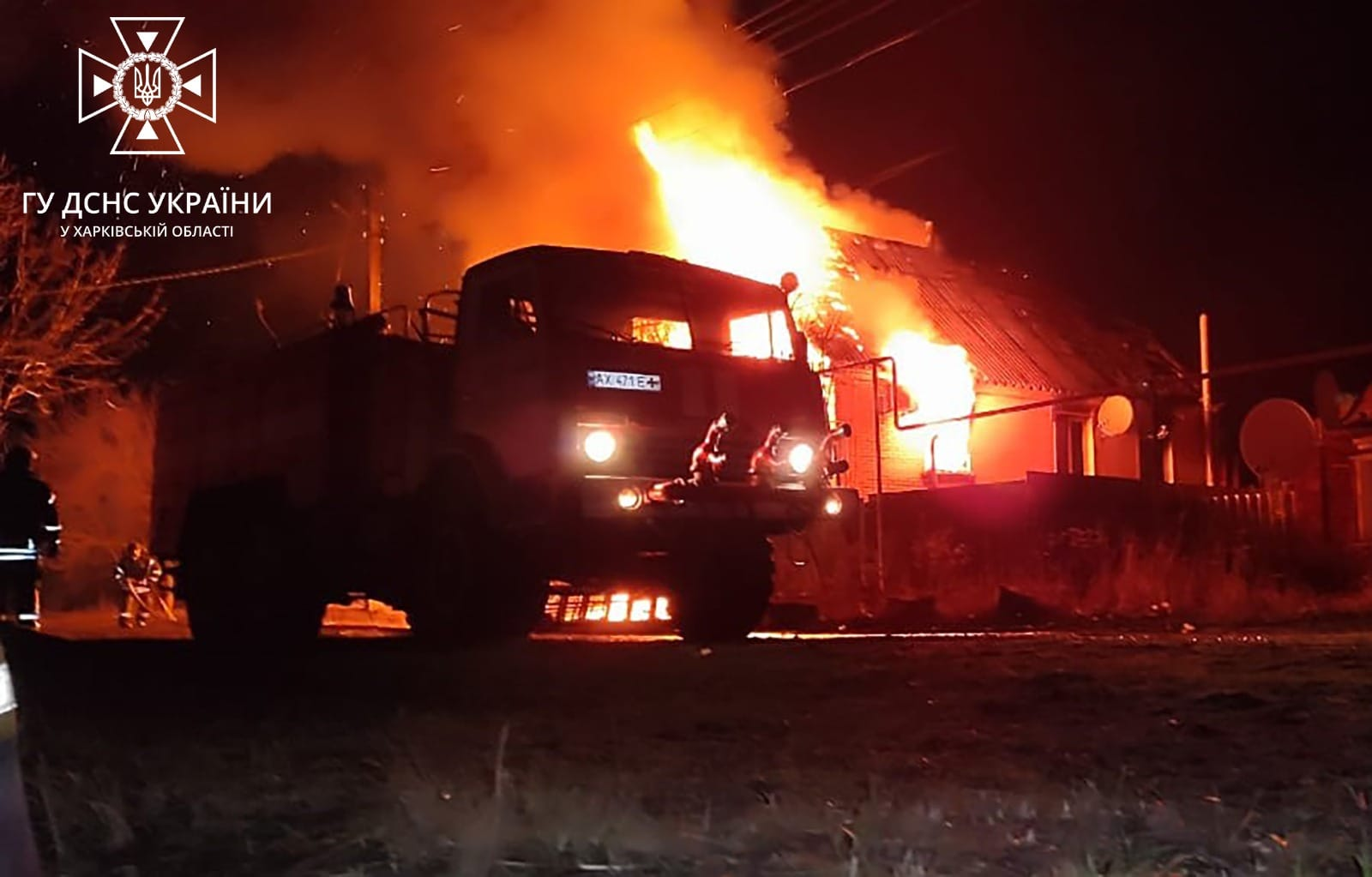
Dom w Wołczańsku po rosyjskim ostrzale.

Sztab Generalny Ukrainy oświadczył, że kontynuowano działania mające na celu rozbudowę przyczółku na lewym brzegu Dniepru, gdzie odparto 19 ataków. Rosja atakowała w kierunkach Kupiańska, Bachmutu, Awdijiwki i Zaporoża, gdzie doszło do 64 starć. W kierunku kupiańskim i bachmuckim Ukraińcy odparli siedem ataków w rejonie Sinkiwki i Petropawliwki oraz 10 ataków w pobliżu Bohdaniwki, Kliszczijiwki i Andrijiwki. W kierunku awdijiwskim i marjińskim Rosjanie nadal próbowali otoczyć Awdijiwkę, jednak Ukraińcy utrzymywali obronę, odpierając cztery ataki w okolicy Nowobachmuiwki, Stepowego i Awdijiwki oraz 19 ataków w pobliżu Perwomajskiego i Newelskiego. W kierunku zaporoskim wojska rosyjskie przeprowadziły trzy nieudane ataki w pobliżu Robotyne. W ciągu doby FR przeprowadziła jeden atak rakietowy, 113 nalotów i 84 ostrzały na pozycje ukraińskie i obszary zaludnione (odnotowano ofiary wśród cywilów oraz zniszczoną infrastrukturę). Lotnictwo ukraińskie dokonało 13 nalotów na miejsca koncentracji, natomiast artyleria zaatakowała obszar koncentracji, sześć jednostek artylerii, trzy systemy przeciwlotnicze i punkt kontrolny.
W sylwestra Rosja przeprowadziła kolejny masowy atak dronów, który trwał 11h, a rozpoczął się o 19:00 31 grudnia. Według armii ukraińskiej zarejestrowano 90 dronów Shahed 136/131, wystrzelonych z przylądka Chauda, Bałakławy, Kurska i Primorsko-Achtarska. Ukraińska obrona przeciwlotnicza zniszczyła „rekordowe” 87 dronów. Atak był wymierzony w obwody lwowski, dniepropetrowski, odeski, chmielnicki, winnicki i mikołajowski. Lokalne władze poinformowały, że spadające szczątki rosyjskiego drona spowodowały pożar we lwowskim muzeum, poświęconemu ukraińskiemu nacjonaliście, niemieckiemu kolaborancie i zbrodniarzowi wojennemu Romanowi Szuchewycowi. Kolejny dron uszkodził budynek Lwowskiego Narodowego Uniwersytetu Rolniczego. Ponadto Rosjanie zaatakowali obwód charkowski czterema przeciwlotniczymi rakietami S-300, trzema rakietami przeciwradarowymi Ch-31P i jedną Ch-59 z terytorium obwodów chersońskiego i zaporoskiego. Według Sił Powietrznych Ukrainy ok. 14:00 czasu lokalnego zniszczono 9 z 10 dronów Shahed i jeden pocisk Ch-59 (nad obwodem dniepropietrowskim).
Według regionalnej administracji wojskowej siły rosyjskie ostrzelały wioskę Wieletenske niedaleko Chersonia, zabijając 73-letnią kobietę i raniąc drugą, 50-letnią. Charkowska Obwodowa Administracja Wojskowa podała, że siły rosyjskie ostrzelały artylerią i rakietami rejon kupiański, zabijając co najmniej jednego cywila. Pociski trafiły w obszary mieszkalne, w tym w 5-piętrowy budynek. Rosjanie zaatakowali także wieś Kuczeriwka, uszkadzając domy i obiekty pomocnicze. W wyniku rosyjskiego ostrzału na Piwdenne w obwodzie donieckim zginął 65-letni mężczyzna. Według lokalnych władz dwóch cywilów zginęło w ataku rosyjskiego drona Shahed, który uderzył w dwupiętrowy budynek mieszkalny w obwodzie sumskim. W obwodzie odeskim uszkodzone zostały budynki mieszkalne i infrastruktura portowa. Zginął nastolatek, a siedem osób zostało rannych. Prorosyjski szef DRL Dienis Puszylin podał, że w wyniku ukraińskiego „ciężkiego ostrzału” za pomocą wyrzutni rakietowych w Doniecku zginęły cztery osoby, a 13 zostało rannych, w tym rosyjski dziennikarz. Centralna część miasta, w szczególności Hotel „Donbas Palace”, znalazła się pod ostrzałem. Rosyjskie MSW nazwało ostrzał Doniecka „aktem terrorystycznym”, który według nich był wymierzony w infrastrukturę cywilną.
Norweski rząd zezwolił krajowym producentom broni na bezpośrednią sprzedaż uzbrojenia na Ukrainę.
Prezydent Zełenski wygłosił przemówienie noworoczne, mówiąc, że wojna z Rosją nauczyła naród ukraiński zdecydowanego przeciwstawiania się inwazji i przystosowania się do trudnych warunków, takich jak przerwy w dostawie prądu, zablokowana działalność przemysłowa i zagrożenia dla żeglugi eksportowej. Największym osiągnięciem w 2023 roku po przeżyciu zimy na początku roku było udowodnienie przez Ukraińców, że są silniejsi w obliczu dotkliwego zimna i ciemności, nie boją się przerw w dostawie prądu, sprzeciwu, przeszkód, nieufności i podejrzeń. Ponadto pochwalił armię ukraińską za skuteczny atak na rosyjską marynarkę wojenną na Morzu Czarnym i potwierdził, że zatopiono największy okręt desantowy Rosji oraz fregatę wyposażoną w rakiety. W tym samym czasie zachodni sojusznicy utworzyli nową grupę, której zadaniem było wzmocnienie zdolności armii ukraińskiej w zakresie obrony przeciwlotniczej i pomoc w zakresie pozyskania myśliwców F-16, aby armia ukraińska mogła wznieść się w powietrze i walczyć z rosyjskimi siłami powietrznymi.
Prezydent Władimir Putin podczas inspekcji szpitala wojskowego powiedział, że Rosja zintensyfikuje ataki na ukraińskie obiekty wojskowe po ataku na Biełgorod, opisując Ukrainę jako osobę, która poprzez atak ma nadzieję przestraszyć Rosję i stworzyć niepewność. Putin stwierdził także, że Rosja unika ataków na ludność cywilną, jednocześnie oskarżając Kijów o atakowanie cywilów. Wskazał także, że Zachód wykorzystuje Ukrainę do rozwiązywania problemów z Rosją. Uważał jednak, że inicjatywa strategiczna leży po stronie Rosji, ponieważ sytuacja na polu bitwy ulega zmianie, sprzęt ukraińskiej armii jest na wyczerpaniu, a produkcja sprzętu wojskowego produkowanego przez Rosję zwiększa się, określając to jako „zniechęcające” dla Ukrainy.

### 2 stycznia

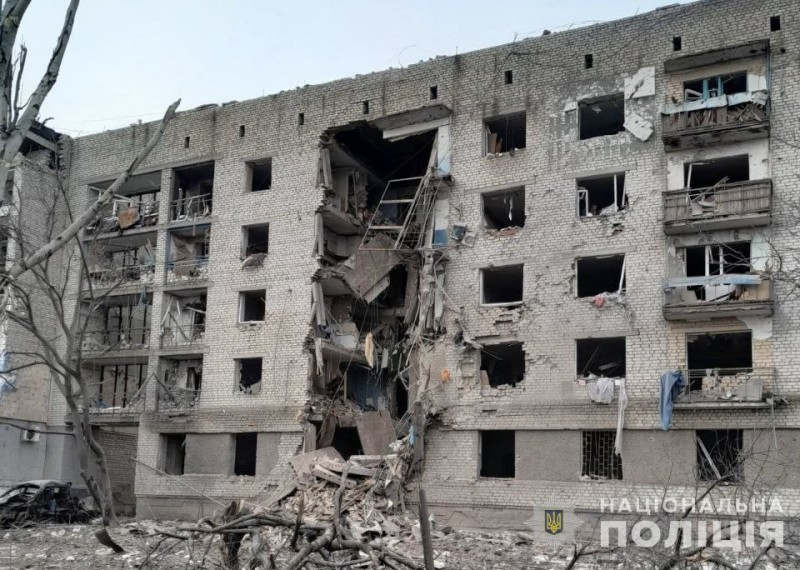
Budynek mieszkalny w mieście Orichiw po rosyjskim ataku dwiema bombami lotniczymi.

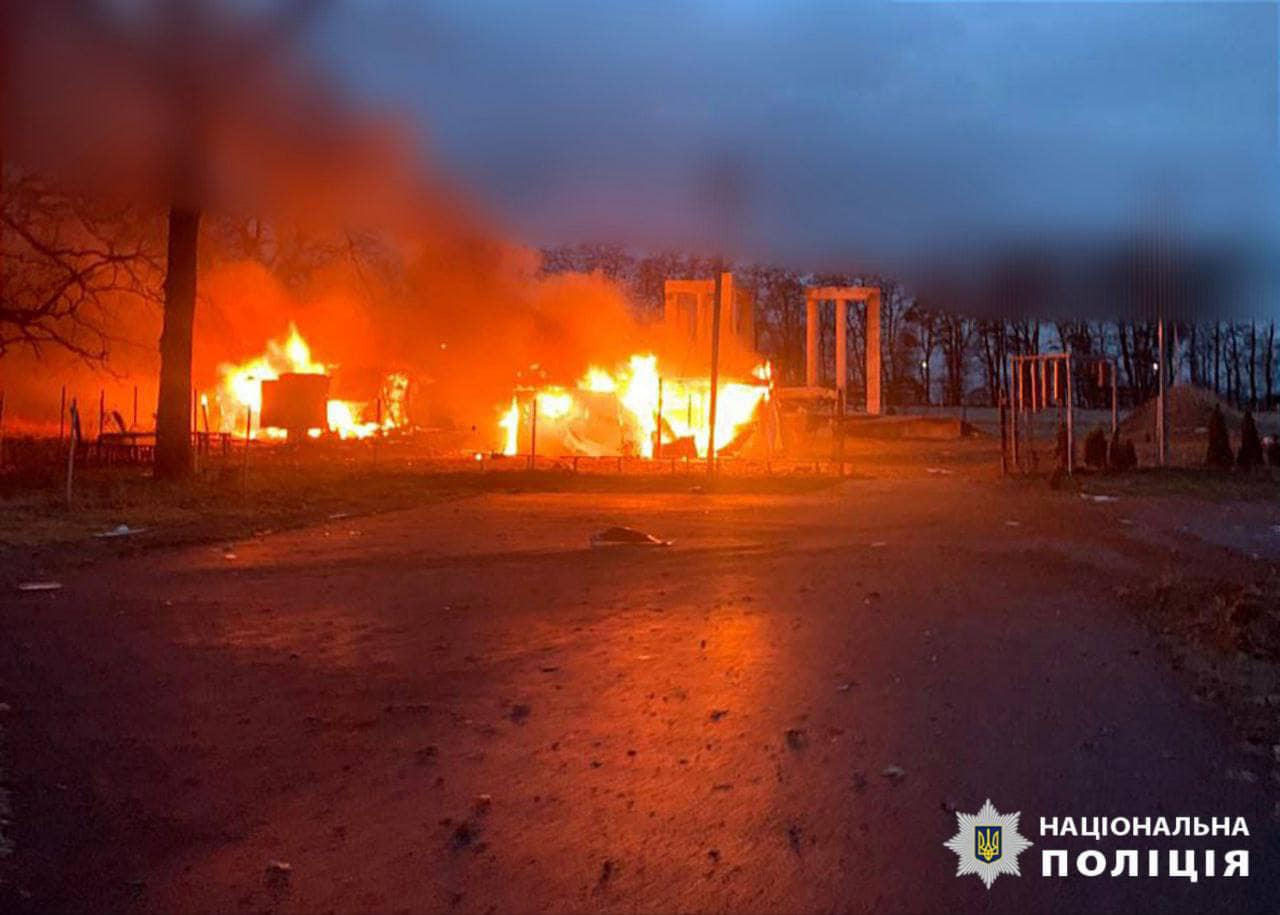
Niedokończony kościół w Wyszniewie (obwód kijowski) po porannym ataku rakietowym.

Ukraiński SG poinformował, że kontynuowano działania mające na celu rozbudowę przyczółku na lewym brzegu Dniepru, gdzie odparto dziewięć ataków. FR atakowała w kierunkach Kupiańska, Bachmutu, Awdijiwki i Zaporoża, gdzie doszło do 57 starć. W kierunku kupiańskim i bachmuckim Ukraińcy odparli siedem ataków w rejonie Sinkiwki i Petropawliwki oraz sześć ataków w pobliżu Bohdaniwki, Kliszczijiwki i Andrijiwki. W kierunku awdijiwskim i marjińskim Rosjanie nadal próbowali otoczyć Awdijiwkę, jednak Ukraińcy utrzymywali obronę, odpierając osiem ataków w okolicy Nowobachmuiwki, Berdyczi i Awdijiwki oraz 16 ataków w pobliżu Perwomajskiego i Newelskiego. W kierunku zaporoskim wojska rosyjskie przeprowadziły nieudane ataki w pobliżu Robotyne. W ciągu 24h FR przeprowadziła 89 ataków rakietowych, 72 naloty i 48 ostrzałów na pozycje ukraińskie i obszary zaludnione (odnotowano ofiary wśród cywilów oraz zniszczoną infrastrukturę). Lotnictwo ukraińskie dokonało 12 nalotów na miejsca koncentracji, z kolei artyleria zaatakowała dwa obszary koncentracji, trzy przeciwlotnicze kompleksy rakietowe, dwa punkty kontrolne, jednostkę artylerii, system radarowy oraz magazyn paliwa i smarów.
Rosja przeprowadziła kolejny atak rakietowy na Kijów i Charków, zabijając pięć osób i raniąc co najmniej 130 kolejnych, w tym wiele dzieci. Ok. 6:00 16 rosyjskich bombowców Tu-95MS wystrzeliło ok. 70 rakiet Ch-101/Ch-555/Ch-55; ok. 7:30 Rosjanie zaatakowali Ukrainę za pomocą hipersonicznych rakiet balistycznych Kindżał wystrzelonych z myśliwców MiG-31. Siły rosyjskie zaatakowały także trzema rakietami Kalibr, 12 rakietami balistycznymi Iskander-M/S-300/S-400, a z myśliwców Su-35 wystrzelono cztery rakiety przeciwradarowe Ch-31P. Ukraińskie Siły Powietrzne podały, że zniszczono 72 z 99 pocisków, w tym 59 rakiet Ch-101/Ch-555/Ch-55, trzy rakiety Kalibr i wszystkie dziesięć Kindżałów. Celem była ukraińska infrastruktura krytyczna oraz obiekty przemysłowe, cywilne i wojskowe. Wcześniej ukraińskie lotnictwo poinformowało, że nad ranem zniszczono wszystkie 35 dronów Shahed 136/131, wystrzelonych z Krymu i Primorsko-Achtarska. Gubernator Serhij Łysak powiedział, że w obwodzie dniepropietrowskim spadające szczątki uszkodziły linię energetyczną w rejonie Krzywego Rogu, powodując przerwy w dostawie prądu. Według gubernatora Witalija Kima wrak drona spadł na garaż obwodzie mikołajowskim, powodując pożar. W obwodzie kijowskim spadające szczątki dronów spowodowały pożary infrastruktury cywilnej, w tym wieżowców, supermarketu i magazynów. Według obliczeń opartych na danych Sił Powietrznych Ukrainy, Forbes podał, że atak rakietowy tego dnia kosztował Rosję ok. 620 milionów dolarów.
Gubernator Wadym Fiłaszkin poinformował, że w rosyjskich atakach na Czasiw Jar i Krasnohoriwkę w obwodzie donieckim zginęły dwie osoby, a jedna została ranna. Gubernator Jurij Małaszko powiedział, że w wyniku rosyjskich nalotów na budynek mieszkalny w Orichiwie w obwodzie zaporoskim 75-letnia kobieta została ranna. Według doniesień siły rosyjskie przeprowadziły o 9:30 dwa ataki na miasto z użyciem bomb lotniczych.
Rosja oskarżyła Ukrainę o przeprowadzenie kolejnego ataku rakietowego na Biełgorod. Jeden pocisk uderzył w samochód, zabijając mężczyznę, drugi trafił w rynek samochodowy, raniąc cztery osoby. Trzy inne osoby również odniosły obrażenia w odrębnych atakach. Rosyjska obrona przeciwlotnicza podała, że zniszczono 17 rakiet wystrzelonych z wyrzutni rakietowych. Ministerstwo Obrony Rosji podało, że ok. 9:00 rosyjski samolot „awaryjnie zdetonował amunicję lotniczą” nad wioską Pietropawłowka w obwodzie woroneskim, raniąc cztery osoby i uszkadzając sześć lub siedem budynków.
Brytyjskie Ministerstwo Obrony podało, że Rosja nasiliła od 29 grudnia ataki dalekiego zasięgu na Ukrainę, a armia rosyjska wykorzystała na nie znaczną część zgromadzonych w ciągu ostatnich miesięcy zapasów rakiet manewrujących i pocisków balistycznych. Ostatnie rosyjskie ataki powietrzne były skierowane przede wszystkim przeciw obiektom przemysłu obronnego Ukrainy, w porównaniu z zimą w 2022 roku, kiedy to siły rosyjskie atakowały głównie ukraińską infrastrukturę energetyczną. W opinii Institute for the Study of War (ISW) Władimir Putin miał zamiar prowadzić rozmowy na temat przyszłości Ukrainy z Zachodem, mając na celu skłonienie go do opuszczenia Kijowa. Putin stwierdził w swym wystąpieniu, że zachodni sojusznicy Ukrainy są największą przeszkodą w zakończeniu konfliktu, ale ich retoryka zaczyna się zmieniać, bo zaczynają zdawać sobie sprawę, że nie mogą „zniszczyć” Rosji. Zdaniem Instytutu jakakolwiek zgoda ze strony Zachodu na negocjacje o przyszłości Ukrainy z ominięciem jej samej będzie dla Rosji sygnałem, że może ona narzucać swą wolę krajom, które uważa za należące do swojej strefy wpływów. Tymczasem siły rosyjskie poczyniły niewielkie, potwierdzone postępy wzdłuż linii Swatowe–Kreminna, na północny i południowy zachód od Bachmutu, na północny zachód od Awdijiwki i na południowy zachód od Doniecka.
Prezydent Ukrainy Zełenski rozmawiał telefonicznie z premierem Wielkiej Brytanii Rishi Sunakiem, stwierdzając, że Rosja użyła co najmniej 500 rakiet i dronów do ataku na Ukrainę w ciągu ostatnich pięciu dni oraz omawiając sposoby wzmocnienia ukraińskiego potencjału obrony przeciwlotniczej. Turcja, powołując się na Traktat z Montreux, nie zgodziła się na przeprawę przez Bosfor dwóch niszczycieli min typu Sandown, które zostały podarowane Ukrainie przez brytyjską marynarkę wojenną.
Rosyjskie niezależne media, Mediazona i BBC News Rosja, potwierdziły nazwiska 40 599 rosyjskich żołnierzy zabitych od czasu inwazji Rosji na Ukrainę w lutym 2022 roku, na podstawie źródeł publicznych, w tym nekrologów, krewnych, mediów regionalnych i władz lokalnych, twierdząc jednocześnie, że rzeczywista liczba może być znacznie wyższa.

### 3 stycznia

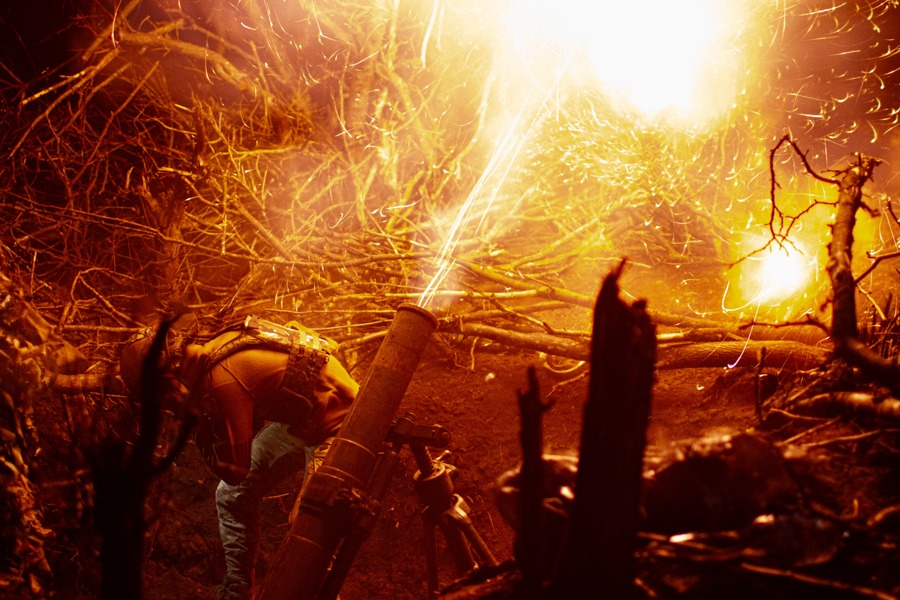
Ogień zespołu moździerzowego Gwardii Narodowej Ukrainy w obwodzie zaporoskim.

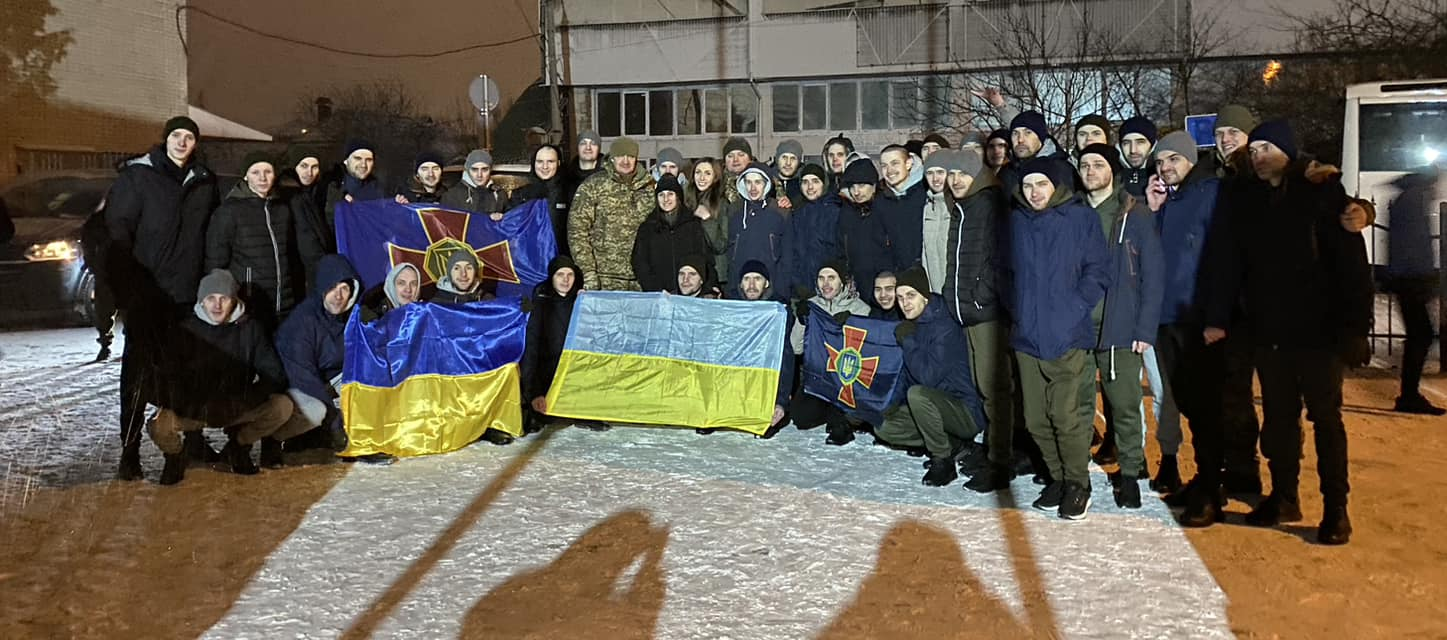
Ukraińscy żołnierze zwolnieni podczas wymiany jeńców między Ukrainą a Rosją; Uwolniono 248 Rosjan i 230 Ukraińców.

Na froncie trwały walki pozycyjne, podczas których atakowali przede wszystkim Rosjanie, odnosząc nieznaczne postępy na niektórych odcinkach frontu. Major Denys Nahornyj z 4 Brygady „Rubiż”, walczącej w Donbasie, stwierdził, że „Rosjanie zaktywizowali swoje działania w okolicach Bachmutu”, a ataków było coraz więcej, ponieważ wykorzystywali przewagę w ludziach. Nikt jednak nie osiąga operacyjnej przewagi, a walki miały charakter pozycyjny o średniej i wysokiej intensywności. W ocenie ISW siły rosyjskie poczyniły potwierdzone postępy w pobliżu Awdijiwki i Doniecka oraz kontynuowały walki pozycyjne na całej linii frontu.
SG Ukrainy podał, że kontynuowano działania mające na celu rozbudowę przyczółku na lewym brzegu Dniepru, gdzie odparto 9 ataków. Armia rosyjska atakowała w kierunkach Kupiańska, Bachmutu, Awdijiwki, Marjinki i Zaporoża, gdzie doszło do 58 starć. W kierunku kupiańskim i bachmuckim Ukraińcy odparli trzy ataki w rejonie Sinkiwki i Petropawliwki oraz cztery ataki w pobliżu Bohdaniwki i Andrijiwki. W kierunku awdijiwskim i marjińskim Rosjanie nadal próbowali otoczyć Awdijiwkę, jednak Ukraińcy utrzymywali obronę, odpierając 13 ataków w okolicy Nowobachmuiwki, Stepowego i Awdijiwki oraz 19 ataków w pobliżu Siewiernego, Perwomajskiego i Newelskiego. Odparto także 14 ataków w pobliżu Georgijiwki i Nowomychajliwki. W kierunku zaporoskim wojska rosyjskie przeprowadziły nieudany atak w rejonie Robotyne. W ciągu dnia Rosja przeprowadziła siedem ataków rakietowych, 58 nalotów i 57 ostrzałów na pozycje ukraińskie i obszary zaludnione (odnotowano ofiary wśród cywilów oraz zniszczoną infrastrukturę). Lotnictwo ukraińskie dokonało 12 nalotów na miejsca koncentracji, a artyleria ostrzelała obszar koncentracji, trzy systemy przeciwlotnicze, trzy jednostki artylerii, stację walki radioelektronicznej i dwa punkty kontrolne.
Według władz lokalnych w ciągu ostatniej doby w rosyjskich atakach na dziesięć obwodów Ukrainy, zginęły co najmniej trzy osoby (w obwodzie chersońskim i Awdijiwce), a dziewięć zostało rannych. Gubernator Ołeksandr Prokudin stwierdził, że wojska rosyjskie zaatakowały odpowiednio Nowotiahynkę i Sadowe, w wyniku czego zginęło co najmniej dwóch cywilów. Gubernator Wadym Fiłaszkin powiedział, że Rosja przeprowadziła atak rakietowy na Awdijiwkę, zabijając co najmniej jednego cywila i raniąc kolejnego. O 17:45 armia rosyjska ostrzelała Snihuriwkę w obwodzie mikołajowskim za pomocą systemu S-300. W wyniku ataku co najmniej cztery osoby zostały ranne, w tym 15-letnia dziewczynka, oraz uszkodzonych zostało ponad 30 budynków mieszkalnych i gospodarczych. Gubernator Ołeh Siniehubow powiedział, że w nocy armia rosyjska użyła dwóch rakiet S-300 do ataku na infrastrukturę cywilną w centrum Charkowa; nie zgłoszono żadnych ofiar.
Gubernator obwodu biełgorodzkiego Wiaczesław Gładkow powiedział, że w nocy odnotowano kilka eksplozji, oraz stwierdził, że zestrzelono kilka dronów. Według doniesień zginęła jedna osoba, a pięć zostało rannych. Na Krymie gubernator Sewastopola Michaił Razwożajew stwierdził, że nad portem zestrzelono rakietę. Ministerstwo Obrony Rosji podało, że Ukraina wystrzeliła w kierunku Biełgorodu 12 rakiet (w tym 6 rakiet Toczka-U i 6 rakiet Wilcha) i kilka dronów, które zostały zniszczone przez obronę przeciwlotniczą
Norwegia zapowiedziała, że wyśle do Danii dwa myśliwce F-16, aby pomóc w szkoleniu ukraińskich pilotów w obsłudze samolotów. Minister obrony Bjørn Arild Gram stwierdził: „Partnerzy i państwa sojusznicze będą dzień i noc pracować nad utworzeniem trwałych i nowoczesnych Sił Powietrznych Ukrainy”. Premier Denys Szmyhal powiedział, że jednym z głównych celów Ukrainy w 2024 roku jest sześciokrotne zwiększenie mocy produkcyjnych przemysłu obronnego i przygotowanie się do wojny w roku następnym. Rząd zamierza wydać ponad 19,69 mld dolarów na opłacenie personelu wojskowego oraz ponad 6,96 miliarda dolarów na zakup, produkcję i konserwację broni.
Międzynarodowa Agencja Energii Atomowej podała, że w ciągu ostatnich dwóch tygodni Rosjanie zabronili ekspertom dostępu do 1, 2 i 6 hali reaktorów bloków energetycznych, hal turbin i dachów reaktorów bloków 3, 4 i 6, w okupowanej przez Rosję Zaporoskiej Elektrowni Jądrowej w Enerhodarze. Pięć z sześciu reaktorów nadal znajdowało się w stanie zimnego wyłączenia, natomiast reaktor nr. 4 znajdował się w stanie termicznego wyłączenia, utrzymując wysoką temperaturę.
W ramach największej wymiany jeńców między obydwoma krajami od czasu inwazji w 2022 roku uwolniono 230 Ukraińców i 248 Rosjan. W wymianie pośredniczyły Zjednoczone Emiraty Arabskie. Wśród uwolnionych Ukraińców znajdował się m.in. personel armii ukraińskiej, Sił Obrony Terytorialnej, Gwardii Narodowej, Straży Granicznej i funkcjonariusz policji oraz sześciu cywilów. Była to pierwsza wymiana jeńców od sierpnia 2023 roku.
Ukraiński wywiad wojskowy podał, że firma najemnicza „Hispaniola” werbowała członków do „prywatnej armii” partii Jedna Rosja, która rządzi w Rosji. Kompania najemnicza składała się m.in. z piłkarskich ekstremistów, radykałów i sympatyków neonazizmu, oraz rekrutowała osoby z biedniejszych regionów Rosji i obszarów okupowanych przez siły rosyjskie, a następnie wykorzystywała ich głównie jako „mięso armatnie”.

### 4 stycznia
Dowódca Zgrupowania Tauryda generał Ołeksandr Tarnawski powiedział, że Rosja podwoiła w ciągu ostatniej doby liczbę ataków w sektorze południowo-wschodnim, przeprowadzając prawie 900 ataków artyleryjskich, 25 nalotów i dziesiątki ataków na pozycje ukraińskie. W wyniku walk Rosja poniosła ciężkie straty, m.in. zginęło 423 żołnierzy oraz zniszczono 72 szt. sprzętu wojskowego. Major Denys Nahornyj z 4 Brygady „Rubiż” stwierdził, że Ukraińcy bronili swoich pozycji w Donbasie, mimo że Rosjanie mieli przewagę w ludziach, sprzęcie i amunicji. Według niego Rosjanie pod Bachmutem zużywali 10 tys. pocisków artyleryjskich na 3 tys. ukraińskich, z kolei w Awdijiwce sytuacja była podobna, gdzie armia rosyjska wspierana artylerią próbowała otoczyć miasto. Dodał także, że Ukraińcy potrzebują broni, m.in. amunicji i dronów FPV. 
Brytyjskie MON podało, że w ciągu ostatniego tygodnia wojna charakteryzowała się albo statyczną linią frontu, albo bardzo stopniowym, lokalnym postępem wojsk rosyjskich. W pobliżu Kupiańska Zachodnia Grupa Sił Rosji nadal prowadziła ofensywę zakrojoną na szeroką skalę. W obwodzie donieckim Ukraina utrzymywała stabilną linię frontu w obliczu rosyjskich ataków na małą skalę wokół Bachmutu. Z kolei Awdijiwka nadal była miejscem ciężkich walk, podczas gdy Rosjanie skonsolidowali pod koniec grudnia 2023 roku zdobycze wokół Marjinki. Na południu rosyjskie siły powietrznodesantowe prawdopodobnie poczyniły minimalne postępy w ponownej próbie usunięcia ukraińskiego przyczółku na wschodnim brzegu Dniepru w pobliżu Krynek. W opinii ISW Rosja może zintensyfikować wysiłki mające na celu pozyskanie rakiet balistycznych z zagranicy, ponieważ w pewnych okolicznościach rakiety te wydawały się skuteczniejsze w atakowaniu celów na Ukrainie. Tymczasem siły rosyjskie poczyniły potwierdzone postępy w pobliżu Kreminnej i Awdijiwki oraz kontynuowały walki pozycyjne na całej linii frontu.
Ukraiński Sztab poinformował, że kontynuowano działania mające na celu rozbudowę przyczółku na lewym brzegu Dniepru, gdzie odparto sześć ataków. Rosja atakowała w kierunkach Kupiańska, Bachmutu, Awdijiwki, Marjinki i Zaporoża, gdzie doszło do 59 starć. W kierunku kupiańskim i bachmuckim Ukraińcy odparli cztery ataki w rejonie Sinkiwki i Petropawliwki oraz cztery ataki w pobliżu Bohdaniwki, Kliszczijiwki i Andrijiwki. W kierunku awdijiwskim i marjińskim Rosjanie nadal próbowali otoczyć Awdijiwkę, jednak Ukraińcy utrzymywali obronę, odpierając 16 ataków w okolicy Nowobachmuiwki, Stepowego i Awdijiwki oraz 16 ataków w pobliżu Perwomajskiego i Newelskiego. Odparto także siedem ataków w pobliżu Marjinki i Nowomychajliwki. W kierunku zaporoskim wojska rosyjskie przeprowadziły osiem nieudanych ataków w rejonie Robotyne i na północny zachód od Werbowego. W ciągu doby FR przeprowadziła siedem ataków rakietowych, 36 nalotów i 37 ostrzałów na pozycje ukraińskie i obszary zaludnione (odnotowano ofiary wśród cywilów oraz zniszczoną infrastrukturę). Lotnictwo ukraińskie dokonało 10 nalotów na miejsca koncentracji i dwóch na punkty kontrolne, z kolei artyleria ostrzelała obszar koncentracji, cztery jednostki artylerii, dwie stacje walki radioelektronicznej i trzy punkty kontrolne.
Nad ranem w wyniku rosyjskiego ataku rakietowego na obiekt przemysłowy w Kropywnyckim zginęła jedna osoba, a osiem zostało rannych. Państwowe Służby Ratunkowe podały, że spadające szczątki uszkodziły kilka budynków. Doszło do przerw w dostawach prądu i wody. Ukraiński operator energetyczny Ukrenergo powiedział później, że uszkodzonym w ataku przedsiębiorstwem był zakład naprawczo-produkcyjny, a zabita osoba i czterech rannych to pracownicy Ukrenergo. Przedstawiciele armii ukraińskiej potwierdzili zestrzelenie w nocy dwóch dronów Shahed 136/131. Obydwa drony zostały zniszczone w obwodzie chmielnickim. Władze regionalne podały, że siły rosyjskie uderzyły w Nowotiahynkę i Stanisław, zabijając jedną osobę, a raniąc kolejne trzy. Prokuratura regionalna podała, że rosyjskie wojsko zaatakowało Kateriniwkę, Krasnohoriwkę i Awdijiwkę, zabijając dwóch mieszkańców i raniąc kolejnych dwóch.
Służba Łączności Strategicznej SZ Ukrainy poinformowała, że ok. 15:00 wojska ukraińskie zaatakowały rosyjskie stanowisko dowodzenia w pobliżu Sewastopola oraz jednostkę wojskową na okupowanym Krymie. Ukraińskie media Suspilne cytowały doniesienia mieszkańców Krymu, że po południu w pobliżu Sewastopola i Eupatorii słychać było wiele bardzo potężnych eksplozji. Później Rosyjskie Ministerstwo Obrony stwierdziło, że siły ukraińskie wystrzeliły 10 rakiet w stronę Krymu i 10 nad Biełgorodem, z których wszystkie zostały zestrzelone. Gubernator Sewastopola Michaił Razwożajew stwierdził, że atak był „największym w ostatnim czasie”. Wieczorem rosyjskie MON poinformowało, że zniszczono 36 ukraińskich dronów nad Krymem i jeden w Noworosyjsku w Kraju Krasnodarskim. Z kolei władze Sewastopola oświadczyły wieczorem, że szczątki rakiet spadły we wsi niedaleko Sewastopola. Jedna osoba została ranna, a trzy domy zostały zniszczone. Konieczna była ewakuacja prawie 100 osób, w tym 15 dzieci. Według ukraińskiego wywiadu wojskowego myśliwiec-bombowiec Su-34 został podpalony w bazie lotniczej w Czelabińsku przez ukraińskiego sabotażystę. Później armia ukraińska oświadczyła, że uderzono także w skład amunicji w rejonie Pierwomajskiego na Krymie.
Według Ośrodka Studiów Wschodnich Rosjanie osiągnęli nieznaczne postępy na północny i południowy zachód od Bachmutu (gdzie głównym rejonem walk była flankująca Czasiw Jar od północnego wschodu Bohdaniwka), na południowy wschód od Siewierska oraz na północ i północny zachód od Awdijiwki. Na pozostałych kierunkach sytuacja nie uległa większym zmianom. W związku z Nowym Rokiem intensywność walk obniżyła się. 3 stycznia dowódca Wojsk Lądowych generał Ołeksandr Syrski jako kierunki o największej intensywności walk wskazał kupiański i bachmucki.
Belgijskie Ministerstwo Obrony oświadczyło, że Belgia wyśle do Danii dwa myśliwce F-16 i 50 osób personelu szkoleniowego, aby wesprzeć szkolenie ukraińskich pilotów. Niemcy dostarczyły Ukrainie pakiet pomocy wojskowej, który obejmował system obrony powietrznej Skynex, 10 pojazdów opancerzonych Marder, amunicję do czołgów Leopard, dwa radary obserwacji powietrznej TRML-4D, 30 systemów wykrywania dronów, rakiety przeciwlotnicze IRIS-T, 10 naziemnych radarów obserwacyjnych GO12, amunicję artyleryjską 155 mm, amunicję do broni palnej, dwa czołgi do usuwania min, czołg do układania mostów, ciężarówki, karabiny szturmowe, hełmy bojowe oraz zimowe siatki kamuflażowe. Ukraiński generał Serhij Najew ostrzegł przed poważnym niedoborem amunicji w systemie obrony przeciwlotniczej Ukrainy. Amunicja do systemów obrony powietrznej była wówczas wystarczająca, „aby wytrzymać kolejne brutalne ataki”, jednak w perspektywie średnio- i długoterminowej Ukraina „oczywiście potrzebuje pomocy od krajów zachodnich w celu uzupełnienia zapasów rakiet”.
Według ustaleń Stanów Zjednoczonych, w swoich ostatnich atakach Rosja używała rakiet balistycznych pozyskanych z Korei Północnej. Powołując się na źródła rządu USA, The Wall Street Journal poinformował również, że Rosja planowała zakup rakiet krótkiego zasięgu od Iranu w celu dalszego atakowania infrastruktury ukraińskiej oraz zaczęła kupować podobną amunicję z Korei Północnej.
Narodowe Centrum Oporu Ukrainy poinformowało, że władze w okupowanych przez Rosję regionach południowej Ukrainy planowały od marca 2023 zmusić wszystkich 17-latków do rejestrowania się w kontrolowanych przez Rosję biurach rekrutacji do wojska, opisując to posunięcie jako przygotowanie do dużej rosyjskiej mobilizacji na terenach okupowanych.

### 5 stycznia

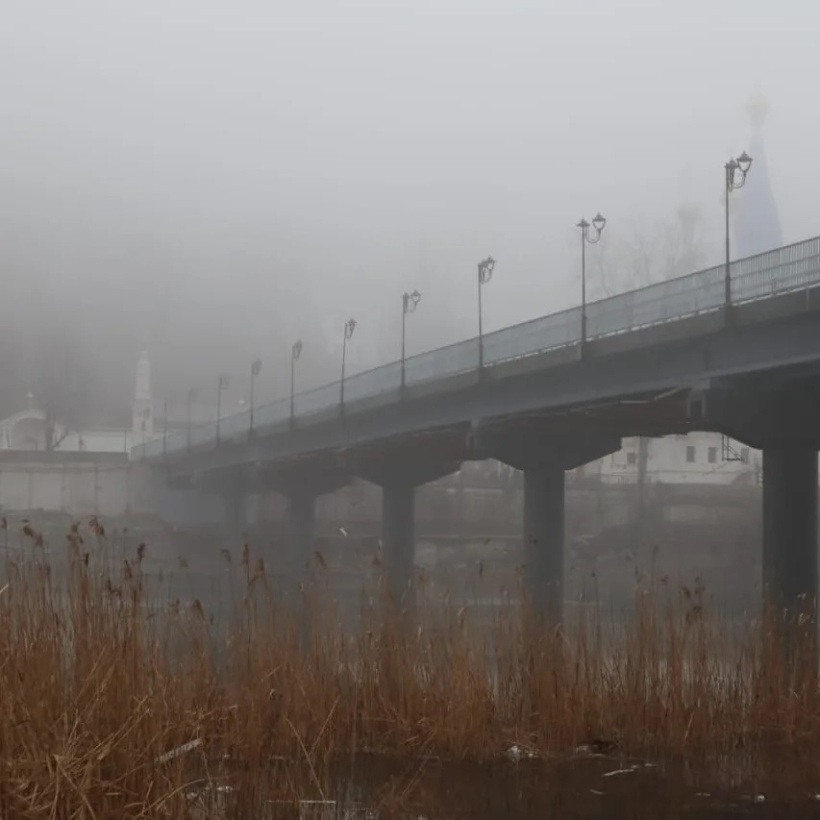
Most w Świętogórsku, odrestaurowany po zniszczeniach podczas bitwy o miasto.

Według ISW w ciągu najbliższych tygodni armia rosyjska może rozszerzyć swoje działania ofensywne w obwodzie charkowskim, próbując zdobyć Kupiańsk. Rozmieszczenie i działania wojsk rosyjskich w regionie nie oznaczały jednak dużej ofensywy na całej linii Kupiańsk–Łyman ani czegoś na wzór rosyjskiej ofensywy w północno-wschodniej Ukrainie w okresie od zimy do wiosny 2023 roku. Zdaniem ekspertów Rosjanie prawdopodobnie stopniowo odbudowali jednostki zniszczone podczas kontrofensywy ukraińskiej z 2022 roku i nieudanego ataku rosyjskiego z wiosny 2023 roku oraz chcą użyć tych sił do nasilenia ograniczonych operacji ofensywnych. Formacje operujące na kierunku Kupiańska to głównie 1 Gwardyjska Armia Pancerna i 6 Armia Ogólnowojskowa. Tymczasem siły rosyjskie poczyniły potwierdzone postępy w pobliżu Awdijiwki oraz kontynuowały walki pozycyjne na całej linii frontu. Rosjanie próbowali wyprzeć Ukraińców z lewego brzegu Dniepru w obwodzie chersońskim, gdzie siły ukraińskie utworzyły w 2023 roku przyczółek. Natalia Humeniuk z ukraińskiego dowództwa Południe stwierdziła, że armia rosyjska „ostatniej doby bezskutecznie atakowała tam 6 razy”. Rosjanie rzucali tam grupy szturmowe, a ostatnio wzmacniali swoje siły oraz używali pojazdów pancernych.
SG Ukrainy oświadczył, że kontynuowano działania mające na celu rozbudowę przyczółku na lewym brzegu Dniepru, gdzie odparto 13 ataków. FR atakowała w kierunkach Kupiańska, Bachmutu, Awdijiwki, Marjinki i Zaporoża, gdzie doszło do 62 starć. W kierunku kupiańskim i bachmuckim Ukraińcy odparli siedem ataków w rejonie Sinkiwki oraz trzy ataki w pobliżu Kliszczijiwki i Andrijiwki. W kierunku awdijiwskim i marjińskim Rosjanie nadal próbowali otoczyć Awdijiwkę, jednak Ukraińcy utrzymywali obronę, odpierając cztery ataki w okolicy Nowobachmutiwki i Awdijiwki oraz 17 ataków w pobliżu Perwomajskiego i Newelskiego. Odparto także 15 ataków w pobliżu Marjinki, Pobiedy i Nowomychajliwki. W kierunku zaporoskim wojska rosyjskie przeprowadziły jeden nieudany atak w rejonie Robotyne. W ciągu 24h Rosja przeprowadziła pięć ataków rakietowych, 25 nalotów i 32 ostrzały na pozycje ukraińskie i obszary zaludnione (odnotowano ofiary wśród cywilów oraz zniszczoną infrastrukturę). Lotnictwo ukraińskie dokonało pięciu nalotów na miejsca koncentracji i jednego na punkt kontrolny, z kolei artyleria ostrzelała dwa punkty kontrolne, cztery obszary koncentracji, skład amunicji i artylerię.
Ukraiński wywiad wojskowy stwierdził, że siły specjalne przeprowadziły transgraniczny rajd na rosyjskie pozycje w rejonie szaryworońskim w obwodzie biełgorodzkim, gdzie wojsko ukraińskie zaminowało „jedyną drogę, po której poruszało się wojsko rosyjskie we wskazanym rejonie” oraz „zaatakowało umocnienia rosyjskiego plutonu”, któremu zadano straty.
Ukraińskie Siły Powietrzne poinformowały, że wczesnym rankiem zniszczono cztery rosyjskie rakiety S-300 i 21 z 29 dronów Shahed 136/131 (wystrzelonych z Krymu i Primorsko-Achtarska) nad obwodem mikołajowskim, chersońskim, dniepropetrowskim, czerkaskim, kirowohradzkim i chmielnickim. Pięć dronów zestrzelono nad obwodem czerkaskim, jednak ich szczątki uszkodziły linie energetyczne, co doprowadziło do przerwy w dostawie prądu w pięciu miejscowościach. Część dronów trafiła w obiekty we wsi Wysoke w obwodzie chersońskim, w wyniku czego siedem osób zostało rannych oraz uszkodzono budynki administracyjne i miasteczko modułowe. Gubernator Ołeksandr Prokudin poinformował, że Rosja przeprowadziła atak rakietowy na przedsiębiorstwo rolnicze we wsi Inhułeć, zabijając 35-letniego mężczyznę i raniąc 60-letniego mężczyznę.
Według Ministerstwa Spraw Wewnętrznych Ukrainy za zaginionych uważano 11 tys. cywilów i 15 tys. członków ukraińskiej armii. Biuro Prezydenta Ukrainy poinformowało, że prezydent Zełenski odbył rozmowę telefoniczną z prezydentem Turcji Erdoganem w celu omówienia ukraińskiego planu pokojowego, współpracy obronnej, bezpieczeństwa na Morzu Czarnym i innych kwestii oraz zaprosił Turcję do udziału w czwartym szczycie w Davos w Szwajcarii, pod koniec stycznia 2024 roku.

### 6 stycznia

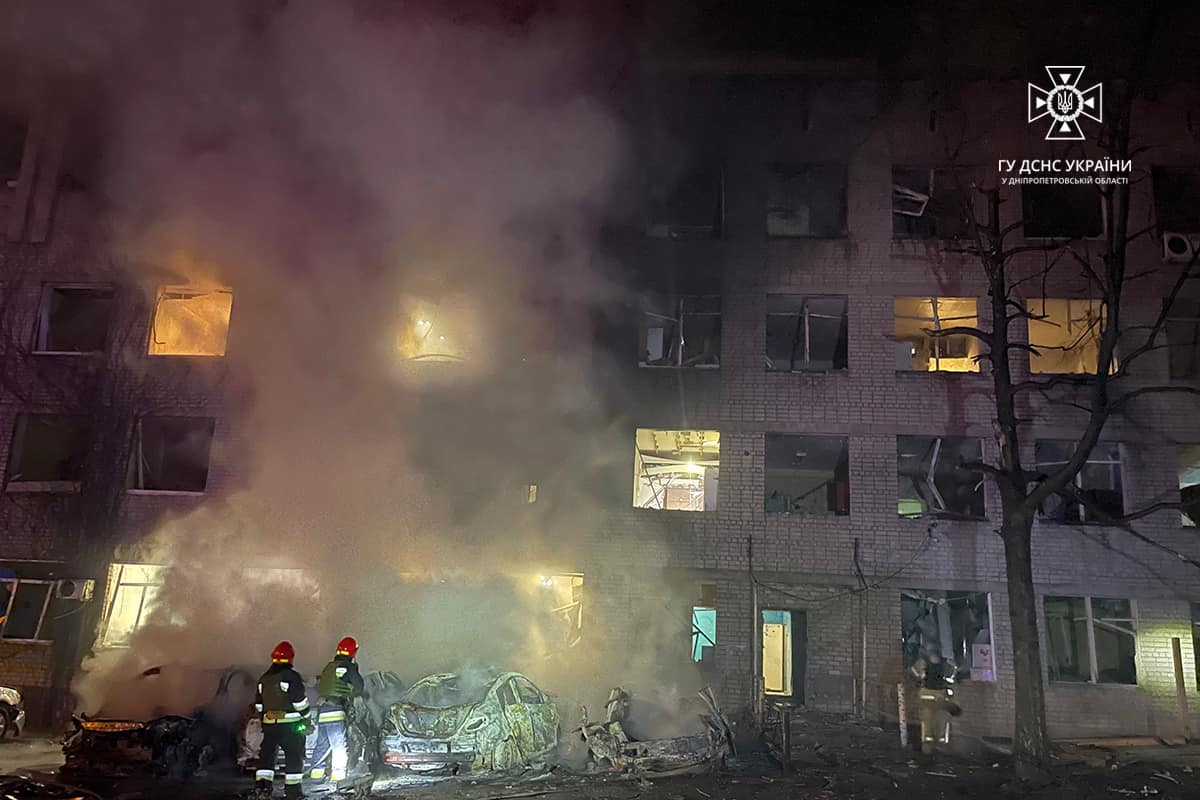
Akademik w Dnieprze po wieczornym rosyjskim ataku dronów.

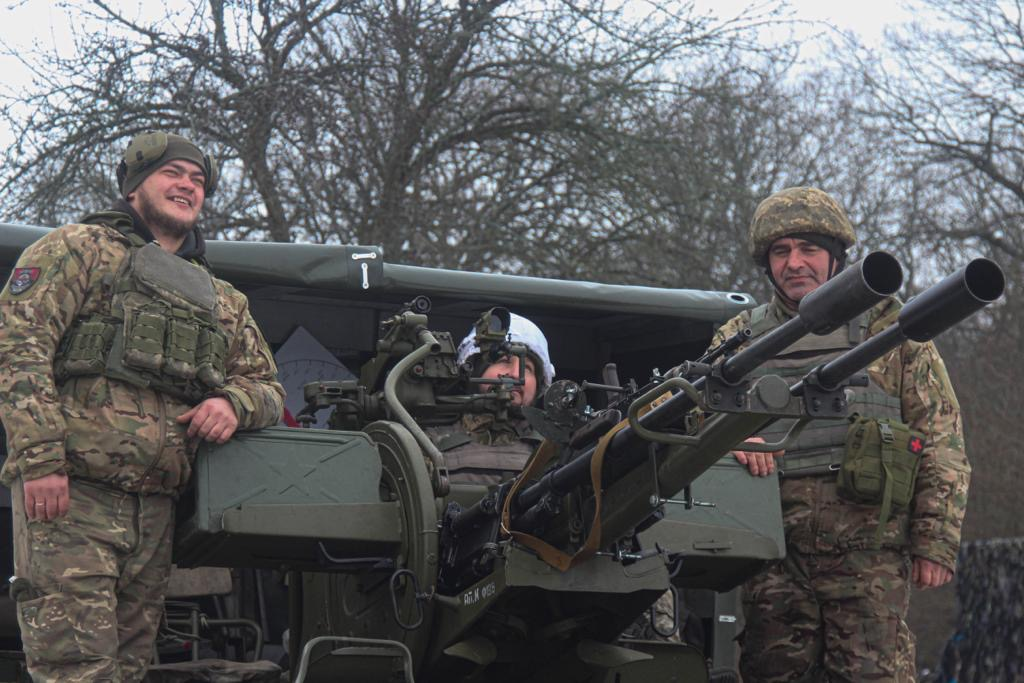
Jedna z mobilnych drużyn strzeleckich Gwardii Narodowej Ukrainy, strzelająca do rosyjskich dronów i rakiet manewrujących.

W opinii ISW siły ukraińskie prowadziły wielodniową kampanię przeciwko rosyjskim celom wojskowym na okupowanym Krymie i pomyślnie uderzyły w kilka celów na całym półwyspie. Wojska rosyjskie i ukraińskie kontynuowały walki pozycyjne na całej linii frontu. Ponadto dostarczenie Ukrainie systemów przeciwlotniczych i rakiet przez Zachód w najbliższej i średniej perspektywie pozostawało kluczowe dla rozwoju przez Ukrainę bazy przemysłowej sektora obronnego, która może długoterminowo wspierać wysiłki wojenne Ukrainy przeciwko Rosji.
Sztab Ukrainy podał, że kontynuowano działania mające na celu rozbudowę przyczółku na lewym brzegu Dniepru, gdzie odparto 19 ataków. Rosja atakowała w kierunkach Kupiańska, Bachmutu, Awdijiwki, Marjinki i Zaporoża, gdzie doszło do 45 starć. W kierunku kupiańskim i bachmuckim Ukraińcy odparli trzy ataki w rejonie Sinkiwki, Petropawliwki i Iwaniwki oraz dwa ataki w pobliżu Orichowo-Wasyliwki i Kliszczijiwki. W kierunku awdijiwskim i marjińskim Rosjanie nadal próbowali otoczyć Awdijiwkę, jednak Ukraińcy utrzymywali obronę, odpierając osiem ataków w okolicy Nowobachmutiwki, Stepowego i Awdijiwki oraz 16 ataków w pobliżu Perwomajskiego i Newelskiego. Odparto także 9 ataków w pobliżu Marjinki i Nowomychajliwki. W kierunku zaporoskim wojska rosyjskie przeprowadziły pięć nieudanych ataków na zachód od Werbowego, Robotyne i na południe od Nowodariwki. W ciągu doby armia rosyjska przeprowadziła 9 ataków rakietowych, 84 naloty i 50 ostrzałów na pozycje ukraińskie i obszary zaludnione (odnotowano ofiary wśród cywilów oraz zniszczoną infrastrukturę). Lotnictwo ukraińskie dokonało 19 nalotów na miejsca koncentracji i jednego na kompleks rakiet przeciwlotniczych, natomiast artyleria ostrzelała cztery obszary koncentracji, dwa punkty kontrolne, skład amunicji, trzy jednostki artylerii, stację radarową obrony powietrznej i cztery systemy przeciwlotnicze.
Gubernator Wadym Fiłaszkin powiedział, że w wyniku rosyjskich ataków rakietowych (za pomocą S-300) na Pokrowsk i Myrnohrad w obwodzie donieckim zginęło co najmniej 11 osób, w tym pięcioro dzieci, a osiem kolejnych zostało rannych. Podczas ataku zostało uszkodzonych w różnym stopniu 75 budynków, przychodnia ratunkowo-położnicza i budynek administracyjny. Prezydent Wołodymyr Zełenski powiedział, że ataki uderzyły w „zwykłe budynki mieszkalne, domy prywatne”, zaznaczając, że „żaden z tych ataków nie odbędzie się bez konsekwencji dla państwa terrorystycznego”. Kolejna osoba zginęła w rosyjskim ataku na Piwniczne, gdzie nad ranem siły rosyjskie przeprowadziły nalot, uderzając w budynek mieszkalny. Gubernator Serhij Łysak podał, że w ataku artyleryjskim na Nikopol zginął mężczyzna, a dwie osoby zostały ranne. W ataku uszkodzono sześć budynków gospodarczych, 13 domów, samochody, linie energetyczne i gazociąg. Władze regionalne podały, że rosyjskie ataki w obwodzie chersońskim raniły cztery osoby, w tym dwóch 9-letnich bliźniaków. Ukraińskie siły powietrzne zestrzeliły siedem dronów podczas rosyjskiego ataku na Dniepr. W wyniku ataku uszkodzony został budynek mieszkalny.
Rosyjskie Ministerstwo Obrony podało, że ok. 0:30 czasu lokalnego obrona przeciwlotnicza zestrzeliła cztery ukraińskie rakiety manewrujące nad Krymem. Dowódca Sił Powietrznych Ukrainy generał Mykoła Ołeszczuk poinformował, że lotnictwo przeprowadziło udany nalot na bazę lotniczą Saky na Krymie, twierdząc, że „wszystkie cele zostały zniszczone!”. Ukraiński wywiad stwierdził, że w wyniku uderzenia rakietowego w Hranitne koło Mariupola zniszczono częściowo wybudowany most kolejowy, ciężarówki z paliwem i inne maszyny budowlane.
Dania ogłosiła, że dostawa 19 samolotów F-16 na Ukrainę zostanie opóźniona do drugiego kwartału 2024 roku ze względu na czas potrzebny na przeszkolenie ukraińskich pilotów, mechaników i personelu naziemnego, stan lotnisk oraz organizacji dostaw amunicji i części zamiennych.
Według brytyjskiego Ministerstwa Obrony armia rosyjska jest na dobrej drodze do utraty 500 tys. żołnierzy do 2024 roku. Ministerstwo dodało, że przez cały 2023 rok na Ukrainie ginęło codziennie średnio ok. 300 rosyjskich żołnierzy. Ponadto brytyjski wywiad poinformował, że Rosja wzmacniała Rosgwardię, która przejmowała kontrolę nad kolejnymi oddziałami. W lipcu 2023 roku rosyjska Duma zezwoliła Rosgwardii na używanie ciężkiej broni oraz wcielono do niej najemników z Grupy Wagnera. Na początku stycznia 2024 roku pod kontrolę Rosgwardii trafił batalion „Wostok” DRL. Następnie Rosja planowała rozwiązać wyspecjalizowaną w operacjach dronów grupę „Kaskad” i podporządkować jej część Rosgwardii.
Gubernator Artem Łysohor stwierdził, że urzędnicy w okupowanym obwodzie ługańskim nakazali utworzenie centrum propagandowego „Muzeum Specjalnych Operacji Wojskowych”, w którym eksponowany będzie rosyjski sprzęt wojskowy i gloryfikowani będą lokalni kolaboranci, co ma utwierdzić mit powszechnego poparcia dla rosyjskiej okupacji wśród miejscowej młodzieży.

### 7 stycznia
Według ISW siły rosyjskie poczyniły potwierdzone postępy na zachód i południowy zachód od Doniecka w ramach ciągłych walk pozycyjnych na froncie.
Ukraiński SG oświadczył, że kontynuowano działania mające na celu rozbudowę przyczółku na lewym brzegu Dniepru, gdzie odparto trzy ataki. Rosja atakowała w kierunkach Kupiańska, Łymanu, Bachmutu, Awdijiwki, Marjinki i Zaporoża, gdzie doszło do 35 starć. W kierunku kupiańskim, łymańskim i bachmuckim Ukraińcy odparli dwa ataki w rejonie Sinkiwki i Iwaniwki, cztery ataki w okolicy Terny oraz dwa ataki w pobliżu Kliszczijiwki i Andrijiwki. W kierunku awdijiwskim i marjińskim Rosjanie nadal próbowali otoczyć Awdijiwkę, jednak Ukraińcy utrzymywali obronę, odpierając sześć ataków w okolicy Nowobachmutiwki oraz 15 ataków w pobliżu Perwomajskiego i Newelskiego. Odparto także trzy ataki w pobliżu Marjinki i Nowomychajliwki. W kierunku zaporoskim wojska rosyjskie przeprowadziły jeden nieudany atak na zachód od Werbowego. W ciągu 24h armia rosyjska przeprowadziła 11 ataków rakietowych, 69 nalotów i 53 ostrzały na pozycje ukraińskie i obszary zaludnione (odnotowano ofiary wśród cywilów oraz zniszczoną infrastrukturę). Lotnictwo ukraińskie dokonało cztery naloty na miejsca koncentracji, natomiast artyleria zniszczyła punkt kontrolny, dwa składy amunicji i dwie jednostki artylerii.
Ukraińskie lotnictwo podało, że w nocy Ukraina została zaatakowana przez Rosję za pomocą trzech rakiet S-300 (wystrzelonych z obwodu donieckiego) i 28 dronów Shahed 136/131 (z Primorsko-Achtarska), z których 21 zostało zniszczonych lub przechwyconych. Głównymi kierunkami ataku były południe i wschód kraju. Obrona przeciwlotnicza działała w rejonie Zaporoża, Mikołajowa, Odessy, Dniepru, ego, Winnicy i Czerkas. Według gubernatora Andrieja Rajkowicza w rejonie kropywnyckim (obwód kirowohradzki) w wyniku spadających szczątków uszkodzony został prywatny dom i linia energetyczna, jednak nikt nie odniósł obrażeń. W rosyjskich atakach w obwodzie chersońskim zginęła jedna osoba, a siedem osób zostało rannych, w tym dwoje dzieci. Nad ranem Rosjanie przeprowadzili ostrzał artyleryjski w stronę Chersonia, atakując obszar targowy i tereny mieszkalne. Zginęło dwóch cywilów, a dwóch zostało rannych. Prokuratura obwodu charkowskiego podała, że w rosyjskich atakach za pomocą wyrzutni rakietowych na wsie Senkowe i Nieczwołodiwka w pobliżu Kupiańska zginęła jedna osoba, a dwie zostały ranne, w tym nastolatka. W pierwszej miejscowości uszkodzone zostały także niektóre budynki mieszkalne i gospodarcze. Ponadto gubernator Ołeh Siniehubow stwierdził, że armia rosyjska użyła rakiet S-300 do przeprowadzenia dwóch nocnych ataków na Charków.
Gubernator Wiaczesław Gładkow powiedział, że w ciągu doby armia ukraińska wystrzeliła 120 pocisków w kierunku zaludnionych obszarów obwodu biełgorodzkiego. Według władz rosyjskich w obwodzie briańskim zestrzelono dwa ukraińskie drony. Rosyjskie media podały, że aresztowano nastolatka z Dagestanu, którego władze rosyjskie oskarżyły o próbę podpalenia myśliwca Su-34 na lotnisku wojskowym w Czelabińsku; 4 grudnia br. ukraiński wywiad opublikował nagranie pokazujące spalenie Su-34. Ukraiński wywiad wojskowy poinformował także o zniszczeniu dwóch rosyjskich systemów Pancyr-S1 oraz opublikował nagranie ukazujące atak dronów na owe systemy.
Podczas niezapowiedzianej wizyty w Kijowie minister spraw zagranicznych Yoko Kamikawa oświadczyła, że rząd Japonii miał niezmienne stanowisko dotyczącego wspierania Ukrainy w „obecnej trudnej sytuacji międzynarodowej” oraz otwartej wymiany poglądów z Ukrainą na temat wysiłków na rzecz osiągnięcia trwałego pokoju. Według ukraińskich mediów, Japonia przekazała 37 mln dolarów na fundusz NATO, w tym na system wykrywania dronów. Przekazano także inny sprzęt, taki jak turbiny gazowe i transformatory elektryczne. Spiker amerykańskiej Izby Reprezentantów James Michael Johnson powiedział, że głosując przeciwko przyznaniu Ukrainie nowej transzy pomocy wojskowej, raczej wysyła sygnał do administracji Joe Bidena, niż demonstruje brak determinacji we wspieraniu Ukrainy. Powiedział, że chce, aby Biały Dom miał jasną strategię dotyczącą wojny.

### 8 stycznia

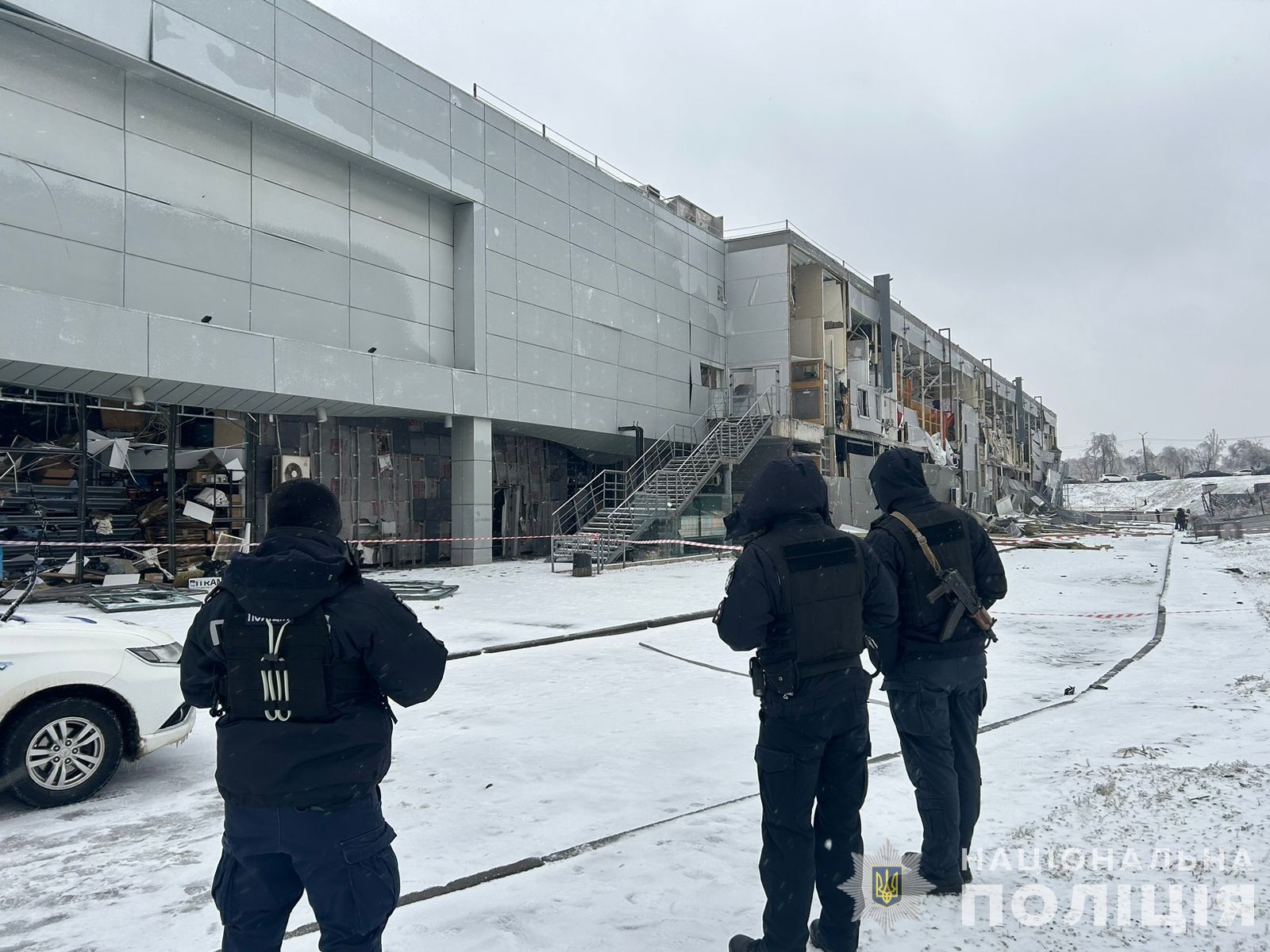
Centrum handlowe w Krzywym Rogu po porannym rosyjskim ataku rakietowym.

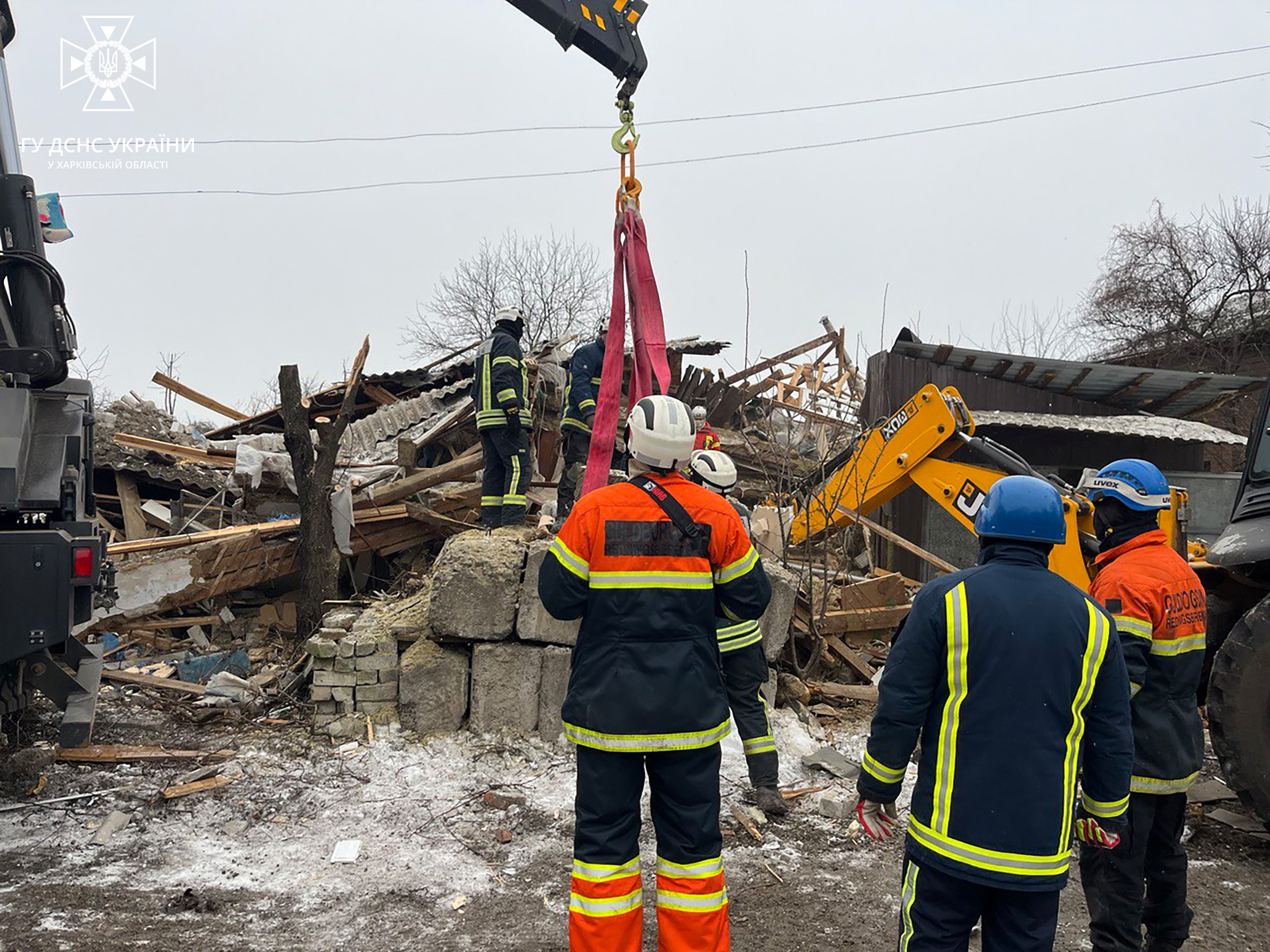
Zniszczony dom prywatny w Zmijiwie po rosyjskim ataku rakietowym; Jedna osoba zginęła.

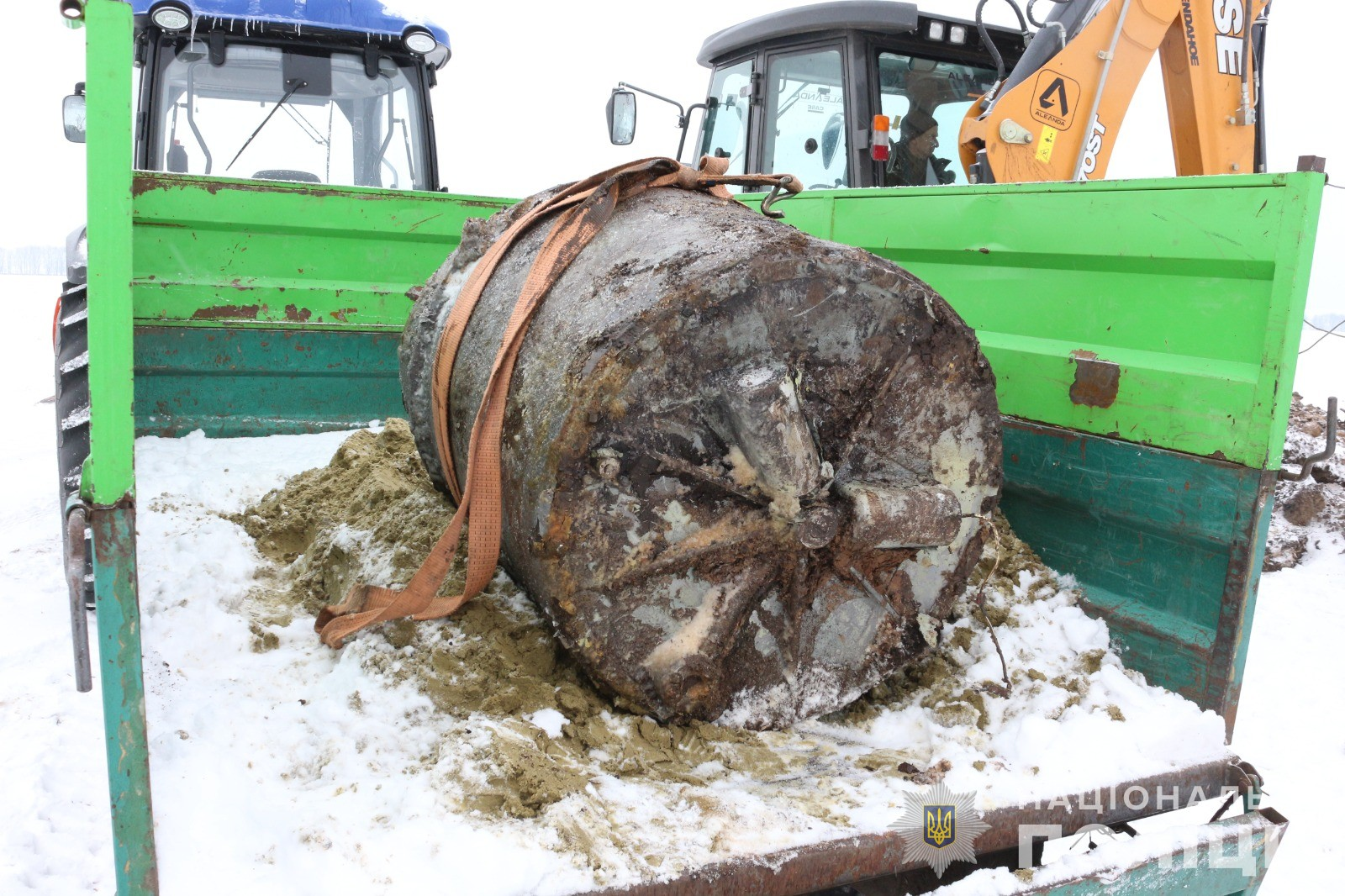
Utylizacja głowicy rosyjskiej rakiety Ch-32, która spadła w rejonie Sum i nie eksplodowała.

Według ISW zachodnie zaopatrzenie w systemy przeciwlotnicze i rakiety pozostawało kluczowe dla Ukrainy, ponieważ Rosjanie próbowali dostosować się do ukraińskich zdolności w zakresie obrony powietrznej. Z kolei siły ukraińskie przystosowywały się do trudności na polu bitwy wynikających z niedoborów sprzętu, jednak starały się całkowicie zrekompensować niedobory amunicji artyleryjskiej i niewystarczające możliwości walki elektronicznej. Tymczasem siły rosyjskie poczyniły niedawno potwierdzone postępy w pobliżu Doniecka i Werbowego oraz kontynuowały walki pozycyjne na całej linii frontu. Rzecznik ukraińskiego Dowództwa Północy Jurij Powch powiedział, że Rosja rozmieściła siły liczące 19 tys. żołnierzy na granicach ukraińskich obwodów sumskiego i czernihowskiego. Według niego „liczba ta nie zmieniała się od kilku miesięcy, więc nie było potrzeby omawiać oznak formowania przez wroga jakichkolwiek grup uderzeniowych”. Dodał również, że kontyngent tej wielkości mógłby zostać użyty do zabezpieczenia granicy, ale nie do przełamania linii ukraińskich.
Sztab Ukrainy podał, że kontynuowano działania mające na celu rozbudowę przyczółku na lewym brzegu Dniepru, gdzie odparto 12 ataków. Armia rosyjska atakowała w kierunkach Kupiańska, Łymanu, Bachmutu, Awdijiwki, Marjinki i Zaporoża, gdzie doszło do 67 starć. W kierunku kupiańskim, łymańskim i bachmuckim Ukraińcy odparli pięć ataków w rejonie Sinkiwki i Iwaniwki, dwa ataki w okolicy Terny oraz dwa ataki w pobliżu Kliszczijiwki i Andrijiwki. W kierunku awdijiwskim i marjińskim Rosjanie nadal próbowali otoczyć Awdijiwkę, jednak Ukraińcy utrzymywali obronę, odpierając trzy ataki w okolicy Awdijiwki, Siewiernego i Tonenkego oraz 15 ataków w pobliżu Perwomajskiego i Newelskiego. Odparto także 12 ataków w pobliżu Georgijewki i Nowomychajliwki. W kierunku zaporoskim wojska rosyjskie przeprowadziły siedem nieudanych ataków na zachód od Werbowego i na północ od Nowoprokopiwki. W ciągu doby FR przeprowadziła 55 ataków rakietowych, 22 naloty i 35 ostrzałów na pozycje ukraińskie i obszary zaludnione (odnotowano ofiary wśród cywilów oraz zniszczoną infrastrukturę). Ukraińska artyleria zniszczyła dwa składy amunicji.
Rosja przeprowadziła masowy atak rakietowy i dronów na Ukrainę. Według Sił Powietrznych Ukrainy w nocy i nad ranem Rosja wystrzeliła łącznie 59 obiektów, w tym siedem rakiet przeciwlotniczych S-300/S-400 (z obwodu biełgorodzkiego), cztery rakiety hipersoniczne Kindżał (z czterech samolotów MiG-31K), 24 rakiety manewrujące Ch-101/Ch-555/Ch-55 (z 11 bombowców strategicznych Tu-95MS), osiem rakiet manewrujących Ch-22 z bombowców Tu-22M3, sześć rakiet balistycznych Iskander (z Krymu), dwie rakiety powietrzne Ch-31P (z obwodu biełgorodzkiego) i osiem dronów Shahed 136/131 (z Primorsko-Achtarska). Według doniesień ukraińska obrona przeciwlotnicza zniszczyła jedynie 18 rakiet manewrujących Ch-101/Ch-555/Ch-55 i osiem dronów. Rzecznik Sił Powietrznych Ukrainy Jurij Ihnat wyjaśnił to, twierdząc, że ataki przeprowadzono na regiony chronione w mniejszym stopniu przez obronę przeciwlotniczą. Stwierdził także, że w kraju brakowało przeciwlotniczych rakiet manewrujących. Podczas ataku zginęło co najmniej pięć osób, a co najmniej 45 zostało rannych. Celem ataku była infrastruktura krytyczna, cywilna, przemysłowa i wojskowa w różnych regionach Ukrainy, w tym w obwodach zaporoskim, kirowohradzkim, chmielnickim, dniepropetrowskim i charkowskim. Do eksplozji doszło w Krzywym Rogu, Zaporożu, Dnieprze, Chmielnickim. W Charkowie zniszczono przedsiębiorstwo i placówkę edukacyjną. W Zaporożu uderzono w obszary mieszkalne. W Nowomoskowsku zostały uszkodzone budynki mieszkalne. W Krzywym Rogu poważnie uszkodzono centrum handlowe i budynek mieszkalny. Według generała Wałerija Załużnego uszkodzone zostały obiekty wojskowe, cywilne i infrastruktura krytyczna. Według Ministerstwa Obrony Rosji przeprowadzono ataki z użyciem broni precyzyjnej na przedsiębiorstwa produkujące broń.
Ministerstwo Energetyki Ukrainy stwierdziło, że w wyniku trudnych warunków pogodowych i rosyjskich ataków na infrastrukturę energetyczną na dużych obszarach Ukrainy doszło do przerw w dostawie prądu. Łącznie dotknęło to 12 obwodów, w wyniku czego prądu nie miało co najmniej 560 miejscowości. W obwodach donieckim, chersońskim i charkowskim było to spowodowane rosyjskim atakami. Ponad 20 tys. mieszkańców Chersonia zostało dotkniętych awarią prądu.
Ministerstwo Obrony Rosji podało, że obrona przeciwlotnicza zestrzeliła 10 rakiet (z wyrzutni RM-70) podczas ataku na obwód biełgorodzki. Gubernator Wiaczesław Gładkow stwierdził, że spadające szczątki rakiet raniły trzy osoby oraz uszkodziły kilka budynków i samochodów. Władze obwodu oświadczyły, że ok. 300 mieszkańców Biełgorodu, którzy zdecydowali się na „tymczasową ewakuację”, zostali rozmieszczeni w ośrodkach na terenach bardziej oddalonych od granicy rosyjsko-ukraińskiej. Kanały rosyjskich platform społecznościowych podały, że na torach kolejowych w pobliżu składów ropy w Niżnym Tagile w obwodzie swierdłowskim eksplodował ładunek wybuchowy. Rosyjski samolot bojowy „awaryjnie zrzucił bombę” FAB-250 nad Rubiżnym w okupowanym obwodzie ługańskim. Nie odnotowano żadnych ofiar, ponieważ pocisk nie wybuchł.
Ukraiński wywiad wojskowy stwierdził, że przejęto ok. 100 GB tajnych danych o wartości ok. 1,5 miliarda dolarów, w tym plany, patenty i oprogramowanie rosyjskiego producenta dronów, Specjalnego Centrum Technologicznego (z siedzibą w Petersburgu), zajmującego się produkcją dronów Orłan, elektronicznych systemów bojowych i innych narzędzi wykorzystywanych przez rosyjską armię.
Brytyjski dziennik Financial Times stwierdził, że Rosja utrzymywała przewagę nad Ukrainą w walce elektronicznej, która pozwalała na neutralizowanie działań przeciwnika i była jedną z przyczyn fiaska zeszłorocznej ukraińskiej kontrofensywy. Obie strony zainwestowały znaczne środki w systemy EW, jednak Moskwa utrzymała przewagę, ponieważ skupiła się na tych zdolnościach jeszcze przed rozpoczęciem inwazji w 2022 roku, a wojska ukraińskie dopiero nadrabiały zaległości. Według dziennika Ukraina i Rosja wykorzystywały dziesiątki tysięcy dronów miesięcznie i coraz częściej sięgały po tanie, komercyjne modele. Wskazał również, że wszechobecność dronów na polu bitwy była jednym z powodów, że zeszłoroczna kontrofensywa Ukrainy nie przyniosła znaczących korzyści terytorialnych i dlatego wojna lądowa była wówczas w dużej mierze statyczna.

### 9 stycznia

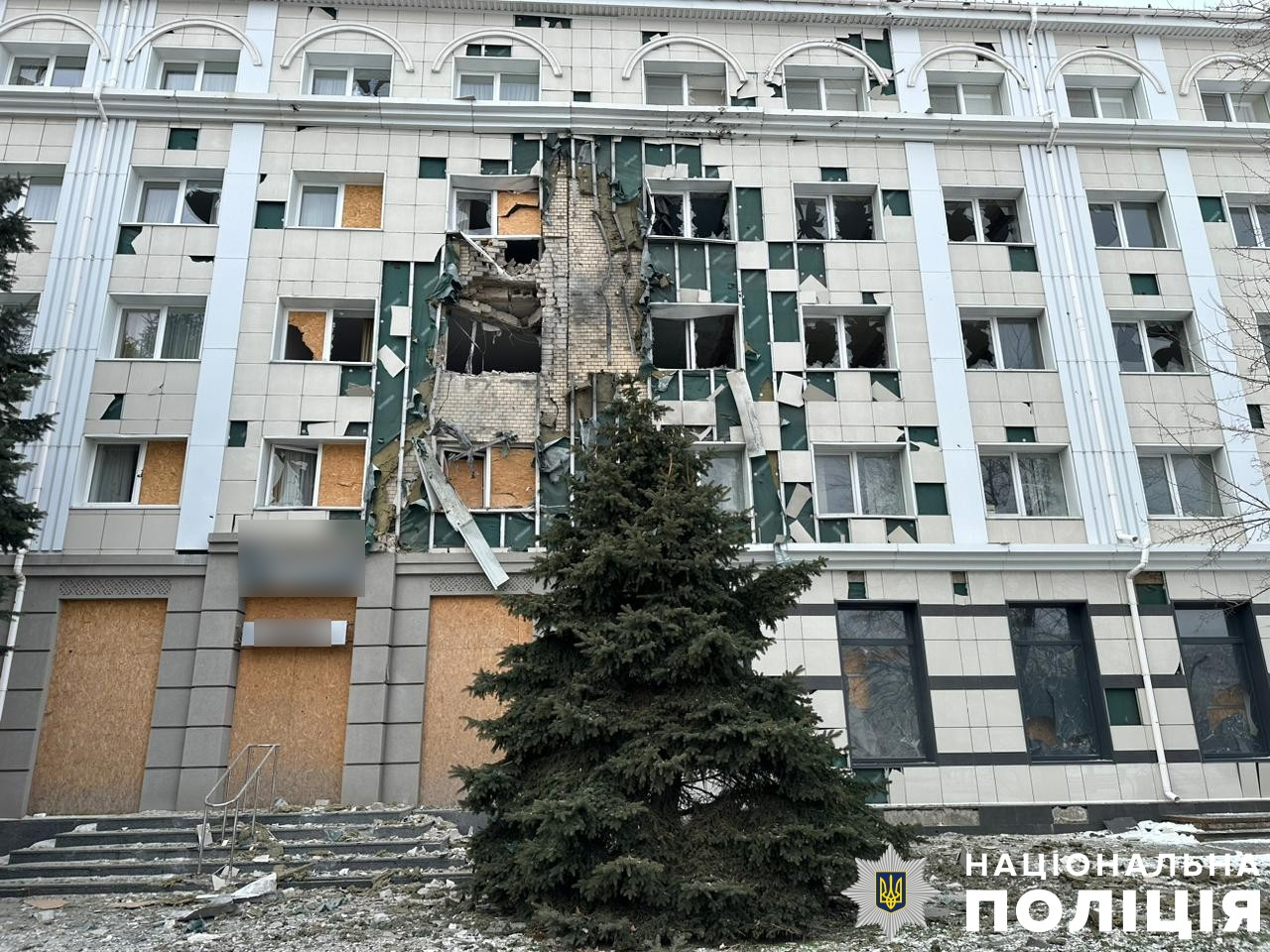
Hotel w Chersoniu po rosyjskim ostrzale.

Według ISW w Rosji pojawiły się w ostatnich dniach wezwania do przeprowadzenia ofensywy w obwodzie charkowskim w celu utworzenia strefy buforowej o szerokości do 15 km, która miałaby zapobiec atakom armii ukraińskiej na obwód biełgorodzki. Zdaniem Instytutu siły rosyjskie prawdopodobnie nie byłyby zdolne do skutecznego przeprowadzenia ofensywy na tak dużą skalę. Tymczasem Rosjanie poczynili potwierdzone postępy na południowy zachód od Doniecka oraz kontynuowali walki pozycyjne na całej linii frontu.
SG Ukrainy poinformował, że kontynuowano działania mające na celu rozbudowę przyczółku na lewym brzegu Dniepru, gdzie odparto dziewięć ataków. Rosja atakowała w kierunkach Kupiańska, Łymanu, Bachmutu, Awdijiwki, Marjinki, Szachtarska i Zaporoża, gdzie doszło do 77 starć. W kierunku kupiańskim, łymańskim i bachmuckim Ukraińcy odparli osiem ataków w rejonie Sinkiwki, pięć ataków w okolicy Terny i Wesełego oraz trzy ataki w pobliżu Kliszczijiwki i Andrijiwki. W kierunku awdijiwskim i marjińskim Rosjanie nadal próbowali otoczyć Awdijiwkę, jednak Ukraińcy utrzymywali obronę, odpierając 11 ataków w okolicy Nowobachmutiwki Awdijiwki i Siewiernego oraz 13 ataków w pobliżu Perwomajskiego i Newelskiego. Odparto także 15 ataków w pobliżu Georgijewki, Pobiedy i Nowomychajliwki. W kierunku szachtarskim i zaporoskim wojska rosyjskie przeprowadziły trzy nieudane ataki w pobliżu Staromajorśkiego i na zachód od Werbowego. W ciągu dnia FR przeprowadziła 5 ataków rakietowych, 52 naloty i 53 ostrzały na pozycje ukraińskie i obszary zaludnione (odnotowano ofiary wśród cywilów oraz zniszczoną infrastrukturę). Lotnictwo Ukrainy dokonało dziewięciu nalotów na miejsca koncentracji, a artyleria ostrzelała obszar koncentracji i dwie jednostki artylerii.
Lokalna Administracja Wojskowa podała, że w godzinach wieczornych wojska rosyjskie zaatakowały Krasnopole w obwodzie sumskim za pomocą dwóch dronów Shahed 136/131. „[Rosjanie] uderzyli w lokalny dom kultury. Uszkodzone zostały domy prywatne i linie energetyczne. Na miejscu pracują wszystkie niezbędne służby”. Później podano, że zniszczono nad obwodem sumskim kolejnego drona.
Gubernator regionu Andriej Kłyczkow stwierdził, że ukraińskie drony zaatakowały skład ropy i „obiekty kompleksu paliwowo-energetycznego” w obwodzie orłowskim, raniąc trzy osoby. Później Kłyczkow podał, że trzeci dron spadł na budynek niemieszkalny w pobliżu wsi Malaja Sakhanka niedaleko Orła. Nie zgłoszono żadnych ofiar. Według ukraińskich mediów ataku dokonał wywiad ukraiński przy wsparciu Ministerstwa Transformacji Cyfrowej i organizacji „Come Back Alive”. Gubernator Roman Starowojt poinformował, że w ataku na przygraniczną wioskę Gurnal w obwodzie kurskim zginęła kobieta oraz uszkodzono dwa domy.
OSW podał, że sytuacja na froncie nie uległa większym zmianom. Wojska rosyjskie osiągnęły nieznaczne postępy na zachód od Awdijiwki i na północno-wschodnich obrzeżach miasta, na zachód od Marjinki oraz na zachód od Kreminnej, gdzie próbowali osiągnąć linię rzeki Żerebeć. Według doniesień z frontu najczęściej podejmowane były ataki przez niewielkie (nawet kilkuosobowe) grupy szturmowe, które w razie napotkania oporu wycofują się. Do zmniejszenia intensywności walk przyczyniły się zarówno złe warunki pogodowe, jak i okres świąteczny. Obie strony wykorzystały ten okres na odpoczynek.
Minister obrony Rustem Umierow, naczelny dowódca armii ukraińskiej generał Wałerij Załużny i szef Sztabu Generalnego generał porucznik Serhij Szaptała wizytowali pozycje ukraińskie w pobliżu Kupiańska. Dowódca Zgrupowania „Chortycja” generał pułkownik Ołeksandr Syrski poinformował gości o sytuacji w okolicach miasta, gdzie ukraińscy żołnierze odpierali ciągłe rosyjskie ataki. Później Umierow stwierdził: „Miałem zaszczyt spotkać się z dowódcami formacji walczących w tym rejonie. Zdali oni relację z sytuacji i bieżących wyzwań. Decyzje zapadną wkrótce – Rosjanom się one nie spodobają”.
Przedstawiciele Białego Domu spotkali się z szefami firm inwestycyjnych, technologicznych i obronnych, aby omówić dostęp Ukrainy do innowacyjnych technologii amerykańskich. Doradca ds. bezpieczeństwa narodowego USA Jake Sullivan zainicjował to spotkanie, aby „ponownie skoncentrować się na pomocy Ukrainie i przezwyciężaniu wyzwań technologicznych, które wstrzymywały postęp i dynamikę na polu bitwy”.
Ukraińskie media podały, że grupa hakerów „Blackjack” przeprowadziła cyberatak na rosyjskiego dostawcę internetu M9 Telecom, niszcząc serwery firmy i usuwając 20 TB danych, w tym oficjalną stronę internetową, strony oddziałów, serwer pocztowy i usługi cyberochrony. W wyniku ataku część mieszkańców Moskwy została pozbawiona dostępu do internetu i telewizji.
Agencja Prasowa Bloomberg podała, że w grudniu 2023 roku w Rijadzie odbyło się tajne spotkanie między Ukrainą, sojusznikami z G7 i niewielką grupą krajów Południa, a jego celem było zdobycie poparcie dla ukraińskich warunków podjęcia rozmów pokojowych z Rosją. Według doniesień w Rijadzie nie osiągnięto większych postępów. Ukraina i sojusznicy z G7 nadal odrzucili apele krajów Południa, aby podjąć bezpośrednie rozmowy z Rosją. Sojusznicy zapewnili, że będą nadal wspierać Ukrainę, a UE i USA wyraziły przekonanie, iż pakiety pomocowe dla Ukrainy w ich krajach zostaną zatwierdzone.

### 10 stycznia

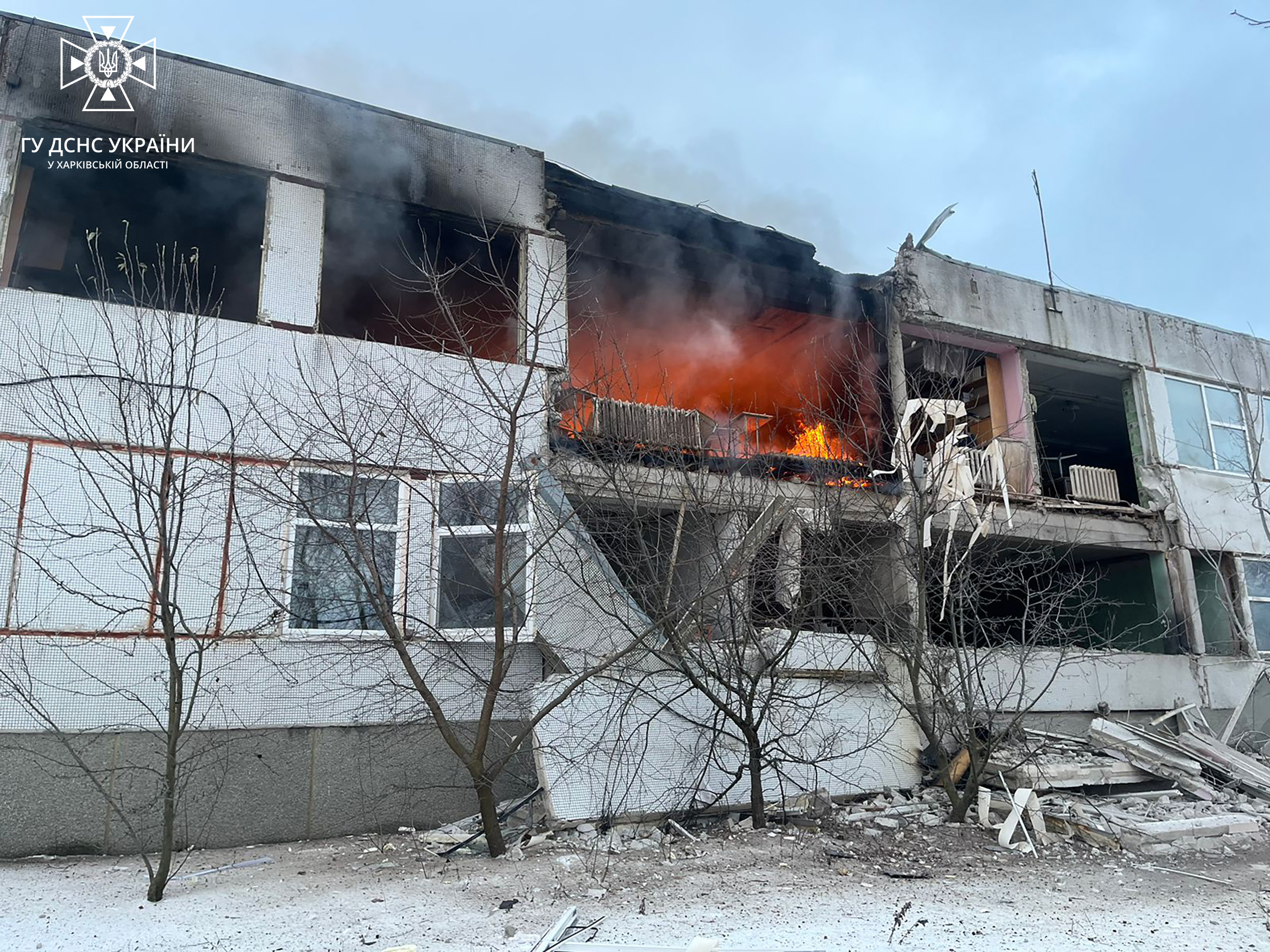
Liceum we wsi Wilchuwatka (rejon kupiański) po rosyjskim ataku bombą lotniczą.

W ocenie ISW Rosja może próbować zdestabilizować Mołdawię poprzez operacje pod fałszywą flagą przeprowadzane w separatystycznym Naddniestrzu. Tymczasem siły rosyjskie posunęły się na południowy zachód od Bachmutu i Doniecka oraz we wschodnim obwodzie chersońskim w ramach ciągłych walk pozycyjnych na całym froncie.
Sztab Ukrainy oświadczył, że kontynuowano działania mające na celu rozbudowę przyczółku na lewym brzegu Dniepru, gdzie odparto 11 ataków. FR atakowała w kierunkach Kupiańska, Łymanu, Bachmutu, Awdijiwki, Marjinki i Zaporoża, gdzie doszło do 73 starć. W kierunku kupiańskim, łymańskim i bachmuckim Ukraińcy odparli pięć ataków w rejonie Sinkiwki, sześć ataków w okolicy Terny i Wesełego oraz jeden atak w pobliżu Kliszczijiwki. W kierunku awdijiwskim i marjińskim Rosjanie nadal próbowali otoczyć Awdijiwkę, jednak Ukraińcy utrzymywali obronę, odpierając dziewięć ataków w okolicy Nowobachmutiwki, Awdijiwki i Siewiernego oraz 15 w pobliżu Perwomajskiego i Newelskiego. Odparto także 15 ataków w pobliżu Marjinki i Nowomychajliwki. W kierunku zaporoskim wojska rosyjskie przeprowadziły pięć nieudanych ataków w pobliżu Robotyne i na zachód od Werbowego. W ciągu 24h Rosja przeprowadziła cztery ataki rakietowe, 48 nalotów i 36 ostrzałów na pozycje ukraińskie i obszary zaludnione (odnotowano ofiary wśród cywilów oraz zniszczoną infrastrukturę). Lotnictwo Ukrainy dokonało siedmiu nalotów na miejsca koncentracji, z kolei artyleria uderzyła w trzy obszary koncentracji, punkt kontrolny, dwa magazyny amunicji i stację walki radioelektronicznej.
Władze lokalne podały, że 48-letnia kobieta zginęła w rosyjskim nalocie w obwodzie charkowskim. Ok. 14:30 czasu lokalnego siły rosyjskie wystrzeliły dwie bomby lotnicze na wieś Wilchuwatka w rejonie kupiańskim. Jedna z nich spowodowała pożar w miejscowej szkole i częściowo ją zniszczyła, natomiast druga uderzyła w dzielnicę mieszkaniową, gdzie według doniesień uszkodzony został sklep i co najmniej 10 domów. Gubernator Ołeh Siniehubow stwierdził, że ok. 22:30 dwie rosyjskie rakiety S-300 uderzyły w hotel w centrum Charkowa, raniąc co najmniej 11 cywilów, w tym dziennikarza tureckiej gazety. Atak uszkodził budynek hotelu i spowodował pożar wielu pojazdów. Według doniesień dwa drony spadły na teren bazy lotniczej Engels 2 w obwodzie saratowskim, ok. 500 km od granicy z Ukrainą. Ministerstwo Obrony Rosji poinformowało, że wczesnym rankiem obrona przeciwlotnicza zestrzeliła ukraińskiego drona nad obwodem saratowskim. 
Prezydent Wołodymyr Zełenski, w ramach podróży do trzech krajów bałtyckich, odwiedził Wilno oraz odbył konferencję prasową z prezydentem Gitanasem Nausėdą. Nauseda ogłosił, że Litwa nadal będzie wspierać Ukrainę, a rząd zatwierdził długoterminowe wsparcie (na lata 2024–2026) w wysokości 219 milionów dolarów, dodając także: „W styczniu ponownie wyślemy amunicję, generatory, systemy detonacyjne, a w lutym – transportery opancerzone M577” oraz „będziemy szkolić ukraińskich żołnierzy i wzmacniać współpracę w przemyśle obronnym”. Z kolei Zełenski stwierdził, że Ukraina potrzebuje większej liczby nowoczesnych systemów obrony powietrznej, jednak brakuje jej zdolności do produkcji takich systemów. Państwowy koncern Ukroboronprom nawiązał współpracę z czterema litewskimi firmami specjalizującymi się w innowacjach i produkcji wojskowej. Litewskie firmy uczestniczące w projekcie: NT Service, Brolis Semiconductors, RSI Europe i DMEXS, koncentrują się na rozwoju zaawansowanych technologii, takich jak celowniki (w tym termowizyjne), zaawansowane systemy zdalnej detonacji, elektroniczny sprzęt bojowy i łączność.
Według serwisu Meduza Rosja w wielu miejscach przejęła inicjatywę, ale nigdzie nie osiągnęła sukcesu, a rosyjskie ataki na całej linii frontu były kosztowne i nieskuteczne. Armia rosyjska od wielu miesięcy stosowała tę samą taktykę ataku niewielkimi grupami na wielu odcinkach frontu jednocześnie. Uderzenia rozpoczynały się ostrzałem z powietrza a następnie przypuszczano atak czołgami i wozami bojowymi. Następnie, gdy jednostki dotarły do celu, wysyłana była piechota. Jeżeli Rosjanom udało się utrzymać dłużej w jednym miejscu, gromadzili siły i wyprowadzali kolejny atak. W ten sposób rosyjska armia sukcesywnie przesuwała swoje pozycje o kilkaset metrów. Według doniesień Rosjanie wystrzeliwali pięć razy więcej pocisków niż Ukraińcy i ponosili znacznie większe straty osobowe.
Brytyjskie Ministerstwo Obrony stwierdziło, że warunki pogodowe były istotnym czynnikiem wpływającym, przeważnie niekorzystnie, na możliwość przeprowadzania w ciągu najbliższych trzech miesięcy działań lądowych na froncie. Ukraina doświadczała fali zimna, a temperatury utrzymywały się poniżej zera. Prowadziło to do zamarzania ziemi, a tym samym ułatwiło poruszanie się w terenie w styczniu i lutym, zanim odwilż w marcu ponownie spowoduje pogorszenie się warunków.

### 11 stycznia
Dowódca ukraińskich sił lądowych generał pułkownik Ołeksandr Syrski powiedział, że sytuacja na wschodnim froncie Ukrainy pozostawała trudna w związku z kontynuowaniem ataków wojsk rosyjskich w kierunkach Kupiańska, Łymanu i Bachmutu, jednak „mimo zakrojonych na szeroką skalę działań ofensywnych wroga ukraińscy żołnierze mocno utrzymywali linie obronne we wszystkich kierunkach i zadawali wrogowi znaczne straty”. Według Syrskiego „okupanci cały czas próbowali wyprzeć [ukraińskie] oddziały z lasu kupiańskiego i zająć Sinkiwkę, mając na celu odcięcie Kupiańska”. Według ISW armia rosyjska była w stanie zapewnić rotację żołnierzy we wschodnich obwodach Ukrainy i koncentrowała swoje działania na tym odcinku frontu. Zdolność Rosji do przeprowadzania rotacji na szczeblu operacyjnym prawdopodobnie umożliwi siłom rosyjskim utrzymanie ogólnego tempa lokalnych ofensyw. Siły ukraińskie i rosyjskie kontynuowały walki pozycyjne na całym froncie.
Ukraiński SG oświadczył, że kontynuowano działania mające na celu rozbudowę przyczółku na lewym brzegu Dniepru, gdzie odparto trzy ataki. Rosja atakowała w kierunkach Kupiańska, Łymanu, Bachmutu, Awdijiwki, Marjinki i Zaporoża, gdzie doszło do 64 starć. W kierunku kupiańskim, łymańskim i bachmuckim Ukraińcy odparli dwa ataki w rejonie Sinkiwki, sześć ataków w okolicy Makiejewki i Terny oraz jeden atak w pobliżu Kliszczijiwki. W kierunku awdijiwskim i marjińskim Rosjanie nadal próbowali otoczyć Awdijiwkę, jednak Ukraińcy utrzymywali obronę, odpierając 10 ataków w okolicy Nowobachmutiwki, Stepowego i Awdijiwki oraz 17 w pobliżu Perwomajskiego i Newelskiego. Odparto także 13 ataków w pobliżu Georgijewki, Marjinki i Nowomychajliwki. W kierunku zaporoskim wojska rosyjskie przeprowadziły trzy nieudane ataki na zachód od Werbowego. W ciągu doby FR przeprowadziła trzy naloty i 16 ostrzałów na pozycje ukraińskie i obszary zaludnione (odnotowano ofiary wśród cywilów oraz zniszczoną infrastrukturę). Lotnictwo Ukrainy dokonało dwóch nalotów na miejsca koncentracji, z kolei artyleria uderzyła w dwa obszary koncentracji, punkt kontrolny, stanowisko dowodzenia i skład amunicji.
Według władz regionalnych w ciągu ostatniej doby w rosyjskich atakach na dziewięć obwodów Ukrainy zginęły dwie osoby, a 20 kolejnych zostało rannych. Gubernator Ołeksandr Prokudin powiedział, że rosyjskie ataki na obwód chersoński raniły trzy osoby. Według doniesień Rosja przeprowadziła 108 ataków na region, wystrzeliwując 482 pociski z różnej broni. Prokuratura obwodu chersońskiego podała, że ok. 13:40 czasu lokalnego Rosjanie przeprowadzili atak artyleryjski na Chersoń, raniąc 80-letnią kobietę. W ciągu ostatniej doby siły rosyjskie ostrzelały Seredynę-Budę i cztery wsie rejonu szostkińskiego w obwodzie sumskim, jednak nie odnotowano żadnych informacji o zabitych i rannych wśród miejscowej ludności. Rosyjska armia ostrzelała 10 hromad obwodu sumskiego, gdzie w sumie odnotowano ponad 100 eksplozji i 29 ostrzałów. Z kolei rosyjskie Ministerstwo Obrony stwierdziło, że ok. 4:30 czasu moskiewskiego zestrzelono trzy drony nad obwodami rostowskim, tulskim i kałuskim.
Prezydent Wołodymyr Zełenski odwiedził Tallinn, stolicę Estonii, oraz Rygę, stolicę Łotwy, spotykając się odpowiednio z prezydentami Alarem Karisem i Edgarsem Rinkēvičsem. Prezydent Karis ogłosił, że Estonia przekaże Ukrainie łącznie 1,2 miliarda euro pomocy do 2027 roku, aby dysponowała lepszym uzbrojeniem oraz podkreślił, że Estonia ma konkretne plany odbudowy Ukrainy, do realizacji których również słuszne byłoby wykorzystanie zamrożonych środków rosyjskich. Z kolei prezydent Łotwy Rinkēvičs ogłosił nowy pakiet pomocy wojskowej dla Ukrainy, który obejmował haubice, pociski artyleryjskie 155 mm, systemy przeciwpancerne i przeciwlotnicze oraz amunicję do nich, granaty, helikoptery, SUV-y, drony, urządzenia komunikacyjne, generatory i umundurowanie zimowe. Oprócz tego planowano w 2024 roku przeszkolić 3 tys. ukraińskich żołnierzy i kontynuować projekty rehabilitacyjne dla ukraińskich żołnierzy i funkcjonariuszy straży granicznej. Łotwa przeznaczy także część majątku rosyjskiego skonfiskowanego ze względów obronności narodowej na pomoc wojskową dla Ukrainy. Urzędnik ds. bezpieczeństwa narodowego USA John Kirby powiedział, że Stanom Zjednoczonym zabrakło środków na pomoc wojskową dla Ukrainy. 
Rada Najwyższa Ukrainy odmówiła debaty nad ustawą dotyczącą przedłużenia mobilizacji, która obniżyłaby wiek poboru z 27 do 25 lat i zwiększyła kary dla osób uchylających się od poboru do wojska. Propozycja została odrzucona ze względu na to, że jej części „bezpośrednio naruszały prawa człowieka”. Projekt ustawy wrócił do prezydenta Zełenskiego w celu wprowadzenia dalszych poprawek. Wiceszef ukraińskiego wywiadu wojskowego Wadym Skibicki poinformował, że wojska rosyjskie na Ukrainie liczyły 462 tys. żołnierzy i 35 tys. członków Rosgwardii, co pozwalało na rotację sił. Dodał także, że rosyjski przemysł nie był w stanie zapewnić amunicji na potrzeby wojny w 2023 roku, w wyniku czego deficyt wyniósł 500 tys. pocisków. Dlatego Rosjanie najpierw nabywali amunicję na Białorusi, a następnie kupowali ją w Iranie i Korei Północnej. Skibicki dodał także, że Rosjanie nie mieli możliwości prowadzenia operacji ofensywnych przeciwko innym krajom, oceniając, że dopóki Ukraińcy walczą, to Rosja nie ma potencjału, aby prowadzić ofensywy przeciwko innym krajom, ponieważ wszystkie jej główne siły znajdowały się na terytorium Ukrainy. Brytyjskie Ministerstwo Obrony stwierdziło, że ze względu na braki w zakresie zdolności walki elektronicznej Rosja napotkała trudności w zwalczaniu ukraińskich dronów podczas operacji na wschodnim brzegu Dniepru w obwodzie chersońskim, głównie w pobliżu Krynek.
Według mediów, zgodnie z decyzją prezydenta Zełenskiego na granicach Ukrainy z Białorusią rozbudowywane były umocnienia, obejmujące tereny od graniczącego z Polską Wołynia aż po obwody charkowski i doniecki, gdzie trwały walki. Fortyfikacje były budowane głównie w pobliżu Kupiańska, ale prace miały także miejsce pod Czernihowem i w okolicach Czarnobyla. Generał Serhij Najew powiedział: „Kiedy cywile wykonają swoje zadania, gęsto je zaminowujemy. (...) [Prace trwały] wzdłuż całej północnej strefy operacyjnej. Wówczas prowadzone były w obwodzie sumskim, czernihowskim, a także na kierunku kijowskim”. 
Turcja, Rumunia i Bułgaria podpisały porozumienie ustanawiające grupę zadaniową ds. przeciwdziałania minom, która ma zająć się rosyjskimi minami morskimi stanowiącymi „zagrożenie dla portów, sieci komunikacyjnych i kluczowej infrastruktury wodnej” na Morzu Czarnym.
Raport Biura Generalnego Inspektora Departamentu Obrony Stanów Zjednoczonych ujawnił, że Pentagon nie był w stanie szybko i w pełni rozliczyć się z pomocy wojskowej dla Ukrainy o wartości ponad 1 miliarda dolarów, ponieważ amerykańscy urzędnicy i dyplomaci nie monitorowali właściwie prawie 40 tys. szt. broni i urządzeń o wysokiej wartości przeznaczonych dla jednostek ukraińskich na pierwszej linii frontu.

### 12 stycznia

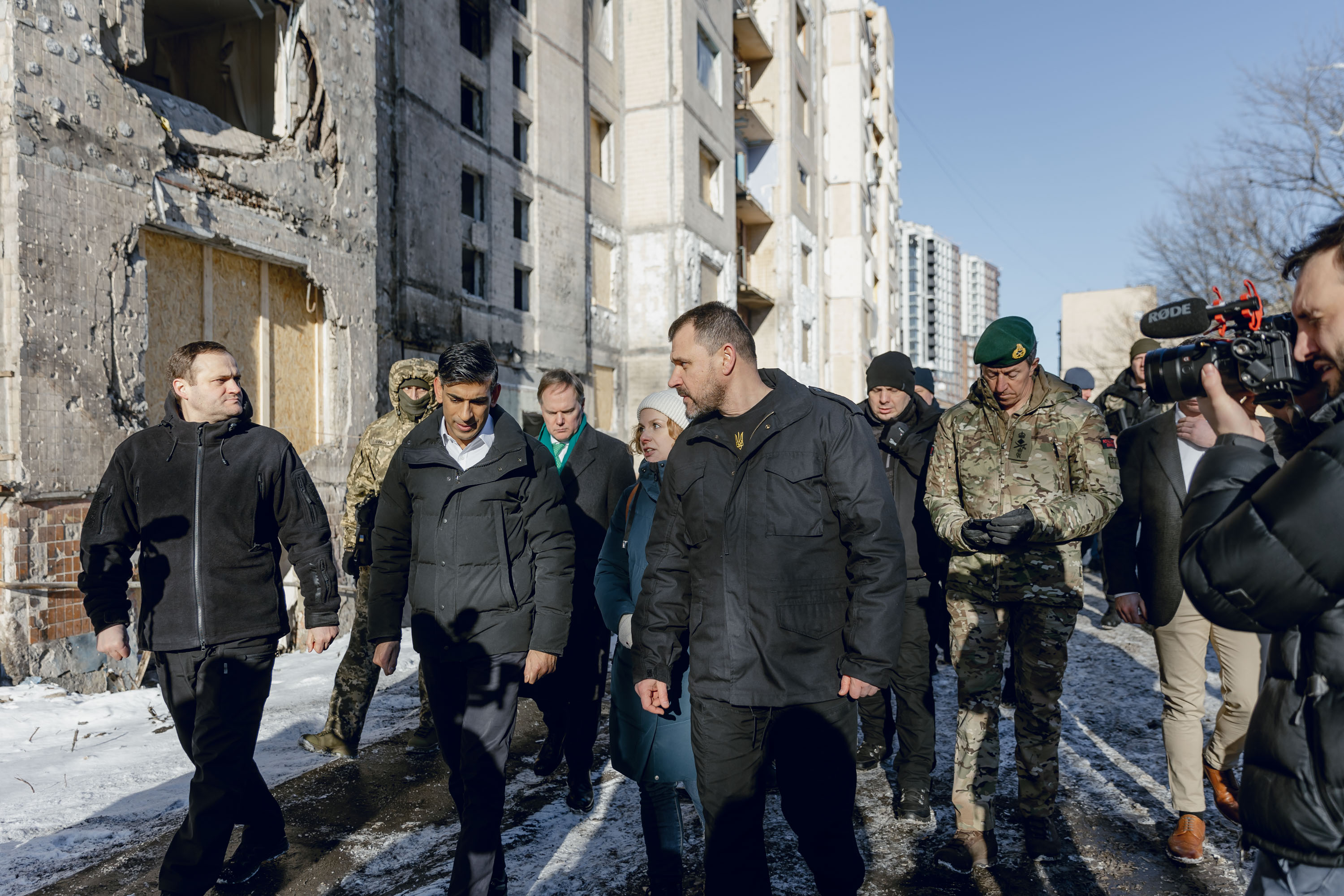
Premier Wielkiej Brytanii Rishi Sunak i minister spraw wewnętrznych Ukrainy Ihor Kłymenko przeprowadzają inspekcję budynku mieszkalnego w Kijowie, uszkodzonego w wyniku rosyjskiego ataku z 2 stycznia 2024 roku.

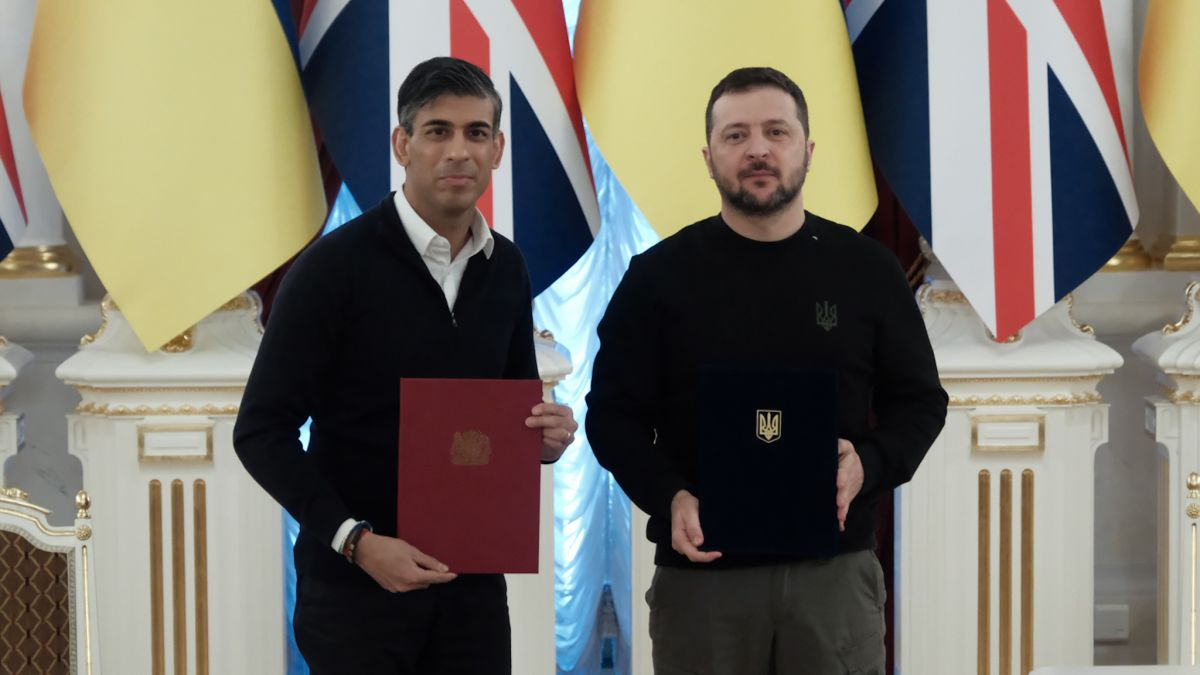
Spotkanie prezydenta Zełenskiego z premierem Rishi Sunakiem w Kijowie, gdzie podpisali porozumienie o współpracy w dziedzinie bezpieczeństwa.

Mer Melitopola Iwan Fedorow stwierdził, że armia ukraińska odbiła 500 m w pobliżu Werbowego w obwodzie zaporoskim; „W sektorze zaporoskim siły obronne odpierają ataki wroga. W pobliżu Werbowego odbito wrogowi pół kilometra terytorium. Nasi żołnierze stawiają czoła armii rosyjskiej w niezwykle trudnych warunkach”. Według szefa wywiadu wojskowego Ukrainy Kyryło Budanowa, ani Ukraina ani Rosja nie mogły prowadzić działań ofensywnych. Głównymi przyczynami było intensywne wykorzystanie dronów przez obie strony konfliktu oraz obecność gęstych pól minowych. W ocenie ISW siły rosyjskie poczyniły potwierdzone marginalne postępy na północny wschód od Bachmutu, na północny zachód od Awdijiwki, na południowy zachód od Doniecka, na zachód od Werbowego oraz we wschodnim obwodzie chersońskim w obliczu ciągłych walk pozycyjnych na całym froncie.
Sztab Ukrainy oświadczył, że kontynuowano działania mające na celu rozbudowę przyczółku na lewym brzegu Dniepru, gdzie odparto dziewięć ataków. FR atakowała w kierunkach Kupiańska, Łymanu, Bachmutu, Awdijiwki, Marjinki, Szachtarska i Zaporoża, gdzie doszło do 89 starć. W kierunku kupiańskim, łymańskim i bachmuckim Ukraińcy odparli dziewięć ataków w rejonie Sinkiwki i Petropawliwki, sześć ataków w okolicy Makiejewki i Hryhoriwki oraz pięć ataków w pobliżu Andrijiwki i Kliszczijiwki. W kierunku awdijiwskim i marjińskim Rosjanie nadal próbowali otoczyć Awdijiwkę, jednak Ukraińcy utrzymywali obronę, odpierając cztery ataki w okolicy Awdijiwki oraz 17 w pobliżu Perwomajskiego i Newelskiego. Odparto także 26 ataków w pobliżu Krasnohoriwki, Georgijewki, Marjinki i Nowomychajliwki. W kierunku szachtarskim i zaporoskim wojska rosyjskie przeprowadziły 12 nieudanych ataków na południe od Zołotej Niwy, na zachód od Staromajorskiego oraz na zachód od Werbowego i Robotyne. W ciągu doby armia rosyjska przeprowadziła siedem ataków rakietowych, 65 nalotów i 44 ostrzały na pozycje ukraińskie i obszary zaludnione (odnotowano ofiary wśród cywilów oraz zniszczoną infrastrukturę). Lotnictwo Ukrainy dokonało 21 nalotów na miejsca koncentracji i czterech na przeciwlotnicze kompleksy rakietowe, natomiast artyleria uderzyła w sześć obszarów koncentracji, stanowisko dowodzenia, systemy artyleryjskie i przeciwlotnicze, magazyn amunicji i stację radiolokacyjną.
Gubernator Ołeksandr Prokudin podał, że w ciągu ostatnich 24 godzin armia rosyjska przeprowadziła 73 ataki na obwód chersoński, wystrzeliwując ponad 310 pocisków z artylerii, czołgów, dronów i wyrzutni rakietowych, zabijając co najmniej jednego cywila i raniąc trzech kolejnych. Gubernator powiedział, że ok. 12:00 armia rosyjska przeprowadziła ostrzał artyleryjski w dzielnicy korabelskiej w Chersoniu, zabijając co najmniej dwóch cywilów. Z kolei prorosyjski mer Iwan Prichodko powiedział, że dwie osoby zginęły, a sześć kolejnych zostało rannych Gorłówce w wyniku ataku ukraińskiego drona na karetkę przewożącą ofiary wcześniejszego ukraińskiego ataku we wsi Holmiwskij, w którym zginęły dwie osoby. Rzecznik Ukraińskich Sił Powietrznych Jurij Ihnat oświadczył, że Rosja nie przeprowadziła żadnych nalotów na Ukrainę od wczesnego ranka 11 grudnia do północy 12 grudnia, co oznaczało, że była to „najspokojniejsza noc w ostatnim czasie” ze względu na niekorzystne warunki pogodowe. Nad ranem Rosja wznowiła ataki powietrzne na Ukrainie, wysyłając 10 samolotów i 5–7 dronów rozpoznawczych. 
Brytyjski premier Rishi Sunak złożył niezapowiedzianą wizytę w Kijowie. Wcześniej ogłosił nowy pakiet pomocy wojskowej dla Ukrainy o wartości 2,5 miliarda funtów (na lata 2024–2025), z czego ok. 200 mln zostanie przeznaczone na zakup i produkcję dla Ukrainy dronów wojskowych, w tym dronów rozpoznawczych, uderzeniowych i morskich dalekiego zasięgu, natomiast reszta obejmie rakiety dalekiego zasięgu, obronę powietrzną, amunicję artyleryjską, zapewnianie bezpieczeństwa morskiego i szkolenie ukraińskich żołnierzy. Jednocześnie oba kraje podpisały umowę o współpracy w dziedzinie bezpieczeństwa, która będzie obowiązywała przez okres 10 lat z możliwością przedłużenia lub do czasu przystąpienia Ukrainy do NATO. Treść porozumienia ogłosiła Kancelaria Prezydenta Ukrainy, w którym Wielka Brytania wypracowała model współpracy obu stron w dziedzinie wojskowości, bezpieczeństwa morskiego, przemysłu obronnego, ochrony infrastruktury krytycznej i bezpieczeństwa sieci, uznając Rosję i jej agentów za „niebezpieczną przestępczość zorganizowaną” i potwierdzając swoje zaangażowanie w przywrócenie pełnej integralności terytorialnej Ukrainy.
Rzecznik ukraińskiego wywiadu wojskowego Andrij Jusow powiedział, że wyniku sankcyjnych ograniczeń w handlu międzynarodowym Rosji brakuje niektórych elementów broni, takich jak nowoczesna optyka i elektronika, choć Moskwa starała się pozyskiwać towary objęte sankcjami, próbując wprowadzić „szarą strefę importu”, aby przemycić niezbędny sprzęt. Mimo tego Jusow stwierdził, że Rosja nadal dysponowała starą radziecką bazą technologiczną i miała zdolność modernizacji istniejących projektów.

### 13 stycznia

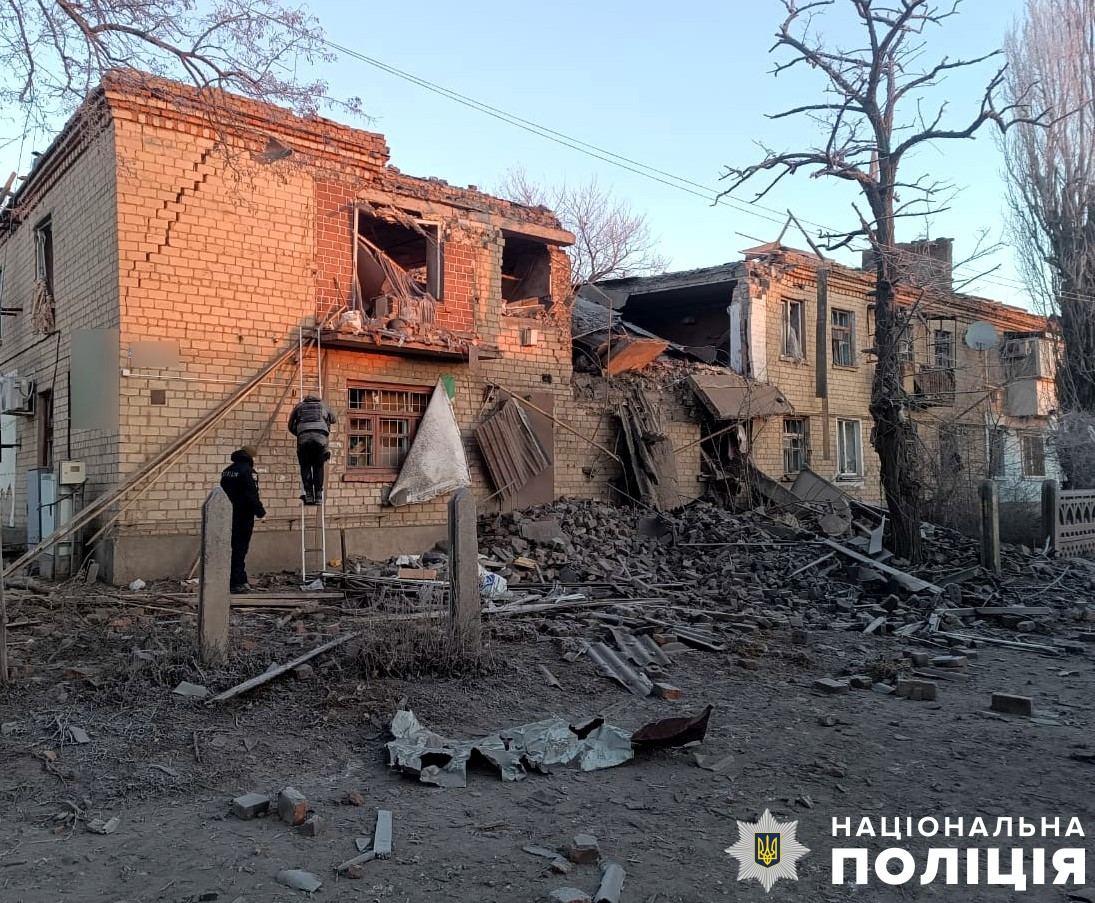
Budynek mieszkalny w Berysławiu po rosyjskim uderzeniu kilkoma bombami lotniczymi na miasto.

SG Ukrainy podał, że kontynuowano działania mające na celu rozbudowę przyczółku na lewym brzegu Dniepru, gdzie odparto pięć ataków. Siły rosyjskie atakowały w kierunkach Kupiańska, Łymanu, Bachmutu, Awdijiwki, Marjinki, Szachtarska i Zaporoża, gdzie doszło do 61 starć. W kierunku kupiańskim, łymańskim i bachmuckim Ukraińcy odparli cztery ataki w rejonie Sinkiwki, cztery ataki w okolicy Makiejewki i Terny oraz dwa ataki w pobliżu Kliszczijiwki i Andrijiwki. W kierunku awdijiwskim i marjińskim Rosjanie nadal próbowali otoczyć Awdijiwkę, jednak Ukraińcy utrzymywali obronę, odpierając pięć ataków w okolicy Nowobachmutiwki i Awdijiwki oraz 15 w pobliżu Siewiernego, Perwomajskiego i Newelskiego. Odparto także 17 ataków w pobliżu Krasnohoriwki i Nowomychajliwki. W kierunku szachtarskim i zaporoskim wojska rosyjskie przeprowadziły sześć nieudanych ataków na południe od Preczistiwki, na zachód od Staromajorśkiego, na południu od Riwnopola i w rejonie Robotyne. W ciągu doby Rosja przeprowadziła 32 ataki rakietowe, 91 nalotów i 82 ostrzały na pozycje ukraińskie i obszary zaludnione (odnotowano ofiary wśród cywilów oraz zniszczoną infrastrukturę). Lotnictwo Ukrainy dokonało 11 nalotów na miejsca koncentracji, natomiast artyleria uderzyła w trzy obszary koncentracji, dziewięć jednostek artylerii, cztery systemy przeciwlotnicze, skład amunicji i stację walki radioelektronicznej.
Ok. 6:30 czasu lokalnego Rosja wystrzeliła na Ukrainę 37 rakiet (w tym siedem rakiet Kindżał, 12 rakiet Ch-101/Ch-555/Ch-55 i jeden pocisk Ch-59) i trzy drony; ukraińska obrona przeciwlotnicza przechwyciła osiem pocisków w co najmniej pięciu obwodach, w tym siedem rakiet Ch-101/Ch-555/Ch-55 i jedną Ch-59. Kolejnych 20 rakiet nie dotarło do celu w wyniku awarii lub „ukraińskich systemów walki elektronicznej”. Celem ataków były m.in. miasta Dniepr, Kropywnycki, Czernihów i Połtawa. Policja podała, że w północnym obwodzie czernihowskim „w wyniku trafienia szczątkami wrogiego pocisku uszkodzonych zostało kilka domów prywatnych i budynków niemieszkalnych, jeden został praktycznie zniszczony”. Władze ukraińskie podały, że w rosyjskim ataku (za pomocą rakiety Ch-22) na miasto Szostka w północno-wschodnim obwodzie sumskim ranny został cywil. Fala uderzeniowa uszkodziła co najmniej 26 budynków. Ponadto 12 tys. osób zostało pozbawionych prądu. Ministerstwo Obrony Rosji podało: „Dziś rano Siły Zbrojne FR przeprowadziły masowy nalot... na obiekty ukraińskiego kompleksu wojskowo-przemysłowego”, produkujące proch strzelniczy, drony i pociski, oraz dodało, że „wszystkie wyznaczone obiekty zostały trafione”.
W ocenie ISW siły ukraińskie poinformowały o unieszkodliwieniu za pomocą walki elektronicznej ponad 20 pocisków wystrzelonych przez Rosjan, co mogło świadczyć o zwiększeniu ukraińskich możliwości walki elektronicznej. Dotychczas Ukraińcy skutecznie przeciwdziałali dronom, lecz nie rakietom. Wojska rosyjskie poczyniły potwierdzone postępy w pobliżu Kreminnej i Awdijiwki w ramach ciągłych walk pozycyjnych na całej linii frontu. Ponadto rosyjscy urzędnicy w dalszym ciągu finansowali projekty społeczne na okupowanej Ukrainie, próbując pogłębić zintegrowanie tych terytoriów z Rosją i stworzyć pozory aktywnego społeczeństwa obywatelskiego na zajętych obszarach. Instytut stwierdził także, że Rosjanie coraz częściej stosowali broń chemiczną (granaty K-51 wypełnionych gazem CS). „Od początku inwazji na pełną skalę wojska rosyjskie zastosowały broń chemiczną 626 razy, a od początku 2024 roku – nie mniej niż 51 razy”. ISW, powołując się na SG Ukrainy, podał, że stosowali broń chemiczną nawet do 10 razy dziennie.
Nowy minister spraw zagranicznych Francji Stéphane Séjourné złożył wizytę w Kijowie w ramach swojej pierwszej oficjalnej podróży zagranicznej i spotkał się ministrem spraw zagranicznych Dmytro Kułębą. Podczas niej stwierdził, że francuski fundusz obronny wykorzystywany do zakupu sprzętu dla Ukrainy otrzymał w ostatnich tygodniach nowe środki, oraz zachęcał francuskie firmy zbrojeniowe do inwestowania na Ukrainie.
Dowódca sił lądowych Ołeksandr Syrski w wywiadzie dla agenci Reuters powiedział, że Ukraina potrzebuje większej liczby samolotów szturmowych, w tym odrzutowców do wsparcia piechoty i do wystrzeliwania rakiet dalekiego zasięgu. Syrski stwierdził, że amerykańskie myśliwce A-10 Thunderbolt II oraz helikoptery szturmowe AH-64 Apache, mogłyby znacząco zmienić sytuację na polu bitwy. W wywiadzie dla Le Monde szef ukraińskiego wywiadu generał Kyryło Budanow powiedział, że od lata 2023 roku „Rosja zwiększyła ilość produkowanej amunicji, ale jej jakość uległa pogorszeniu”.
Brytyjskie MON poinformowało, że wpływ wojny na Ukrainie na opiekę zdrowotną w Rosji jest prawdopodobnie odczuwany przez cywilów. W rosyjskich mediach pojawiły się doniesienia o problemach ludności cywilnej z dostępem do świadczeń zdrowotnych w całym kraju oraz o brakach produktów medycznych, w tym szerokiego spektrum antybiotyków. Zdaniem Ministerstwa "wojna prawdopodobnie w znaczącym stopniu przyczyniła się do tej sytuacji, ponieważ szpitale zajmowały się rannym personelem wojskowym. Rząd był także zmuszony do redukcji opieki zdrowotnej w całym kraju z powodu braku personelu medycznego i presji finansowej".

### 14 stycznia

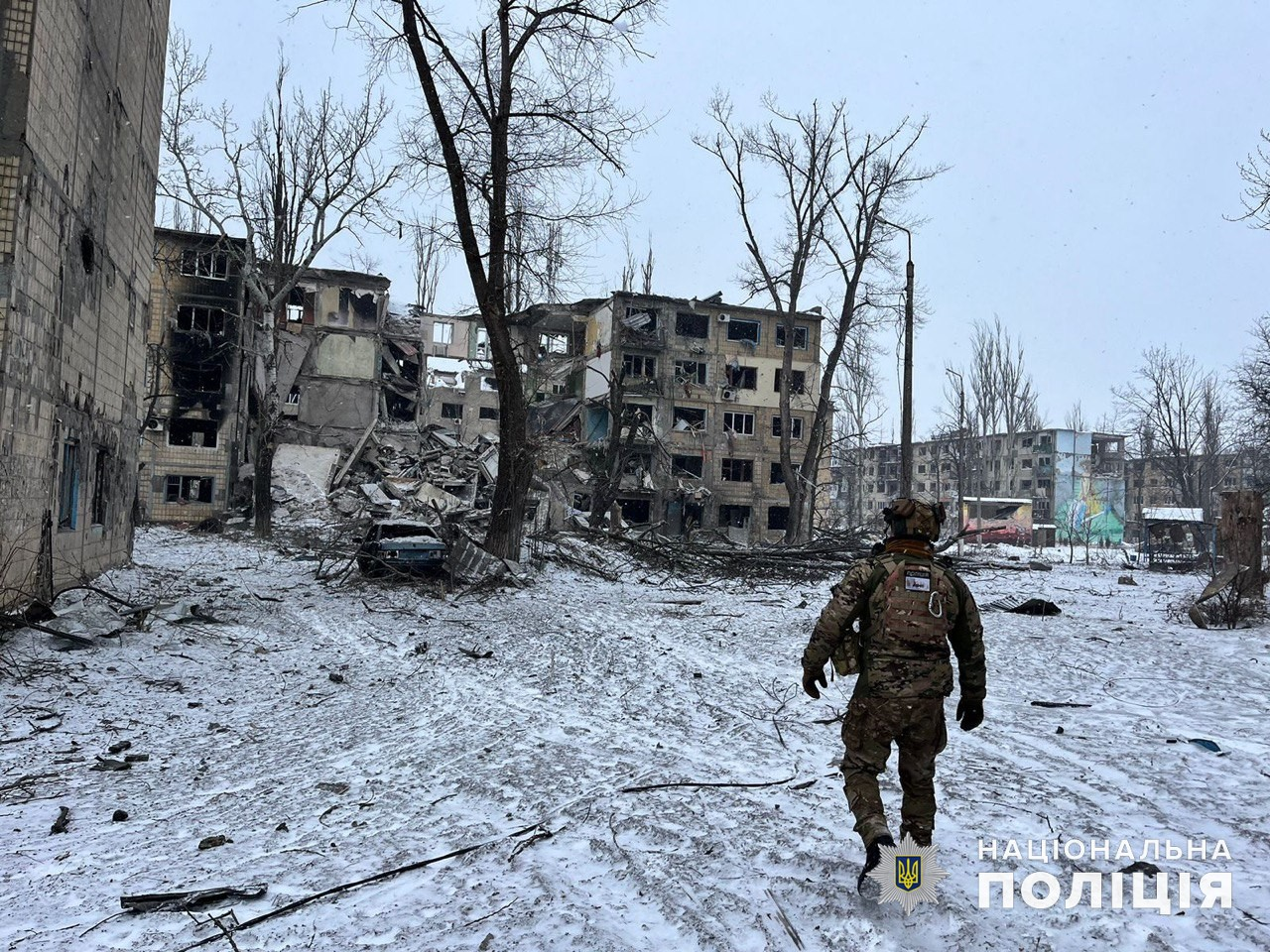
Awdijiwka po rosyjskim ostrzale i bombardowaniu.

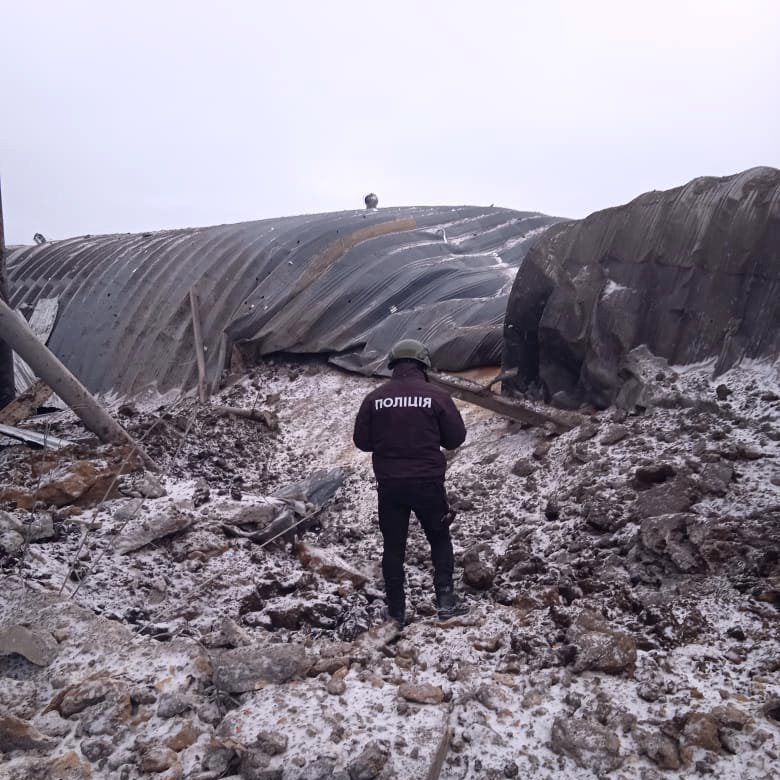
Spichlerz w Wołczańsku po nocnym rosyjskim bombardowaniu.

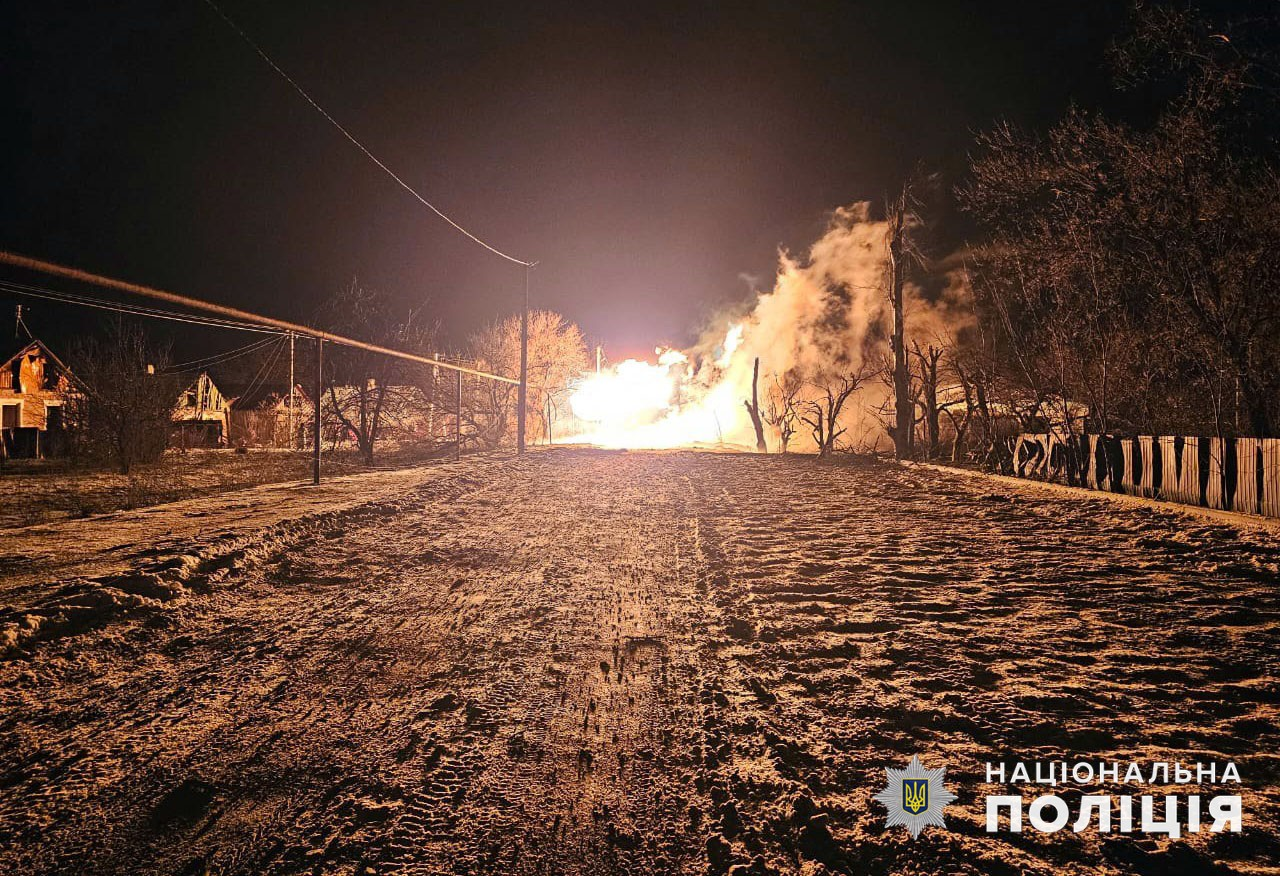
Gazociąg w Myrnohradzie po nocnym rosyjskim ataku dwoma rakietami. Uszkodzonych zostało co najmniej 13 domów prywatnych i innych obiektów.

Według ISW Rosja przygotowywała się do rozpoczęcia nowej ofensywy w okresie od 12 stycznia do 2 lutego, gdy zamarznięty grunt na południu i wschodzie Ukrainy będzie sprzyjał działaniom wojsk zmechanizowanych. W związku z tym siły rosyjskie prawdopodobnie zintensyfikują ofensywy na wschodzie kraju, jednak zdaniem Instytutu wysiłki te nie przyniosą przełomu na froncie. Podobnego zdania byli także rosyjscy blogerzy wojenni. Tymczasem kontynuowano walki pozycyjne na linii Kupiańsk–Kreminna, w pobliżu Bachmutu i Awdijiwki, na granicy obwodu donieckiego i zaporoskiego, w zachodnim obwodzie zaporoskim oraz we wschodnim obwodzie chersońskim.
Ukraiński SG podał, że kontynuowano działania mające na celu rozbudowę przyczółku na lewym brzegu Dniepru, gdzie odparto siedem ataków. Rosja atakowała w kierunkach Kupiańska, Łymanu, Bachmutu, Awdijiwki, Marjinki i Zaporoża, gdzie doszło do 94 starć. W kierunku kupiańskim, łymańskim i bachmuckim Ukraińcy odparli trzy ataki w rejonie Sinkiwki i Petropawliwki, 14 ataków w okolicy Makiejewki, Biłohoriwki i Werchniokamjanśkego oraz pięć ataków w pobliżu Kliszczijiwki i Andrijiwki. W kierunku awdijiwskim i marjińskim Rosjanie nadal próbowali otoczyć Awdijiwkę, jednak Ukraińcy utrzymywali obronę, odpierając 11 ataków w okolicy Nowobachmutiwki, Stepowego i Awdijiwki oraz 14 w pobliżu Perwomajskiego i Newelskiego. Odparto także 16 ataków w pobliżu Krasnohoriwki, Marjinki i Nowomychajliwki. W kierunku zaporoskim wojska rosyjskie przeprowadziły 10 nieudanych ataków na zachód od Werbowego i Robotyne. W ciągu 24h FR przeprowadziła siedem ataków rakietowych, 60 nalotów i 64 ostrzały na pozycje ukraińskie i obszary zaludnione (odnotowano ofiary wśród cywilów oraz zniszczoną infrastrukturę). Lotnictwo Ukrainy dokonało czterech nalotów na miejsca koncentracji, a artyleria zaatakowała trzy obszary koncentracji, system przeciwlotniczy i dwa składy amunicji. Ponadto Rosjanie coraz częściej odmawiali wykonywania rozkazów, dlatego dowództwo zdecydowało się eksperymentować z dodatkową stymulacją, która zniekształcała sens rzeczywistości i prowadziła do śmierci. Według doniesień personel 108 Pułku Szturmowo-desantowego systematycznie wydawał Dywizji Powietrznodesantowo-szturmowej substancje odurzające i psychotropowe. Narkotyki te wywoływały euforię i tępy ból. Żołnierze, którzy ich używali, łatwiej godzili się na ataki bez obaw o obrażenia lub śmierć.
Ukraińskie wojsko oświadczyło, że obrona przeciwlotnicza zestrzeliła nad Morzem Azowskim dwa samoloty dowodzenia rosyjskich Sił Powietrznych, niszcząc samolot A-50 AWACS i uszkadzając Ił-22M11. Według doniesień A-50 zniknął z radarów i przestał odpowiadać na żądania lotnictwa taktycznego ok. 21:10–21:15 czasu lokalnego w rejonie Kyryliwki. Później pilot rosyjskiego samolotu Su-30 zaobserwował zapłon i upadek niezidentyfikowanego samolotu. Nieco później rosyjski Ił-22M11 pełnił służbę w rejonie Striłkowa, a ok. 21:00 czasu lokalnego został zestrzelony u wybrzeży Morza Azowskiego i zmuszony do awaryjnego lądowania w Anapie. Rosyjskie media podały, że Ił-22M11 został trafiony przez własne wojska. Później armia ukraińska odnotowała, że „mimo wrogiego samolotu radarowego dalekiego zasięgu A-50 i stanowiska kontroli lotów Ił-22, operacja specjalna w rejonie azowskim zakończyła się sukcesem”. 
Ukraiński wywiad wojskowy poinformował, że w Melitopolu partyzanci wysadzili w powietrze pojazd przewożący czterech rosyjskich żołnierzy. Regionalna administracja wojskowa podała, że siły rosyjskie wystrzeliły 28 pocisków w kierunku Chersonia, uderzając w dzielnice mieszkalne i infrastrukturę portową, w wyniku czego sześć osób zostało rannych. W wyniku ostrzału doszło do pożaru w budynku mieszkalnym. Gubernator Ołeksandr Prokudin oświadczył, że rosyjski dron uderzył w remizę strażacką i ranił czterech strażaków we wsi Stanisław.
Szwedzki rząd i norweska firma Nammo podpisały porozumienie o zwiększeniu produkcji amunicji artyleryjskiej 155 mm dla Ukrainy, przy jednoczesnym zwiększeniu szwedzkich zapasów.
Naczelny dowódca SZ Ukrainy generał Wałerij Załużny powiedział, że on i szef SG Ukrainy Serhij Szaptała odwiedzili pozycje w pobliżu frontów południowego i wschodniego, aby omówić z dowódcami Zgrupowań „Tauryda” i „Odessa” przyszłe operacje w obwodach chersońskim, zaporoskim i donieckim, wykorzystując dostępne zasoby w celu zwiększenia efektywności sił. Ponadto spotkał się także z dowódcą Marynarki Wojennej, aby omówić sytuację na Morzu Czarnym oraz oświadczył, że będzie kontynuował działania przeciwko rosyjskiej Flocie Czarnomorskiej.
Szef Kancelarii Prezydenta Andrij Jermak powiedział, że w Davos w Szwajcarii odbył się czwarty Ukraiński Szczyt Pokojowy, na którym przedstawiciele 80 krajów i organizacji międzynarodowych, omawiali zaproponowany przez Ukrainę plan pokojowy, mający zakończyć wojnę z Rosją. Minister obrony Rustem Umierow oświadczył, że na Szczycie Pokojowym zaproponowano powołanie międzynarodowej grupy złożonej z ministrów obrony i doradców ds. bezpieczeństwa narodowego z różnych krajów w celu „wspólnego opracowania mechanizmu wycofywania wojsk rosyjskich” oraz wskazał, że „nie można mówić o przywróceniu suwerenności i integralności terytorialnej Ukrainy bez całkowitego wycofania oraz rozbrojenia wojsk rosyjskich i organizacji terrorystycznych z tymczasowo okupowanych terytoriów”.

### 15 stycznia
W opinii ISW siły rosyjskie poczyniły potwierdzone postępy na zachód od Doniecka i w pobliżu Krynek w ramach ciągłych walk pozycyjnych na całej linii frontu. Brytyjskie MON podało, że w ciągu ostatniego tygodnia siły rosyjskie i ukraińskie nie zajęły żadnych znaczących terenów. Rosja, pomimo zajęcia Marjinki pod koniec grudnia, nie zdołała tego wykorzystać i dokonać dalszych postępów ani na zachód w kierunku Kurachowego, ani na południe w kierunku Nowomychajliwki. Zdaniem Ministerstwa otoczenie Awdijiwki prawdopodobnie było kluczowym celem Rosji, jednak uzyskała ona bardzo ograniczone zdobycze terytorialne. Z kolei miejscowość Stepowe pozostawała pod kontrolą ukraińską, co zabezpieczało szlak zaopatrzeniowy do Awdijiwki.
Sztab Ukrainy podał, że kontynuowano działania mające na celu rozbudowę przyczółku na lewym brzegu Dniepru, gdzie odparto jeden atak. Armia rosyjska atakowała w kierunkach Kupiańska, Łymanu, Bachmutu, Awdijiwki, Marjinki i Zaporoża, gdzie doszło do 94 starć. W kierunku kupiańskim, łymańskim i bachmuckim Ukraińcy odparli dwa ataki w rejonie Sinkiwki, 13 ataków w okolicy Terny, Jampoliwki, Torśkiego i 19 w okolicy Lasu Serebiańskiego, Biłohoriwki, Hryhoriwki, Werchniokamiańskiego i Wesełego, oraz siedem ataków w pobliżu Iwaniwskiego, Kliszczijiwki i Andrijiwki. W kierunku awdijiwskim i marjińskim Rosjanie nadal próbowali otoczyć Awdijiwkę, jednak Ukraińcy utrzymywali obronę, odpierając 18 ataków w okolicy Nowobachmutiwki, Stepowego i Awdijiwki oraz 16 w pobliżu Siewiernego, Perwomajskiego i Newelskiego. Odparto także 16 ataków w pobliżu Krasnohoriwki, Georgijiwki, Pobiedy i Nowomychajliwki. W kierunku zaporoskim wojska rosyjskie przeprowadziły trzy nieudane atak na zachód od Werbowego i Robotyne. W ciągu dnia Rosja przeprowadziła jeden atak rakietowy, 68 nalotów i 78 ostrzałów na pozycje ukraińskie i obszary zaludnione (odnotowano ofiary wśród cywilów oraz zniszczoną infrastrukturę). Lotnictwo Ukrainy dokonało 22 nalotów na miejsca koncentracji i jednego na kompleks rakiet przeciwlotniczych, z kolei artyleria zaatakowała trzy obszary koncentracji, osiem jednostek artylerii, system przeciwlotniczy i dwie stacje radarowe.
Gubernator Wadym Fiłaszkin stwierdził, że w rosyjskim ataku rakietowym na Krasnohoriwkę zginął jeden cywil, a drugi został ranny. O północy wojsko rosyjskie ostrzelało za pomocą artylerii wieś Stanisław, w wyniku czego 77-letnia kobieta została ranna. Kiedy pracownicy służb ratowniczych przybyli na akcję ratowniczą, oni również zostali zaatakowani przez drony; czterech ratowników zostało rannych. Administracja Wojskowa obwodu sumskiego podała, że siły rosyjskie ostrzelały (za pomocą moździerzy, rakiet i granatników) region 110 razy, atakując sześć miejscowości wzdłuż granicy z Rosją: Białopole, Wełykę Pysariwkę, Myropillę, Krasnopole, Nowoslobidzkie i Junakiwkę. Według gubernatora Wadyma Fiłaszkina „w ciągu pierwszych dwóch tygodni nowego roku nieprzyjaciel zrzucił na Awdijiwkę ok. 250 bomb kierowanych”, a w całym 2023 roku Rosjanie przeprowadzili 146 nalotów na miasto.
Przedstawiciele ukraińskiego wywiadu wojskowego podali, że Rosja co miesiąc mobilizowała ok. 30 tys. osób, tj. dziennie ok. 1000–1100 rekrutów. Według stanu na początek stycznia 2024 roku na terenach okupowanych przez Rosję stacjonowało ponad 460 tys. rosyjskich żołnierzy. Przedstawiciel wywiadu wojskowego Wadym Skibibki oświadczył, że Korea Północna jesienią 2023 roku dostarczyła Rosji ok. 1 mln amunicji, w tym głównie pocisków artyleryjskich 122 mm i 152 mm.
Prezydent Wołodymyr Zełenski w ramach wizyty roboczej w Szwajcarii wziął udział w Światowym Forum Ekonomicznym w Davos oraz spotkał się z prezydent Violą Amherd i szefami obu izb parlamentu oraz szefami partii i frakcji. Prezydent Ukrainy bardzo pochwalił i podziękował Szwajcarii za pomoc humanitarną i finansową, pomoc w odbudowie kraju, wsparcie polityczne i sankcje. Ponadto Zełenski odbył dwustronne spotkanie z przewodniczącą Komisji Europejskiej Ursulą von der Leyen. 
Naczelny dowódca SZ Ukrainy Wałerij Załużny odbył rozmowę telefoniczną z Przewodniczącym Połączonych Szefów Sztabów USA Charlesem Brownem Jr., aby omówić rozwój sytuacji na polu bitwy, podzielić się analizami działań wojennych w 2023 roku. i prognozami na 2024 rok oraz wymienić poglądy na temat kwestii wspólnego interesu strategicznego. W rozmowie z ABC minister spraw zagranicznych Dmytro Kułeba powiedział, że kończy się czas, aby amerykańscy prawodawcy osiągnęli porozumienie w sprawie pomocy wojskowej dla Ukrainy. Dodał, że „Bez względu na to, jaka jest teraz cena wsparcia Ukrainy, cena uprzątnięcia bałaganu na świecie po tym, jak Ukraina przegra, będzie dużo, dużo wyższa. Jeśli Zachód nie będzie w stanie zatrzymać Rosji na Ukrainie, kto inny będzie w stanie ich zatrzymać w innych częściach świata?”.
Biuro Narodów Zjednoczonych ds. Koordynacji Pomocy Humanitarnej stwierdziło, że pomocy humanitarnej potrzebuje ok. 14,6 mln Ukraińców, co stanowiło ok. 40% populacji. Liczba ta nie obejmowała szacunkowych 6,3 mln Ukraińców, którzy uciekli za granicę. Aby zaspokoić potrzeby mieszkańców Ukrainy, Biuro Koordynacji Pomocy Humanitarnej potrzebuje 3,1 miliarda dolarów na wsparcie 8,5 miliona Ukraińców. Ponadto Wysoki komisarz Narodów Zjednoczonych do spraw uchodźców wyraził nadzieję, że międzynarodowi partnerzy i darczyńcy przekażą 1,1 miliarda dolarów na rzecz 2,3 miliona ukraińskich uchodźców i organizacji przyjmujących ich za granicą.

### 16 stycznia

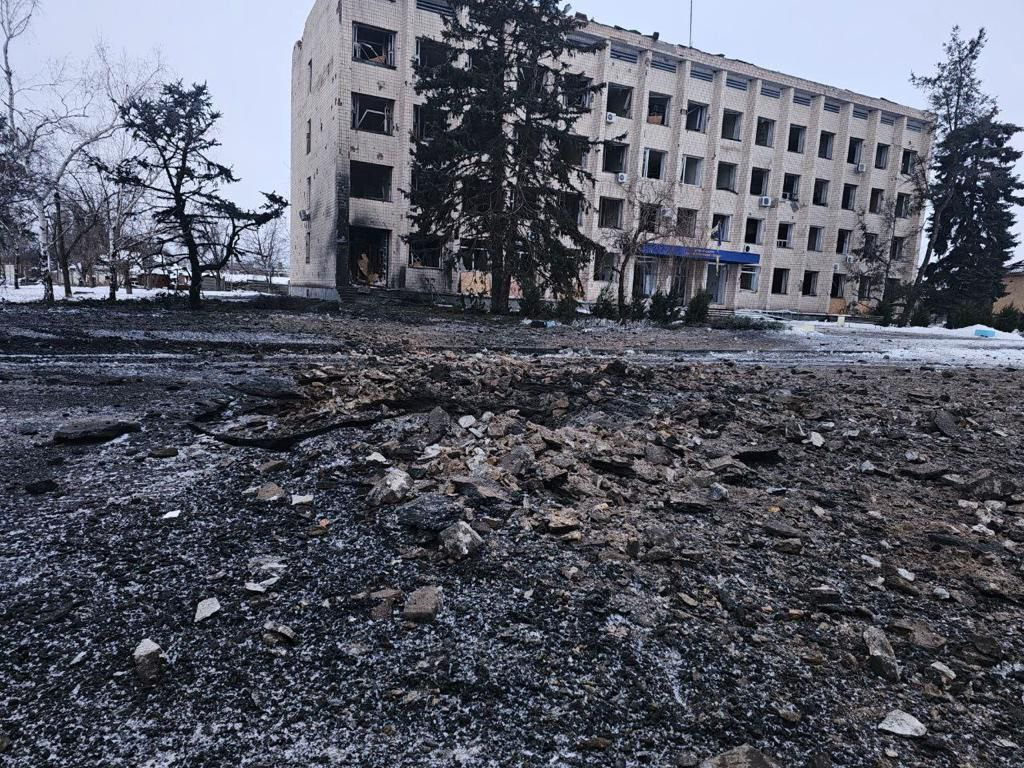
Centrum Usług Administracyjnych w mieście Orichiw po rosyjskim ostrzale.

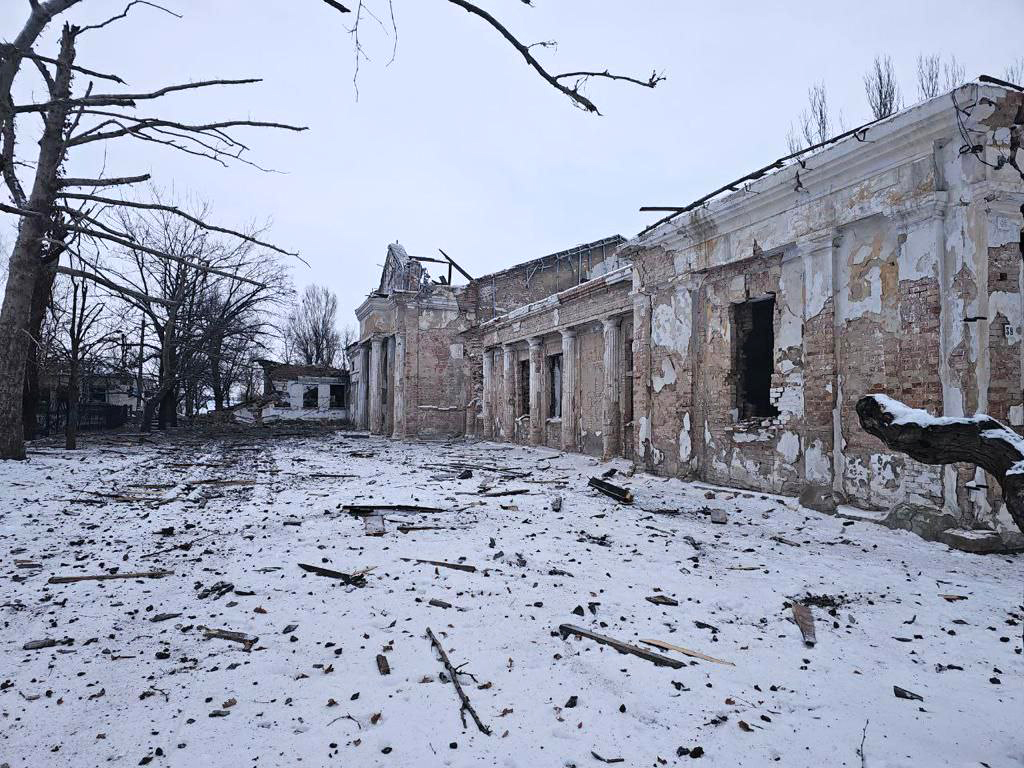
Zabytkowy budynek handlowy w mieście Orichów (zabytek architektury i zabudowy miejskiej o znaczeniu lokalnym; obecnie Centrum Kultury i Wypoczynku) po kilku rosyjskich ostrzałach.

W opinii ISW wypowiedzi Władimira Putina, w których Łotwa została oskarżona o „wyrzucanie etnicznych Rosjan”, były częścią polityki Rosji mającej na celu zaostrzenie napięcia w relacjach z krajami bałtyckimi, a nie wynikały z rzeczywistych wydarzeń. Nic nie wskazywało na prawdopodobieństwo ataku Rosji na państwa bałtyckie, jednak nie można było wykluczyć, że Putin tworzył sprzyjające warunki do przyszłych działań za granicą, realizowanych pod pretekstem ochrony Rosjan zamieszkałych w krajach byłego ZSRR. Tymczasem siły rosyjskie poczyniły potwierdzone postępy w pobliżu Kreminnej i Bachmutu w ramach walk pozycyjnych na całej linii frontu.
SG Ukrainy poinformował, że kontynuowano działania mające na celu rozbudowę przyczółku na lewym brzegu Dniepru, gdzie odparto sześć ataków. Rosja atakowała w kierunkach Łymanu, Bachmutu, Awdijiwki, Marjinki i Zaporoża, gdzie doszło do 98 starć. W kierunku łymańskim i bachmuckim Ukraińcy odparli 11 ataków w okolicy Terny, Jampoliwki, Torśkiego i 17 w okolicy Makijiwki, Biłohoriwki, Lasu Serebiańskiego, Hryhoriwki i Wesełego, oraz dziewięć ataków w pobliżu Iwaniwskiego, Kliszczijiwki i Andrijiwki. W kierunku awdijiwskim i marjińskim Rosjanie nadal próbowali otoczyć Awdijiwkę, jednak Ukraińcy utrzymywali obronę, odpierając 20 ataków w okolicy Nowobachmutiwki, Stepowego i Awdijiwki oraz 15 w pobliżu Perwomajskiego i Newelskiego. Odparto także 17 ataków w pobliżu Krasnohoriwki, Georgijiwki, Pobiedy i Nowomychajliwki. W kierunku zaporoskim wojska rosyjskie przeprowadziły jeden nieudany atak na zachód od Werbowego. W ciągu 24h Rosja przeprowadziła cztery ataki rakietowe, 29 nalotów i 49 ostrzałów na pozycje ukraińskie i obszary zaludnione (odnotowano ofiary wśród cywilów oraz zniszczoną infrastrukturę). Lotnictwo Ukrainy dokonało jednego nalotu na miejsce koncentracji, z kolei artyleria ostrzelała obszar koncentracji, dwa punkty kontrolne i dwa składy amunicji.
Według władz regionalnych w ciągu ostatnich 24h w rosyjskich atakach zginął jeden cywil, a 11 kolejnych zostało rannych w obwodach donieckim, mikołajowskim, chersońskim i zaporoskim. Gubernator Ołeksandr Prokudin powiedział, że obwód chersoński został zaatakowany 99 razy, a sam Chersoń ostrzelano 16 razy. Celem ataków były obszary mieszkalne, budynek administracyjny i rodzaj lokalnego schroniska, Punkt Niezwyciężoności. Gubernator Jurij Małaszko stwierdził, że siły rosyjskie zaatakowały obwód zaporoski 162 razy; 25 obiektów infrastruktury zostało uszkodzonych. Władze ukraińskie nakazały ewakuację ponad 20 wsi w rejonie kupiańskim (obwód charkowski) w pobliżu linii frontu w związku z „nasilaniem się” rosyjskich ataków. Gubernator Ołeh Siniehubow powiedział, że ewakuacja dotknęła ok. 3043 osób, w tym 279 dzieci.
Po 21:42 wojska rosyjskie dwukrotnie uderzyły w budynki mieszkalne w Charkowie rakietami dwoma S-300 z obwodu biełgorodzkiego. W rejonie chołodnohirskim 17 osób zostało rannych oraz uszkodzono elewacje ok. 20 budynków mieszkalnych, pomieszczenia prywatnej placówki medycznej i zniszczono 14 samochodów. Ministerstwo Obrony Rosji ogłosiło precyzyjny atak wojsk rosyjskich na budynek w Charkowie, w którym według oświadczenia stacjonowali „francuscy najemnicy”. Jak zauważył Reuters, rosyjskie Ministerstwo Obrony podało, że zginęło ponad 60 osób, ale Rosjanie nie przedstawili żadnych dowodów na poparcie tych doniesień.
Rosyjskie władze poinformowały, że 6-letnie dzieci, chłopiec i dziewczynka, zostały ranne w ataku drona na Woroneż. Rosyjskie Ministerstwo Obrony podało, że zniszczono pięć ukraińskich dronów za pomocą obrony przeciwlotniczej oraz przechwycono trzy kolejne za pomocą walki elektronicznej. Według rosyjskich mediów powołujących się na doniesienia z mediów społecznościowych, doszło do ok. 16 eksplozji, m.in. w pobliżu bazy lotniczej. Mer Woroneża ogłosił stan wyjątkowy. Strona rosyjska ogłosiła także przechwycenie czterech dronów w obwodzie biełgorodzkim.
Według OSW wojska rosyjskie osiągnęły postępy na zachód od Marjinki oraz na południe od miasta, gdzie zajęto większość terenu na południe od Nowomychajliwki, stwarzając zagrożenie dla ukraińskiej linii zaopatrzeniowej. Rosjanie przesunęli się na zachód od Bachmutu, gdzie walki toczyły się głównie w rejonie Bohdaniwki; nieznaczne postępy zanotowali także na południowy wschód od tego miasta. Tempo działań wokół Awdijiwki osłabło, a częstotliwość ataków rosyjskich była porównywalna do tej, jaką odnotowywano na wszystkich odcinkach frontu. Po serii nieudanych ataków na Syńkiwkę na północny wschód od Kupiańska, 12 stycznia Rosjanie wstrzymali ofensywę na tym kierunku.
Prezydent Francji Emmanuel Macron oświadczył, że jego rząd w ciągu najbliższych kilku tygodni dostarczy ok. 40 rakiet SCALP-EG i „kilkaset bomb” oraz podpisze dwustronne porozumienie o bezpieczeństwie z Ukrainą. Zapowiedział także, że osobiście odwiedzi Kijów w lutym. Kanclerz Niemiec Olaf Scholz rozmawiał telefonicznie z prezydentem USA Joe Bidenem i oświadczył, że Berlin przekaże Ukrainie ponad 7 miliardów euro na pomoc w zakresie bezpieczeństwa i pomoc humanitarną w 2024 roku. Amerykański Bloomberg podał, że Łotwa tworzyła sojusz ok. 20 krajów, aby współpracować na rzecz wsparcia ukraińskiego arsenału dronów. Duńskie i holenderskie media podały, że oba kraje przygotowywały się do wspólnej dostawy pierwszych dwóch z 14 czołgów Leopard 2A4. Czołgi zostały odnowione w Niemczech i wysłane do Polski, aby pomóc ukraińskim żołnierzom w szkoleniu. Przedstawiciele holenderskiego MON poinformowali, że zgodnie z bieżącym harmonogramem czołgi, części zamienne i amunicja zostaną dostarczone na Ukrainę latem tego roku. słowacki parlament większością głosów poparł poprawkę przyznającą Ministerstwu Obrony Narodowej uprawnienia do zatwierdzania eksportu broni, w szczególności na Ukrainę.
Premier Ukrainy Denys Szmyhal powiedział, że rząd Ukrainy zatwierdził przeznaczenie 20,9 mln dolarów z Narodowego Funduszu Rezerwowego na zaspokojenie bardzo pilnych potrzeb wojska, które zostaną przeznaczone na zakup amunicji, urządzeń termowizyjnych, dronów i innych przedmiotów. Rada Najwyższa Ukrainy przyjęła ustawę o utworzeniu elektronicznego rejestru mobilizacji, zapewniający osobom nadzorującym mobilizacje łatwy dostęp do wszystkich istotnych informacji, w tym danych kontaktowych poborowych oraz ułatwiający identyfikację tych, którzy już brali udział w walkach. Ponadto uprości sprawy związane z mobilizacją żołnierzy i inne procesy związane ze służbą.
Prezydent Wołodymyr Zełenski wziął udział w ceremonii otwarcia Światowego Forum Ekonomicznego w Szwajcarii, spotkał się z Sekretarzem Generalnym NATO Stoltenbergiem, któremu podziękował za „zdecydowane wsparcie” ze strony NATO oraz omówił sytuację na linii frontu. Podczas forum Zełenski wraz z ukraińskimi liderami biznesu spotkał się z szeregiem dyrektorów międzynarodowych firm finansowych, w tym z prezesem JPMorgan Chase, wiceprezesem Grupy BlackRock i dyrektorem generalnym Blackstone Group, aby zachęcić do inwestycji na Ukrainie. Spotkał się także prezydentem Polski Andrzejem Dudą, z którym omawiał blokadę granic, sytuację na polu bitwy i dalszą pomoc dla Ukrainy. Duda wspomniał także, że nowy premier Donald Tusk odwiedzi Kijów w późniejszym terminie. Z kolei Rosja stwierdziła, że plan pokojowy zaproponowany przez Ukrainę na Światowym Forum Ekonomicznym w Davos jest bez znaczenia.

### 17 stycznia

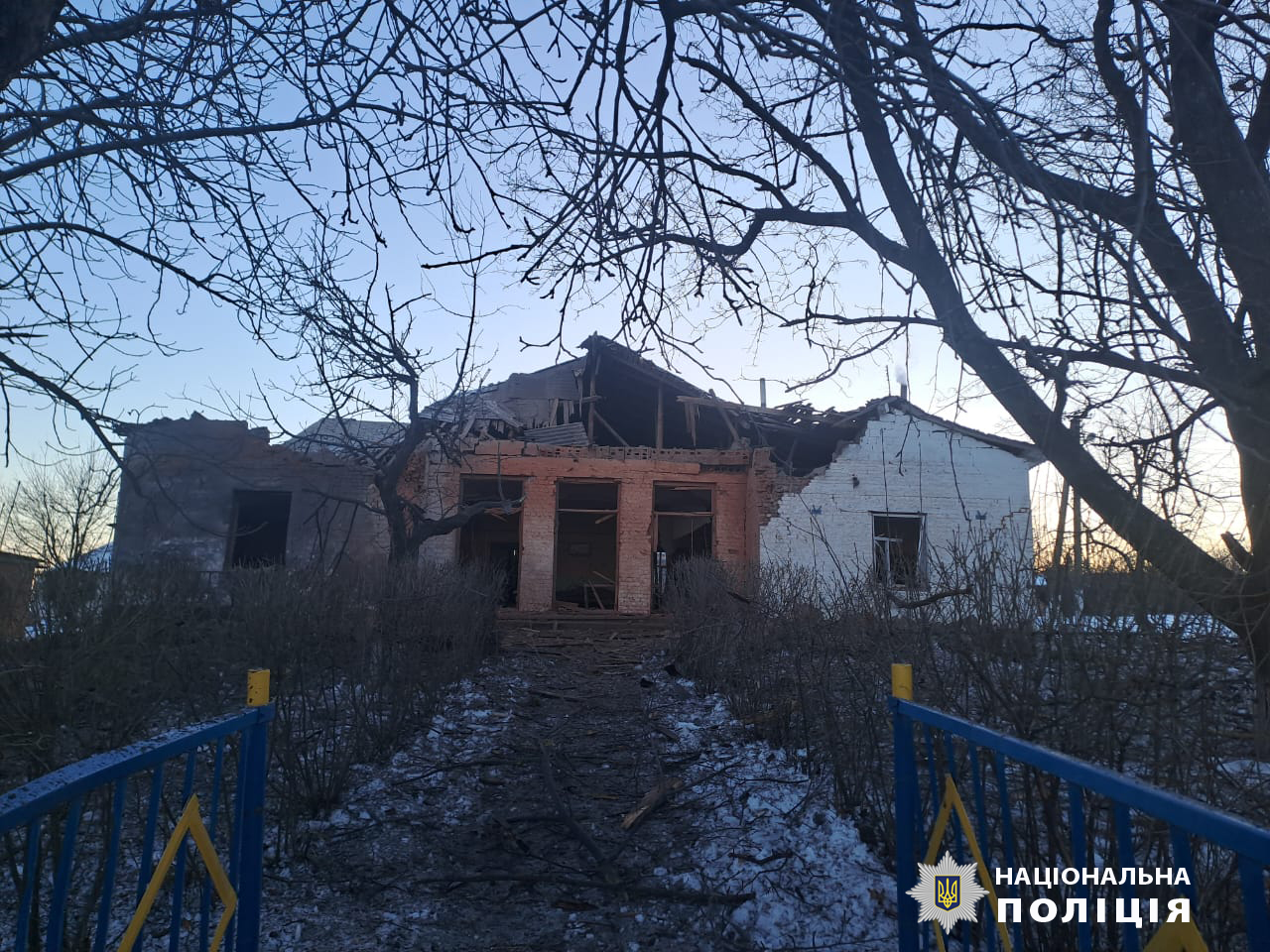
Zniszczenia we wsi Małyj Burluk (obwód charkowski) po rosyjskim ataku bombami lotniczymi. Zniszczeniu uległa gmina wiejska, dom kultury i domy.

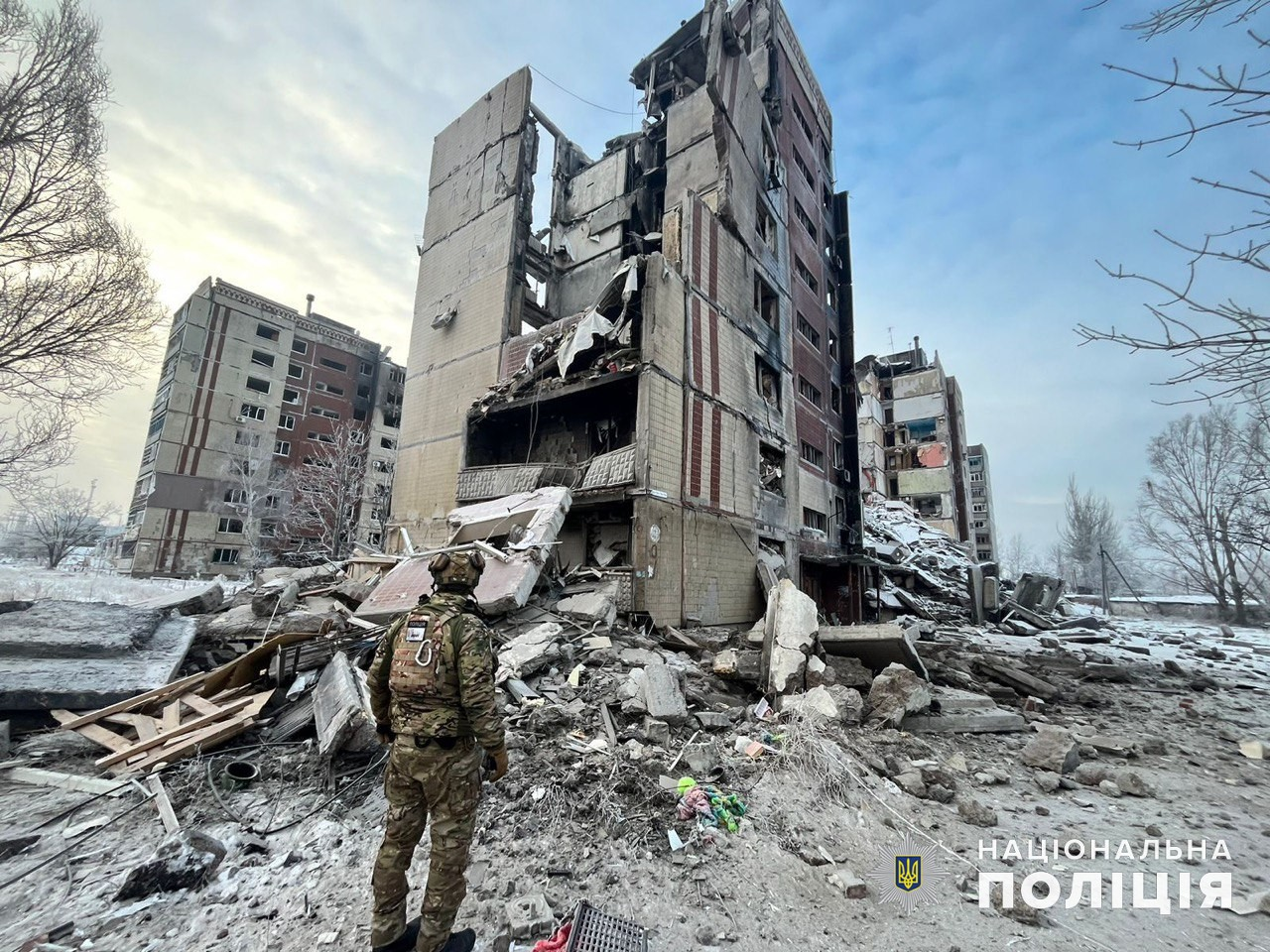
Budynki mieszkalne w Awdijiwce po rosyjskim ostrzale i bombardowaniu.

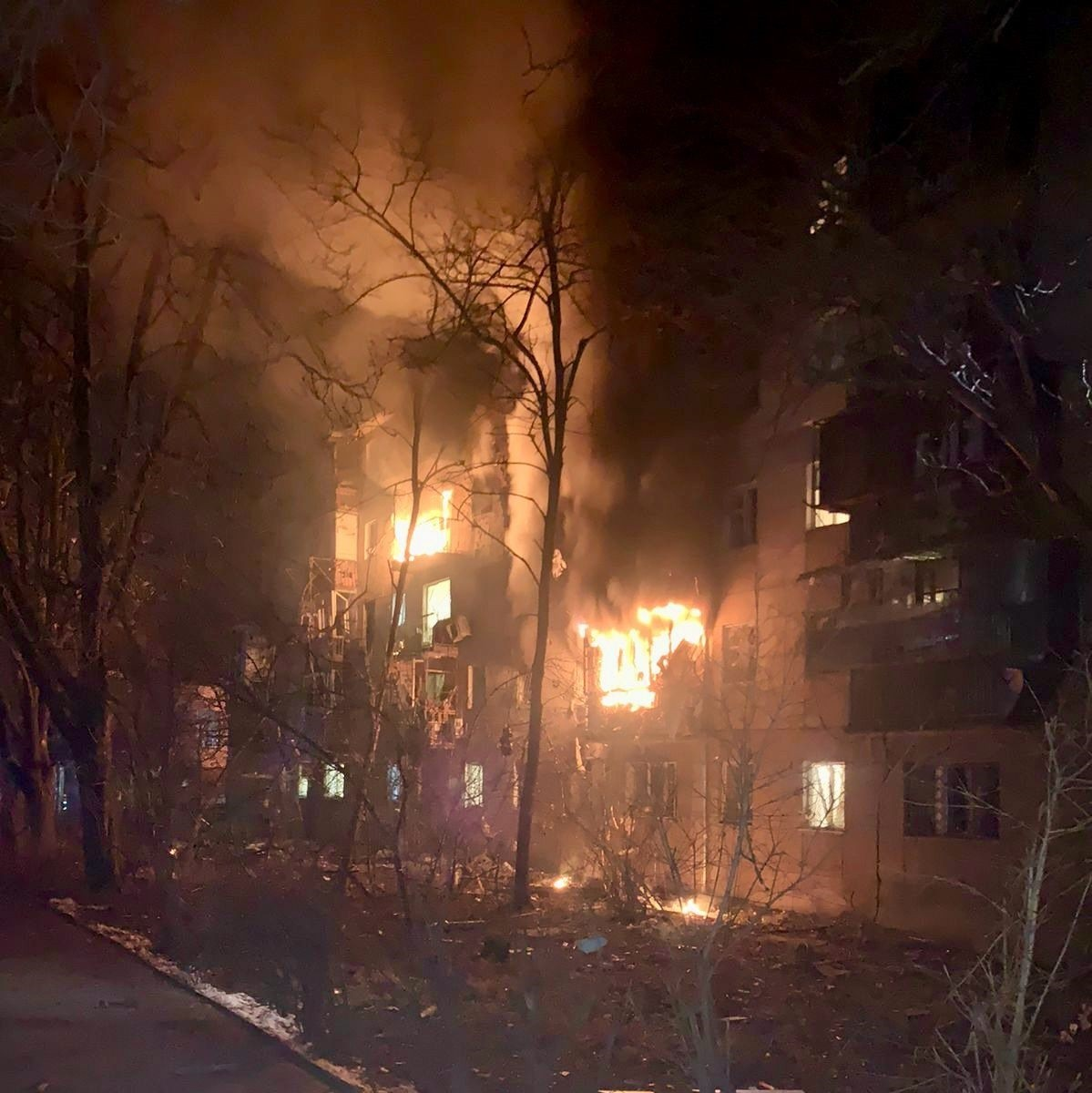
Budynek mieszkalny w Odessie trafiony szczątkami zestrzelonego drona podczas nocnego rosyjskiego ataku.

Ukraiński Sztab podał, że kontynuowano działania mające na celu rozbudowę przyczółku na lewym brzegu Dniepru, gdzie odparto sześć ataków. FR atakowała w kierunkach Kupiańska, Łymanu, Bachmutu, Awdijiwki, Marjinki i Szachtarska, gdzie doszło do 78 starć. W kierunku kupiańskim, łymańskim i bachmuckim Ukraińcy odparli sześć ataków w pobliżu Sińkiwki, 13 ataków w okolicy Terny, Jampoliwki i pięć w okolicy Makijiwki, Biłohoriwki, oraz osiem ataków w pobliżu Iwaniwskiego, Kliszczijiwki i Andrijiwki. W kierunku awdijiwskim i marjińskim Rosjanie nadal próbowali otoczyć Awdijiwkę, jednak Ukraińcy utrzymywali obronę, odpierając 13 ataków w okolicy Nowokałynowego, Nowobachmutiwki i Awdijiwki oraz 14 w pobliżu Siewiernego, Perwomajskiego i Newelskiego. Odparto także 10 ataków w pobliżu Krasnohoriwki, Georgijiwki, Marjinki i Nowomychajliwki. W kierunku szachtarskim wojska rosyjskie przeprowadziły jeden nieudany atak na północ od Nowodoniecka. W ciągu dnia Rosjanie przeprowadzili dziewięć ataków rakietowych, 128 nalotów i 77 ostrzałów na pozycje ukraińskie i obszary zaludnione (odnotowano ofiary wśród cywilów oraz zniszczoną infrastrukturę). Lotnictwo ukraińskiego dokonało siedmiu nalotów na miejsca koncentracji, jednego na punkt kontrolny i pięciu na przeciwlotnicze kompleksy rakietowe, natomiast artyleria uderzyła w dwa punkty kontrolne, obszar koncentracji, trzy stacje radarowe, dwa systemy przeciwlotnicze, dwie jednostki artylerii i dwa składy amunicji.
Ukraińskie Siły Powietrzne podały, że między północą a wczesnym rankiem Ukraina zniszczyła 19 z 20 dronów Shahed 136/131 (z Primorsko-Achtarska) nad Odessą, wystrzelonych przez Rosję podczas nocnego ataku, w wyniku którego trzy osoby zostały ranne. Podczas ataku dronów na Odessę zostały również uszkodzone budynki mieszkalne, doszczętnie spłonęło kilkanaście samochodów i uszkodzona została sieć ciepłownicza. Według DSNS w wyniku ataku zapaliła się magistrala gazowa, a 130 mieszkańców zostało ewakuowanych. Nieco później Rosjanie zaatakowali przedsiębiorstwa rolne za pomocą naddźwiękowych rakiet przeciwokrętowych Oniks w rejonach odeskim i białogrodzkim. Władze regionalne poinformowały, że w rosyjskich atakach na miejscowości w obwodzie chersońskim zginęła jedna osoba, a pięć zostało rannych. Gubernator Ołeh Siniehubow podał, że w wyniku rosyjskiego ostrzału w Czuhujewie zginęła kobieta. Zgłoszono także zniszczenia w placówce oświatowej.
Rosyjskie Ministerstwo Obrony stwierdziło, że zestrzelono 11 rakiet (siedem pocisków Wilcha i cztery RM-70) i cztery drony nad obwodem białogrodzkim. Jedna osoba została ranna, zaś w obszarach mieszkalnych doszło do zniszczeń, a budynek handlowy stanął w płomieniach. W jednej wsi zgłoszono przerwę w dostawie prądu.
Według ISW, powołującego się na przedstawiciela ukraińskiego wywiadu, siłom rosyjskim brakuje niezbędnych rezerw operacyjnych, aby prowadzić jednoczesne działania ofensywne w więcej niż jednym kierunku na Ukrainie. Na całej linii frontu kontynuowano walki pozycyjne.
Niemcy ogłosiły kolejny pakiet pomocy wojskowej dla Ukrainy, który obejmował amunicję do czołgów Leopard 1, 16 samochodów ciężrowych Zetros, osiem transporterów opancerzonych, pięć pojazdów ochrony granic i trzy inne pojazdy oraz 50 mobilnych terminali satelitarnych SatCom, 25 dronów rozpoznawczych Heidrun i 1840 hełmów. Niemcy planowały również dostarczyć 15 dział przeciwlotniczych Gepard. W Niemczech od dłuższego czasu toczyły się spory dotyczące przekazania Ukrainie rakiet manewrujących dalekiego zasięgu Taurus. Wówczas Bundestag 485 głosami odrzucił wniosek opozycyjnej Partii Sojuszu o dostarczanie tego typu broni na Ukrainę. Norwegia przeznaczy ok. 190 mln dolarów na zwiększenie produkcji amunicji i wzmocnienie przemysłu obronnego kraju. Część broni zostanie dostarczona Ukrainie. 
Minister Przemysłu Strategicznego Ołeksandr Kamyszyn oświadczył podczas Światowego Forum Ekonomicznego w Davos, że Ukraina wykorzystała pierwszy hybrydowy system obrony powietrznej w ramach programu „FrankenSAM”, wspólnego projektu badawczego Stanów Zjednoczonych i Ukrainy, do zestrzelenia wystrzelonego przez Rosję drona. Biały Dom podał, że prezydent Biden spotkał się z przywódcami Kongresu, aby omówić finansowanie pomocy dla Ukrainy. Prezydent Biden podkreślił znaczenie zasobów dla Ukrainy, których ta potrzebuje, w tym zdolności w zakresie obrony przeciwlotniczej i artylerii, aby odeprzeć rosyjską inwazję. Następnie wezwał Kongres, aby zapewnił dodatkowe fundusze, podkreślając wysokie koszty bierności USA i NATO, oraz zobowiązał się do osiągnięcia dwustronnego porozumienia w sprawie polityki granicznej i zapotrzebowania na dodatkowe zasoby na granicy.
Brytyjskie MON podało, że inwazja na Ukrainę w dalszym ciągu negatywnie wpływała na perspektywy rosyjskiej gospodarki, wskazując zwłaszcza na inflację, która przyspieszała i była prawie dwukrotnie wyższa niż cel inflacyjny. Rosyjski bank centralny podniósł główną stopę procentową o 1% do 16%; była to piąta podwyżka od lipca 2023 roku. Ponadto import rósł szybciej niż eksport, co przyczyniało się do deprecjacji rubla od początku wojny, która z kolei była głównym czynnikiem napędzającym inflację. Jako że Rosja zwiększała wydatki na zbrojenia kosztem innych obszarów, ryzyko przegrzania rosyjskiej gospodarki pozostawało prawdopodobne.

### 18 stycznia

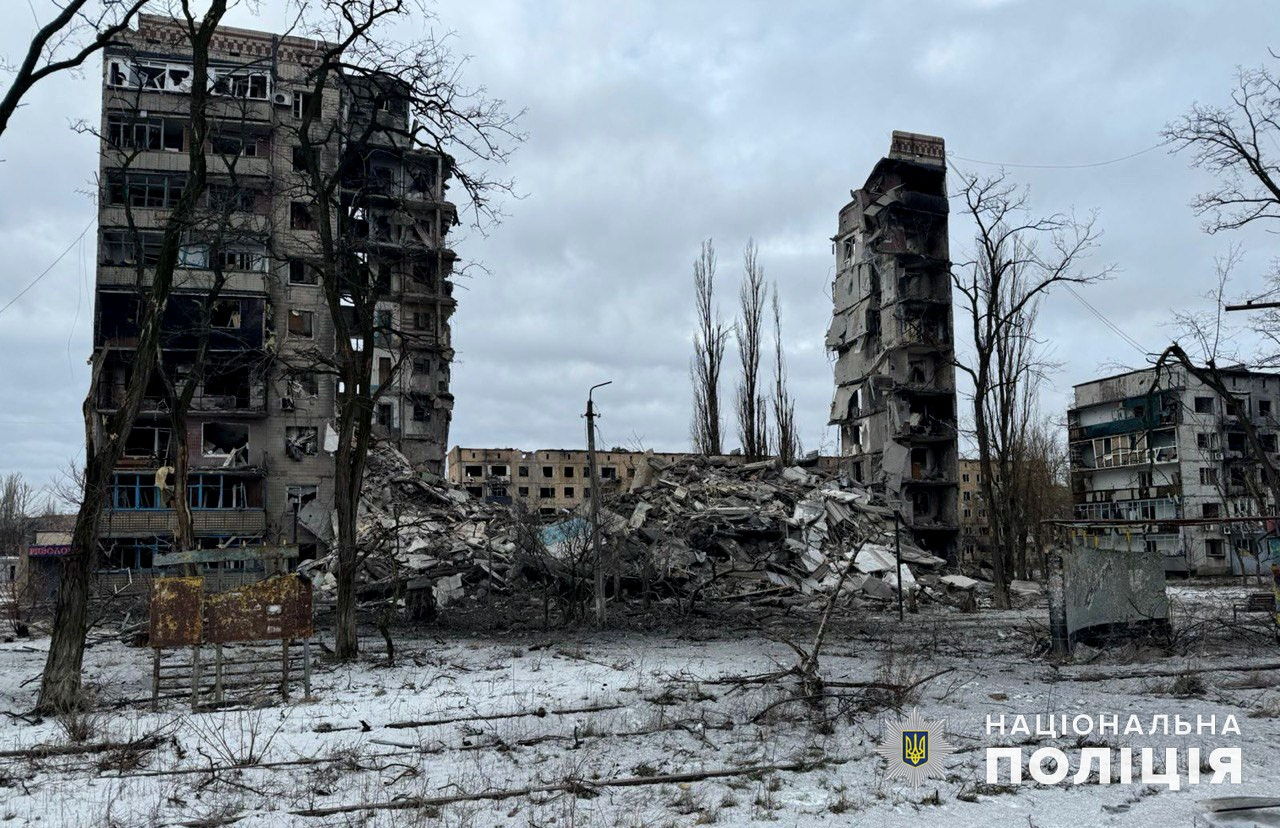
Budynek mieszkalny w Awdijiwce.

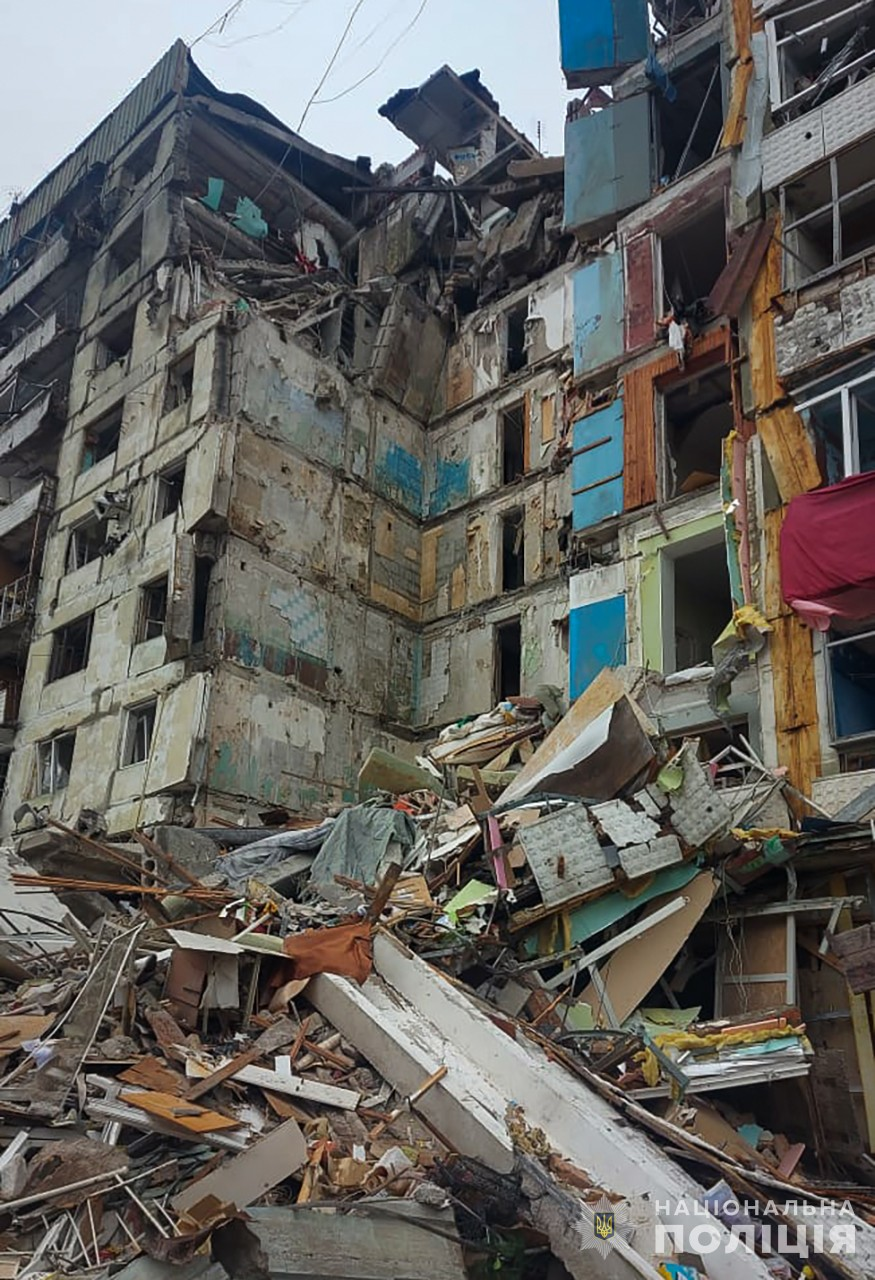
Budynek mieszkalny w Orichiwiu po rosyjskim bombardowaniu.

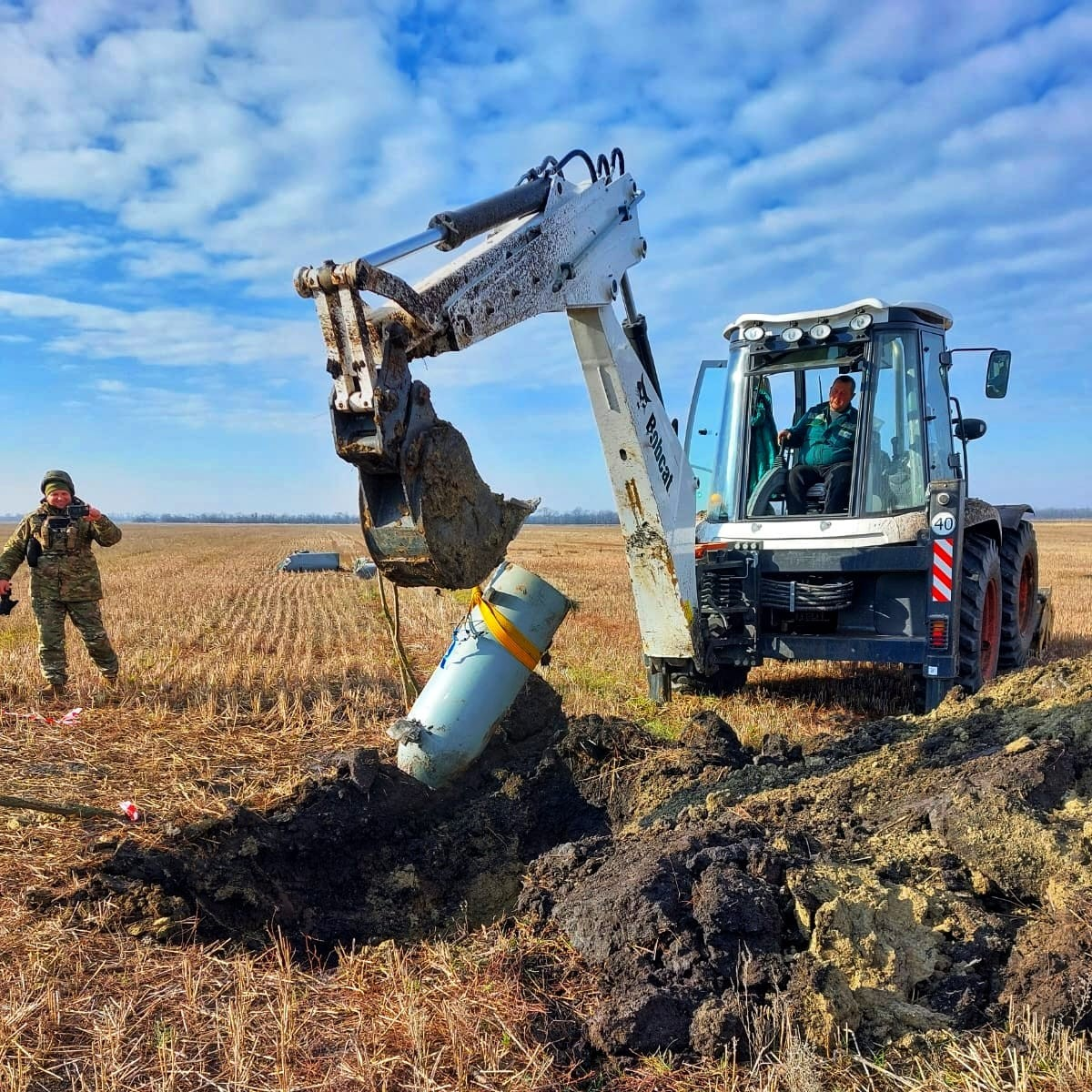
Utylizacja niewybuchu głowicy rosyjskiej rakiety Ch-101 w rejonie berysławskim.

Ministerstwo Obrony Rosji stwierdziło, że zajęto wieś Wesełe w obwodzie donieckim, 20 km na północny wschód od Bachmutu. Według ISW szef MSW Rosji Siergiej Ławrow powtórzył, że maksymalistyczne cele Rosji na Ukrainie pozostają niezmienione, a Rosja nie jest zainteresowana negocjacjami z Ukrainą i Zachodem. Siły rosyjskie poczyniły potwierdzone postępy w pobliżu Bachmutu, Awdijiwki i na granicy obwodu donieckiego i zaporoskiego w ramach ciągłych walk pozycyjnych na froncie. Ponadto rosyjskie władze okupacyjne kontynuowały wysiłki na rzecz odbudowy infrastruktury logistycznej na zajętej Ukrainie.
SG Ukrainy poinformował, że kontynuowano działania mające na celu rozbudowę przyczółku na lewym brzegu Dniepru, gdzie odparto 11 ataków. Rosja atakowała w kierunkach Kupiańska, Łymanu, Bachmutu, Awdijiwki, Marjinki, Szachtarska i Zaporoża, gdzie doszło do 128 starć. W kierunku kupiańskim, łymańskim i bachmuckim Ukraińcy odparli 18 ataków w pobliżu Sińkiwki, Petropawliwki, Tabajiwki i Berestowego, 15 ataków w okolicy Terny, Jampoliwki i osiem w okolicy Lasu Serebriańskiego, Biłohoriwki, oraz dwa ataki w rejonie Bohdaniwki. W kierunku awdijiwskim i marjińskim Rosjanie nadal próbowali otoczyć Awdijiwkę, jednak Ukraińcy utrzymywali obronę, odpierając 27 ataków w okolicy Nowokałynowego, Nowobachmutiwki i Awdijiwki oraz 17 w pobliżu Perwomajskiego i Newelskiego. Odparto także 15 ataków w pobliżu Krasnohoriwki, Marjinki i Nowomychajliwki. W kierunku szachtarskim i zaporoskim wojska rosyjskie przeprowadziły dziewięć nieudanych ataków na zachód od Staromajorśkiego i na południe od Urożajne oraz na zachód od Werbowego i Robotyne. W ciągu 24h FR przeprowadziła dwa ataki rakietowe, 81 nalotów i 45 ostrzałów na pozycje ukraińskie i obszary zaludnione (odnotowano ofiary wśród cywilów oraz zniszczoną infrastrukturę). Lotnictwo ukraińskie dokonało pięciu nalotów na miejsca koncentracji, natomiast artyleria uderzyła w obszar koncentracji i dwa punkty kontrolne.
Ukraińskie Siły Powietrzne oświadczyły, że między północą a wczesnym rankiem Rosja wystrzeliła 33 drony z Primorsko-Achtarska i obwodu kurskiego, atakując północną i południową Ukrainę. Ukraińska obrona przeciwlotnicza zniszczyła 22 drony, a kilka dronów nie osiągnęło swoich celów. Wystrzelono także co najmniej dwie rakiety S-300 z obwodu biełgorodzkiego w kierunku obwodu charkowskiego. Obrona przeciwlotnicza działała w obwodach sumskim, mikołajowskim, chersońskim, dniepropetrowskim, kirowohradzkim i chmielnickim. Gubernator Ołeh Siniehubow poinformował, że siły rosyjskie zaatakowały Kupiańsk, uderzając w wielopiętrowy budynek, zabijając jedną osobę i raniąc dwie kolejne. Według szefa Administracji Wojskowej Romana Mroczko, armia rosyjska kontynuowała ataki na Chersoń, gdzie w centrum miasta słychać było eksplozje. Gubernator Ołeksandr Prokudin oświadczył, że Rosja przeprowadziła wiele ataków na obwód chersoński, w tym co najmniej 11 ataków na Chersoń, w których rannych zostało co najmniej trzech cywilów.
Według rosyjskich mediów w Petersburg uderzyły drony, z których dwa zestrzelono w Zatoce Fińskiej, a trzeci eksplodował między dwoma zbiornikami paliwa w rafinerii; zgłoszono pożar w pobliżu terminalu naftowego po zdetonowaniu 3 kg materiałów wybuchowych, które spłonęły na powierzchni ok. 130 m². Źródło Reutersa w SZ Ukrainy stwierdziło, że wszystkie drony osiągnęły swoje cele. Według oświadczeń gubernatora Petersburga miasto zostało trafione, ale nie było ofiar. MON Rosji ogłosiło zestrzelenie jednego drona nad terytorium obwodu leningradzkiego. Rosyjscy urzędnicy podali, że ok. 1:00 czasu lokalnego nad Wyspą Wasylewską zestrzelono drona. Dron przeleciał także nad jedną z oficjalnych rezydencji Putina w Wałdaj w obwodzie nowogrodzkim. Mer Moskwy Siergiej Sobianin powiedział, że obrona przeciwlotnicza zestrzeliła drona w rejonie podolskim w obwodzie moskiewskim. Ukraiński ruch oporu Atesz poinformował, że w Zatoce Grafskiej w Sewastopolu przy molo został zatopiony na płyciźnie rosyjski okręt patrolowy projektu 205P (w kodzie NATO: Stenka), prawdopodobnie trafiony podczas ataku ukraińskich dronów morskich pod koniec grudnia 2023 roku.
Minister obrony Francji Sébastien Lecornu zapowiedział większą pomoc dla Ukrainy, w tym plan przeszkolenia 7–9 tys. ukraińskich żołnierzy oraz utworzenie „koalicji artyleryjskiej” 23 krajów w celu wyprodukowania większej ilości artylerii dla Ukrainy. Lecornu zapowiedział dostarczenie 78 haubic samobieżnych CAESAR dla Ukrainy (do 2025 roku), przekazywanie 50 bomb AASM Hammer miesięcznie oraz zwiększenie liczby pocisków dostarczanych na Ukrainę z 2 tys. do 3 tys. miesięcznie. Francuski parlament oszacował, że francuska pomoc wojskowa dla Ukrainy wynosiła 3,2 miliarda euro. Australia odrzuciła wniosek Ukrainy o zakup 45 wycofanych helikopterów MRH-90 Taipan, powołując się na ich niezdolność do latania i ogromne koszty napraw.
Rzecznik ukraińskiego wywiadu wojskowego Wadym Skibicki powiedział, że rosyjskie wojsko zmodernizowało rakietę manewrującą Ch-101. Po przeanalizowaniu wraku zestrzelonego pocisku z 2022 roku stwierdzono, że całkowicie różni się od oryginalnej rakiety Ch-101, ponieważ dodano elektroniczny system walki, ochronę, pułapki termiczne i inne funkcje. Rosyjska państwowa agencja TASS poinformowała, że rosyjskie biuro projektowe „Stratim”, specjalizujące się w dronach, z sukcesem opracowało tańszą wersję irańskiego drona Shahed, o nazwie „Jastrząb”, wyposażonego w szereg modyfikacji, w tym głowicę odłamkowo-burzącą o ładowności 16 kg. Dron będzie używany jako „pseudopocisk manewrujący” lub „cel-wabik” przeciwko ukraińskiemu systemowi obrony powietrznej. Zasięg lotu wynosi 350 km. Zakończono serię testów w locie, a dron będzie gotowy w pierwszej połowie 2024 roku.

### 19 stycznia
W opinii ISW siły rosyjskie będą w stanie określić miejsce, tempo i wymogi operacyjne walk na Ukrainie, jeśli ta zaangażuje się w operacje obronne przez cały 2024 rok. Tymczasem siły rosyjskie poczyniły potwierdzone postępy na południowy wschód od Kupiańska, natomiast wojska ukraińskie odzyskały pozycje na południowy wschód od Kupiańska w wyniku ciągłych starć pozycyjnych na całej linii styku. Według brytyjskiego MON Ukraina utrzymywała obecność na lewym brzegu Dniepru i odpierała rosyjskie ataki pomimo problemów logistycznych. Zgrupowanie Wojsk Dniepr nie odniosło sukcesu w żadnej z prób usunięcia Ukraińców, choć niemal na pewno posiadało dużą przewagę liczebną na tym obszarze. Prawdopodobnie słabe przeszkolenie i koordynacja rosyjskich sił na tym obszarze ograniczały ich zdolności ofensywne. Zdaniem ministerstwa „zmuszenie Ukrainy do wycofania swoich sił z lewego brzegu Dniepru pozostawało priorytetowym celem operacyjnym Rosji. Jest wysoce prawdopodobne, że Rosja będzie kontynuowała ataki w okolicach miejscowości Krynki w nadchodzących tygodniach pomimo rosnących strat osobowych”.
Ukraiński SG oświadczył, że kontynuowano działania mające na celu rozbudowę przyczółku na lewym brzegu Dniepru, gdzie odparto 10 ataków. FR atakowała w kierunkach Kupiańska, Łymanu, Bachmutu, Awdijiwki, Marjinki, Szachtarska i Zaporoża, gdzie doszło do 103 starć. W kierunku kupiańskim, łymańskim i bachmuckim Ukraińcy odparli 12 ataków w pobliżu Sińkiwki, Petropawliwki, Tabajiwki i Berestowego, 10 ataków w okolicy Terny, Jampoliwki, Wierchniokamianskiego i 15 w okolicy Lasu Serebriańskiego, Biłohoriwki, oraz cztery ataki w rejonie Andrijiwki i Kliszczijiwki. W kierunku awdijiwskim i marjińskim Rosjanie nadal próbowali otoczyć Awdijiwkę, jednak Ukraińcy utrzymywali obronę, odpierając 14 ataków w okolicy Awdijiwki oraz 19 w pobliżu Tonenkego, Perwomajskiego i Newelskiego. Odparto także 12 ataków w pobliżu Georgijiwki, Marjinki i Nowomychajliwki. W kierunku szachtarskim i zaporoskim wojska rosyjskie przeprowadziły cztery nieudane ataki na południe od Zołotej Niwy i na zachód od Werbowego. W ciągu dnia Rosja przeprowadziła jeden atak rakietowy, 23 naloty i 59 ostrzałów na pozycje ukraińskie i obszary zaludnione (odnotowano ofiary wśród cywilów oraz zniszczoną infrastrukturę). Lotnictwo ukraińskie dokonało jednego nalotu na miejsce koncentracji, z kolei artyleria zniszczyła cztery jednostki artylerii.
Administracja Wojskowa obwodu chersońskiego podała, że ok. 16:00 czasu lokalnego w rosyjskim ataku na dzielnice mieszkalne Chersonia zginęła 50-letnia kobieta, a 16-letni chłopiec został ranny. Z kolei gubernator obwodu briańskiego Aleksandr Bogomaz stwierdził, że ukraiński atak dronem spowodował ogromny pożar, który dotknął cztery zbiorniki (o łącznej pojemności 6 tys. m³) w składzie ropy w Klińce, ok. 60 km od granicy z Ukrainą. Agencja TASS podała, że pożar objął powierzchnię ok. 1000 m², a w jego gaszeniu brało udział 13 zastępów straży pożarnej. Bogomaz oświadczył, że dron został przechwycony przy pomocy walki elektronicznej, jednak ładunek został zrzucony na skład ropy. Według doniesień ukraińskie drony zaatakował fabrykę prochu w Tambowie, ok. 600 km na południe od Moskwy.
Według brytyjskiego dziennika Financial Times po niepowodzeniu zeszłorocznej ukraińskiej kontrofensywy, zachodni sojusznicy uważali, iż najlepszą strategią dla Ukrainy na 2024 rok będzie „aktywna defensywa”, a tę opinię coraz bardziej podzielały także władze w Kijowie. Premier Denys Szmyhal powiedział, że rząd ukraiński przeznaczył na budowę fortyfikacji „rekordowe” 466 milionów dolarów, które zostaną przeznaczone na zakup niezbędnego sprzętu i barier niewybuchowych. Ukraiński portal wojskowy Defense Express poinformował, że Ukraińcy zestrzelili rzadką rakietę przeciwokrętową P-35, ważącą 4 tony i mierzącą 10 m, wykorzystywaną jeszcze w czasach Związku Radzieckiego; została opracowana w latach 50. XX wieku, a na wyposażenie armii rosyjskiej trafiła na początku lat 60. Zdjęcia szczątków pocisku zostały opublikowane w mediach społecznościowych; był to pierwszy udokumentowany przypadek użycia P-35 podczas rosyjskiej inwazji na Ukrainę.
Estońskie Ministerstwo Obrony podało, że ministrowie obrony Estonii, Łotwy i Litwy podpisali porozumienie o utworzeniu w nadchodzących latach bałtyckiej linii obronnej w celu wzmocnienia wschodnich granic z Białorusią i Rosją w celu odstraszania, a w razie potrzeby zapobiegania rosyjskim zagrożeniom militarnym. 
Dyrektor generalny Międzynarodowej Agencji Energii Atomowej Rafael Grossi powiedział, że misja obserwacyjna odkryła miny lądowe wokół strefy buforowej okupowanej przez Rosję Zaporoskiej Elektrowni Jądrowej. Miny zostały wcześniej zidentyfikowane przez zespół MAEA i rozebrane w listopadzie 2023 roku. Obecnie pojawiły się ponownie na obszarze zastrzeżonym A, niedostępnym dla personelu elektrowni. Grossi stwierdził, że obecność min nie spełnia norm bezpieczeństwa MAEA, zauważając, że w tym tygodniu elektrownia na krótko utraciła zasilanie rezerwowe reaktorów.

### 20 stycznia
Ukraińska armia potwierdziła zajęcie przez siły rosyjskie wsi Krochmalne, 30 km na południowy wschód od Kupiańska w obwodzie charkowskim. Rzecznik Dowództwa Sił Lądowych Wołodymyr Fityo stwierdził, że zdobycie miejscowości, w której przed wojną mieszkało 45 mieszkańców, było „zjawiskiem przejściowym”, przy którym Rosjanie „tylko w styczniu stracili co najmniej 7055 żołnierzy”, dodając, że wojska ukraińskie zostały przesunięte na przygotowane pozycje rezerwowe, aby utrzymać obronę i uniemożliwić Rosji dalszy postępy. ISW powołując się na zdjęcia geolokacyjne podało, że siły rosyjskie zajęły wieś Krochmalne, przesuwając się na linii Kupiańsk–Swatowe–Kreminna w obwodzie ługańskim. Z nagrań geolokacyjnych wynikało, że Rosjanie przesunęli się nieco na wschód od Iwaniwki, 20 km na południowy wschód od Kupiańska. Wcześniejsze nagrania pokazywały, że uzyskali również niewielkie zdobycze na wschód od wsi Zołotariwka. Siły rosyjskie poczyniły potwierdzone postępy w pobliżu Bachmutu oraz na granicy obwodu donieckiego i zaporoskiego w ramach ciągłych walk pozycyjnych na froncie. Brytyjskie MON podało, że wojska rosyjskie od dwóch tygodni stopniowo intensyfikowały ataki na Ukrainie, korzystając z tego, że zmrożona ziemia ułatwiała poruszanie się pojazdów opancerzonych w terenie.
Sztab Ukrainy poinformował, że kontynuowano działania mające na celu rozbudowę przyczółku na lewym brzegu Dniepru, gdzie odparto sześć ataków. Armia rosyjska atakowała w kierunkach Kupiańska, Łymanu, Bachmutu, Awdijiwki, Marjinki i Zaporoża, gdzie doszło do 80 starć. W kierunku kupiańskim, łymańskim i bachmuckim Ukraińcy odparli 21 ataków w pobliżu Sińkiwki, Petropawliwki, i Stelmachiwki, sześć ataków w okolicy Terny, Jampoliwki i siedem w okolicy Lasu Serebriańskiego, Biłohoriwki, oraz osiem ataków w rejonie Bohdaniwki, Kliszczijiwki i Andrijiwki. W kierunku awdijiwskim i marjińskim Rosjanie nadal próbowali otoczyć Awdijiwkę, jednak Ukraińcy utrzymywali obronę, odpierając 11 ataków w okolicy Awdijiwki oraz 12 w pobliżu Siewiernego, Wodiane, Perwomajskiego i Newelskiego. Odparto także sześć ataków w pobliżu Georgijiwki, Marjinki i Nowomychajliwki. W kierunku zaporoskim wojska rosyjskie przeprowadziły jeden nieudany atak na zachód od Werbowego. W ciągu 24h FR przeprowadziła trzy ataki rakietowe, cztery naloty i 58 ostrzałów na pozycje ukraińskie i obszary zaludnione (odnotowano ofiary wśród cywilów oraz zniszczoną infrastrukturę). Lotnictwo ukraińskie dokonało sześciu nalotów na miejsca koncentracji oraz trzech na kompleks rakiet przeciwlotniczych, magazyn amunicji i węzeł komunikacyjny, z kolei artyleria zniszczyła trzy obszary koncentracji, punkt kontrolny i stację walki radioelektronicznej.
W nocy Rosjanie przeprowadzili nalot przy użyciu siedmiu dronów Shahed 136/131, z których cztery zniszczyła ukraińska obrona przeciwlotnicza. Gubernator Wadym Fiłaszkin stwierdził, że w ciągu ostatniego doby siły rosyjskie ostrzeliwały obwód doniecki 12 razy, w wyniku czego dwie osoby zostały ranne, a 33 domy prywatne i budynek administracyjny zostały uszkodzone za sprawą trzech rakiet wystrzelonych w stronę Nowohrodiwki. Ostrzelano także Krasnohorivkę i Jełyzawetiwkę w tym samym regionie. Fiłaszkin podał także, że w wyniku rosyjskich ataków w rejonach kramatorskim i bachmuckim uszkodzone i zniszczone zostały kolejne domy oraz ewakuowano 214 osób, w tym 46 dzieci.
Rzecznik Ukraińskich Sił Powietrznych Jurij Ihnat powiedział, że po przeprowadzeniu wielu ataków dronów na Rosję odnotowano, że posiada ona wystarczające zdolności w zakresie obrony powietrznej na froncie ukraińskim i okupowanym Krymie, ale nie na rosyjskiej ziemi; „Rosyjska obrona powietrzna jest przerzedzona. Wypełnili nią linię frontu i Krym. Ale widać, że terytorium Rosji nie jest tak wypełnione sprzętem obrony powietrznej”. Ihnat dodał, że „Moskwa, Petersburg i bunkry Putina będą mniej-więcej chronione, ale drony produkcji ukraińskiej docierają do Moskwy, Petersburga i składów ropy w innych miastach. To bardzo dobry znak”.
Według badań dziennikarzy portalu Mediazona i rosyjskiego BBC, którzy ustalają tożsamość zabitych żołnierzy, od rozpoczęcia inwazji Rosji na Ukrainę 24 lutego 2022 roku zginęło co najmniej 42 284 wojskowych wysłanych przez FR. Liczba ta obejmuje 5089 zmobilizowanych żołnierzy i 7810 więźniów zwerbowanych z rosyjskich więzień, natomiast pozostali wcześniej służyli w armii.
Prezydent Białorusi Alaksandr Łukaszenka oświadczył, że Mińsk otrzymał od Rosji systemy rakietowe Iskander i rakiety nuklearne. Według doniesień pierwsze pociski Iskander z terytorium Białorusi przeleciały nad Ukrainą 24 lutego 2022 roku o 5:00 nad ranem, a od początku inwazji wystrzelono co najmniej 721 rakiet.
Ministerstwo Spraw Wewnętrznych Ukrainy umieściło pierwszego sekretarza Komunistycznej Partii Ukrainy i prorosyjskiego (byłego) posła do ukraińskiego parlamentu, Petro Symonenkę, na listę osób poszukiwanych. Simonenko uciekł do Rosji w marcu 2022 roku, wziął udział w prorosyjskim forum w Mińsku i wygłosił uwagi popierające inwazję na Ukrainę, a także za pośrednictwem mediów nawoływał do obalenia rządu w obronie rosyjskiej agresji. Premier Słowacji Robert Fico powiedział, że Ukraina nie będzie mogła przystąpić do NATO i że musi „pójść na kompromis”, przekazując Rosji część swojego terytorium. Wezwał do stabilnych stosunków między Unią Europejską a Rosją, stwierdzając, że Moskwa również potrzebuje gwarancji bezpieczeństwa.

### 21 stycznia
W ocenie ISW wojska rosyjskie przesunęły się do przodu na południu i południowym wschodzie Awdijiwki. Rosyjskie i ukraińskie źródła podały, że walki pozycyjne toczyły się na północny zachód od miasta w pobliżu Nowobachmutiwki i Stepowego. Walki trwały również w pobliżu zakładów koksowniczych na północnym zachodzie, na zachód od Awdijiwki w pobliżu Siewernego oraz na południowy zachód, w pobliżu Pierwomajskiego, Wodiane i Newelskiego. Według Instytutu zgromadzono tam nawet 40 tys. rosyjskich żołnierzy.
SG Ukrainy podał, że kontynuowano działania mające na celu rozbudowę przyczółku na lewym brzegu Dniepru, gdzie odparto sześć ataków. Rosja atakowała w kierunkach Kupiańska, Łymanu, Bachmutu, Awdijiwki, Marjinki i Zaporoża, gdzie doszło do 68 starć. W kierunku kupiańskim, łymańskim i bachmuckim Ukraińcy odparli siedem ataków w pobliżu Sińkiwki, pięć ataków w okolicy Terny, Jampoliwki i sześć w okolicy Biłohoriwki, oraz siedem ataków w rejonie Hryhoriwki, Bohdaniwki, Iwaniwskiego i Kliszczijiwki. W kierunku awdijiwskim i marjińskim Rosjanie nadal próbowali otoczyć Awdijiwkę, jednak Ukraińcy utrzymywali obronę, odpierając pięć ataków w okolicy Nowobachmutuwki i Awdijiwki oraz 12 w pobliżu Siewiernego, Perwomajskiego i Newelskiego. Odparto także pięć ataków w pobliżu Georgijiwki i Nowomychajliwki. W kierunku zaporoskim wojska rosyjskie przeprowadziły siedem nieudanych ataków na zachód od Werbowego i Robotyne. W ciągu doby FR przeprowadziła cztery ataki rakietowe, 102 naloty i 80 ostrzałów na pozycje ukraińskie i obszary zaludnione (odnotowano ofiary wśród cywilów oraz zniszczoną infrastrukturę). Lotnictwo ukraińskie dokonało dziewięciu nalotów na miejsca koncentracji, z kolei artyleria ostrzelała obszar koncentracji, punkt kontrolny, trzy jednostki artyleryjskie i system przeciwlotniczy.
Nad ranem prorosyjski mer Doniecka Aleksiej Kulemzin podał, że ok. 10:00 w ukraińskim ataku rakietowym na lokalny targ zginęło co najmniej 27 osób, a „25 zostało rannych o różnym stopniu ciężkości, w tym dwóch nastolatków”. Lokalne władze podały, że artyleria uderzyła w południowo-zachodnie przedmieścia miasta zwane Tekstilszczyk, niecałe 15 km od linii frontu. Szef DRL Dienis Puszylin powiedział, że atak na rynek został przeprowadzony w momencie, gdy było na nim najwięcej ludzi. Ministerstwo Spraw Zagranicznych Rosji określiło atak „barbarzyńskim atakiem terrorystycznym” skierowanym przeciwko ludności cywilnej, dokonany przez Ukrainę oraz stwierdziło, że w ataku „wykorzystano broń dostarczoną przez Zachód”. Według MSZ to pokazało potrzebę przeprowadzenia „specjalnej operacji wojskowej” na Ukrainie. Ukraińskie Zgrupowanie Tauryda zaprzeczyło, jakoby Ukraina była odpowiedzialna za atak, stwierdzając, że: „Rosjanie rozpowszechniają informację o ataku na rynek w Doniecku. Odpowiedzialnie oświadczamy, że siły podległe Operacyjnej Grupie Strategicznej Tauryda nie podjęły w tej sprawie działań bojowych. Donieck to Ukraina! Rosja będzie musiała podjąć odpowiedzialność za życie Ukraińców, które zostało odebrane”. Sekretarz Generalny ONZ António Guterres również stanowczo potępił atak na Donieck.
Gubernator Wadym Fiłaszkin poinformował, że jedna osoba zginęła i jedna została ranna w wyniku rosyjskiego ostrzału za pomocą BM-21 Grad na Kurachowe, gdzie celem ataków były budynki mieszkalne. W wyniku ataków uszkodzone zostały także przedszkole i kilka domów. Fiłaszkin powiedział także, że wojska rosyjskie zaatakowały Krasnohorivkę za pomocą wyrzutni Grad, zabijając co najmniej jednego cywila i raniąc kolejnego. Gubernator Jurij Małaszko stwierdził, że siły rosyjskie zaatakowały obwód zaporoski 95 razy, w tym 16 miejscowości. 71-letni mieszkaniec Hulajpola został ranny w wyniku ostrzału artyleryjskiego. Pojawiły się doniesienia o zniszczeniach budynków mieszkalnych.
W godzinach nocnych atak dwóch ukraińskich dronów spowodował eksplozję terminalu gazu ziemnego należącego do Novateku (największego producenta gazu ziemnego w Rosji) w Ust-Łudze w obwodzie leningradzkim, niedaleko Petersburga. Gubernator Aleksandr Drozdenko poinformował, że ok. 3:00 na terenie terminala wybuchł duży pożar, choć zapewnił, że ewakuacja została przeprowadzona i nie było ofiar. Według niego uszkodzone zostały dwa magazyny i przepompownia. Do ataków z użyciem dronów doszło także w zakładach Szczeglowski Wał w Tule, produkujących systemy rakietowe Pancyr S-1 oraz w Smoleńskich Zakładach Lotniczych (producent rakiet manewrujących Ch-59) i w obwodzie orłowskim. Ministerstwo Obrony Rosji oskarżyło Ukrainę o przeprowadzenie wielu ataków dronów i stwierdziło, że jeden dron został zestrzelony nad Tułą, cztery nad Smoleńskiem i jeden nad Orłem. Lokalne media i rosyjskie władze okupacyjne donosiły o kilku eksplozjach w Sewastopolu. Gubernator Michaił Rozwożajew poinformował, że nad Krymem zestrzelono cel powietrzny. Później Ministerstwo Obrony Rosji poinformowało, że nad zachodnim wybrzeżem Krymu zestrzelono dwie ukraińskie rakiety.
Szef ukraińskiego wywiadu wojskowego generał Kyryło Budanow w wywiadzie dla Financial Times powiedział, że Korea Północna była wówczas największym dostawcą broni dla Rosji, przekazując jej „znaczną ilość” amunicji artyleryjskiej. „To pozwoliło Rosji trochę odetchnąć. Bez pomocy [Korei Północnej] sytuacja byłaby katastrofalna”, ponieważ Rosja z trudem dotrzymywała kroku produkcji własnej broni i amunicji w tempie odpowiadającym jej wykorzystaniu na froncie. 
Dziennik The Telegraph poinformował, że Ukraina budowała 1000-kilometrową linię fortyfikacji frontowych. Fortyfikacje te przypominały „linię Surowikina”, czyli trzypoziomowy system okopów, pułapek na czołgi, umocnień i zaminowania dużych obszarów. Jedna z głównych linii fortyfikacji biegła ok. 10 km od Awdijiwki oraz Łymanu i Kupiańska. Najpotężniejsza linia obrony powstała wokół Czernihowa, aby zapobiec nowemu atakowi na stolicę. Według dziennika „silniejsze umocnienia spowolnią wojska rosyjskie, zmniejszą liczbę żołnierzy ukraińskich potrzebnych do obrony i będą oznaczały mniej ofiar oraz zmniejszą także ambicje Kijowa dotyczące odzyskania okupowanego terytorium”. Prezydent Zełenski stwierdził, że: „Osobiście nie widzę sensu mobilizowania w tej chwili pół miliona osób. Nie mówię tego tylko po to, żeby ludzie mnie polubili. To coś więcej niż tylko życie; życie jest najwyższym priorytetem. Drugi punkt dotyczy odpowiednich działań i operacji. Trzecia kwestia jest taka, że wymagałoby to więcej pieniędzy. Finansowanie armii nie pochodzi przecież od naszych partnerów i chcę, żeby wszyscy to zrozumieli”. Dodał jednak, że konieczna jest mobilizacja, aby zastąpić żołnierzy, którzy obecnie przebywają na froncie.

### 22 stycznia

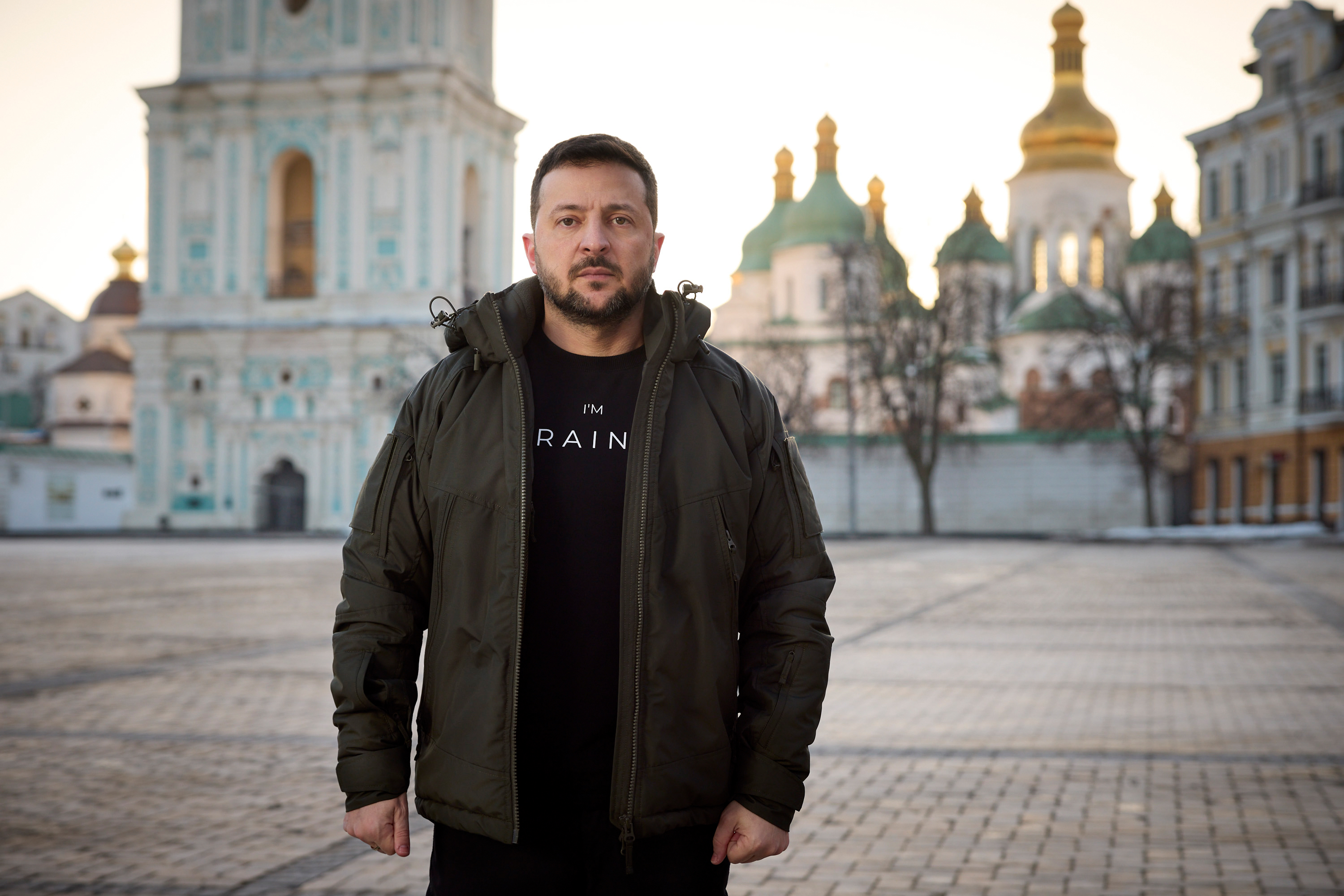
Przemówienie Prezydenta Ukrainy z okazji Dnia Jedności.

W opinii ISW siły rosyjskie poczyniły potwierdzone postępy na południe od Awdijiwki i na zachód od Doniecka w ramach ciągłych walk pozycyjnych na całej linii frontu.
Ukraiński Sztab oświadczył, że kontynuowano działania mające na celu rozbudowę przyczółku na lewym brzegu Dniepru, gdzie odparto jeden atak. FR atakowała w kierunkach Kupiańska, Łymanu, Bachmutu, Awdijiwki, Marjinki i Zaporoża, gdzie doszło do 68 starć. W kierunku kupiańskim, łymańskim i bachmuckim Ukraińcy odparli cztery ataki w pobliżu Sińkiwki, jeden atak w okolicy Terny i sześć w okolicy Mikijiwki, Biłohoriwki i Lasu Serebriańskiego oraz siedem ataków w rejonie Bohdaniwki, Kliszczijiwki i Andrijiwki. W kierunku awdijiwskim i marjińskim Rosjanie nadal próbowali otoczyć Awdijiwkę, jednak Ukraińcy utrzymywali obronę, odpierając 10 ataków w okolicy Stepowego i Awdijiwki oraz siedem w pobliżu Perwomajskiego i Newelskiego. Odparto także 21 ataków w pobliżu Georgijiwki i Nowomychajliwki. W kierunku zaporoskim wojska rosyjskie przeprowadziły jeden nieudany atak w rejonie Robotyne. W ciągu dnia Rosja przeprowadziła trzy ataki rakietowe, 65 nalotów i 56 ostrzałów na pozycje ukraińskie i obszary zaludnione (odnotowano ofiary wśród cywilów oraz zniszczoną infrastrukturę). Lotnictwo ukraińskie dokonało ośmiu nalotów na miejsca koncentracji, a artyleria ostrzelała punkt kontrolny, jednostkę artylerii i stację radarową.
Gubernator Wadym Fiłaszkin powiedział, że o 9:25 wojska rosyjskie zaatakowały Kramatorsk za pomocą pocisku Iskander, zabijając 49-letniego mężczyznę oraz raniąc jego 31-letnią córkę i jeszcze jedną osobę. Uszkodzonych zostało siedem wieżowców, trzy przedsiębiorstwa i trzy obiekty infrastruktury. Gubernator Ołeh Siniehubow poinformował, że Rosjanie ostrzelali Kupiańsk, zabijając jedną osobę i raniąc kolejną. W wyniku ostrzału zapalił się samochód oraz uszkodzony został budynek mieszkalny i sklep. Gubernator Ołeksandr Proukudin stwierdził, że rosyjski dron zrzucił materiały wybuchowe na Berysław, zabijając mężczyznę, który w chwili ataku jechał na motocyklu. Siły Powietrzne Ukrainy poinformowały, że w ciągu nocy zniszczono 8 z 10 dronów Shahed 136/131, wystrzelonych przez Rosję z Primorsko-Achtarska. Drony zestrzelono nad obwodami mikołajowskim, chersońskim, dniepropetrowskim i kirowohradzkim. Gubernator Serhij Łysak podał, że w nocy w obwodzie dniepropetrowskim na terenie przedsiębiorstwa wybuchł pożar w wyniku spadających szczątków zestrzelonych dronów Shahed.
Premier Polski Donald Tusk przybył do Kijowa oraz spotkał się prezydentem Zełenskim i premierem Szmyhalem, aby omówić nowy pakiet pomocy wojskowej dla Ukrainy, ukierunkowany na produkcję „amunicji i sprzętu wojskowego”. Przywódcy Polski i Ukrainy zobowiązali się także do rozwiązania sporów politycznych, które utrudniały sojusz w czasie wojny oraz zacieśnienia współpracy obronnej. Donald Tusk powiedział: „Właściwie jestem tu, w Kijowie, aby chronić bezpieczeństwo Polski. To nie jest tylko problem ukraiński, bezpieczeństwo całego wolnego świata, w szczególności Polski, jest zagrożone ze względu na położenie geograficzne. Jest więc o czym rozmawiać, ale ważne, żeby wszyscy wiedzieli, że jesteśmy przyjaciółmi, którzy potrafią pokonać dzielące nas różnice”. Następnie prezydent Wołodymyr Zełenski po spotkaniu z Tuskiem stwierdził, że „Jest nowy polski pakiet obronny. Jesteśmy wdzięczni za Twoją stałą pomoc. Pojawiła się nowa forma naszej współpracy na rzecz większej skali zakupów broni na potrzeby Ukrainy. To polski kredyt dla Ukrainy. Dzisiaj rozmawialiśmy z panem premierem o możliwościach wspólnej przyszłej produkcji broni”.
Na Ukrainie obchodzono Dzień Jedności. Prezydent Zełenski przedłożył Radzie Najwyższej projekt ustawy nr. 10425 pt. „W niektórych sprawach z zakresu migracji dotyczących podstaw i trybu nabywania oraz wygaśnięcia obywatelstwa ukraińskiego”, który przewidywał wprowadzenie podwójnego obywatelstwa dla Ukraińców (na Ukrainie zgodnie z art. 4 Konstytucji Ukrainy zabrania się posiadania podwójnego obywatelstwa). Wyjątkiem od proponowanej ustawy ma być podwójne obywatelstwo ukraińsko-rosyjskie. Prezydent podpisał także dekret nr. 17/2024 „O terytoriach Federacji Rosyjskiej historycznie zamieszkałych przez Ukraińców”, w którym zostaną podjęte działania mające na celu badanie, upowszechnianie i ochronę historii Ukraińców zamieszkujących terytoria rosyjskie historycznie zamieszkiwane przez Ukraińców. Dekret nałożył na rząd ukraiński obowiązek stworzenia planów „zachowania tożsamości narodowej Ukraińców” w Rosji, w szczególności na ziemiach przez nich historycznie zamieszkałych, czyli: Kubań, Starodub oraz Północna i Wschodnia Słobodszczyzna, będących w granicach współczesnego Kraju Krasnodarskiego oraz obwodów biełgorodzkiego, briańskiego, woroneskiego, kurskiego i rostowskiego w Rosji. Wobec tego rząd powinien chronić historię Ukraińców w tych regionach, rejestrować zeznania o przymusowej rusyfikacji, represjach politycznych i deportacjach oraz zwalczać kłamstwa FR na temat historii i aktualnej sytuacji Ukraińców w Rosji, a także rozwijać relacje między Ukraińcami i innymi narodami „zniewolonymi” przez Rosję.

### 23 stycznia

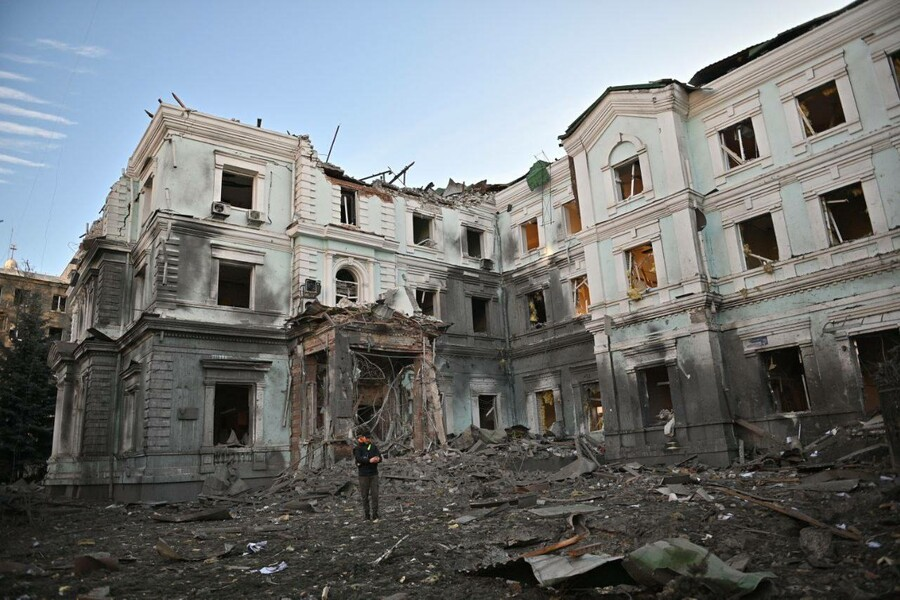
Budynek Narodowej Akademii Nauk Prawnych Ukrainy (dwór kupiecki z XIX wieku) w Charkowie po wieczornym rosyjskim ataku rakietowym.

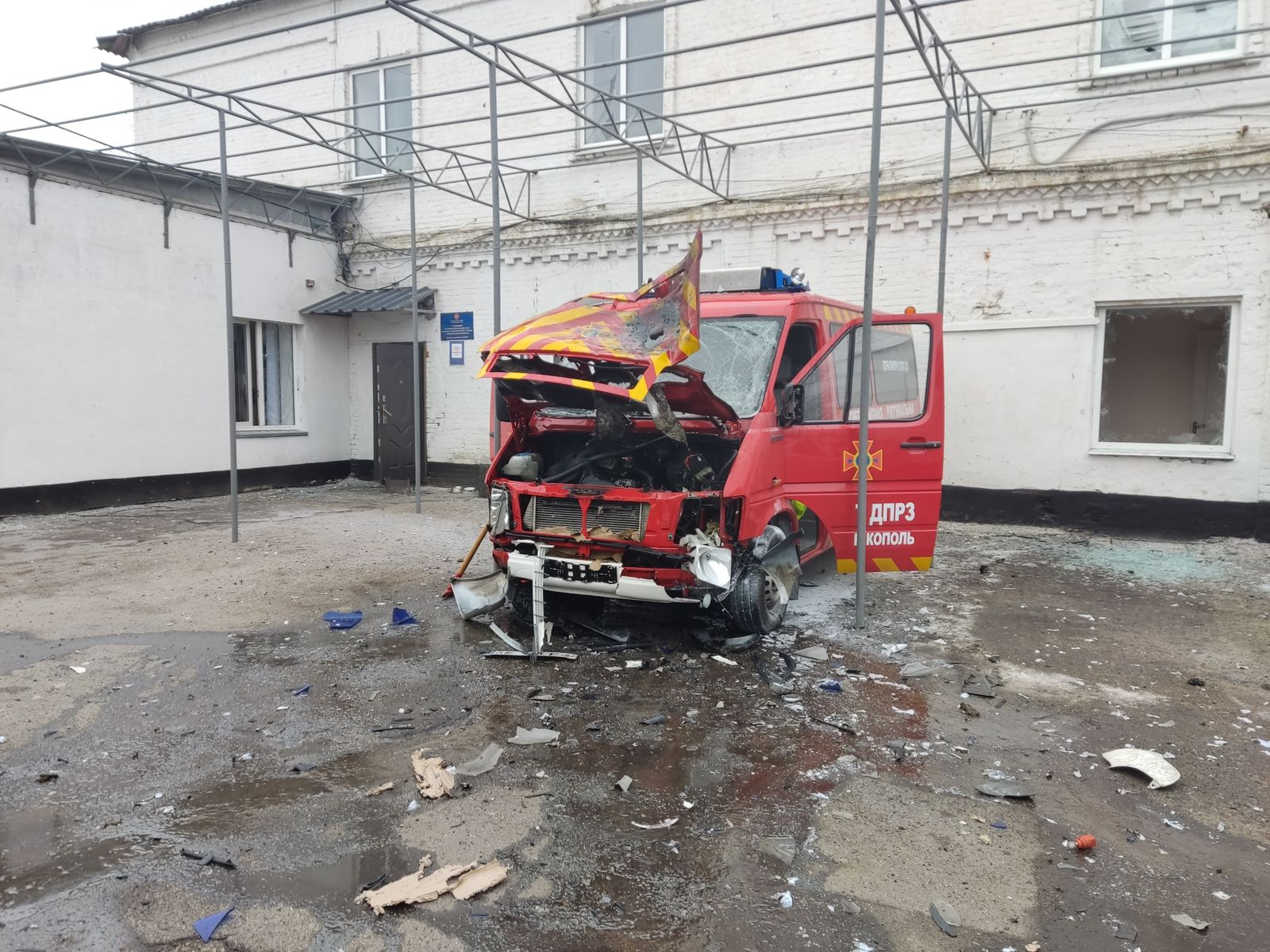
Remiza strażacka w Nikopolu po rosyjskim ataku drona.

SG Ukrainy podał, że kontynuowano działania mające na celu rozbudowę przyczółku na lewym brzegu Dniepru, gdzie odparto siedem ataków. Armia rosyjska atakowała w kierunkach Kupiańska, Łymanu, Bachmutu, Awdijiwki, Marjinki i Zaporoża, gdzie doszło do 56 starć. W kierunku kupiańskim, łymańskim i bachmuckim Ukraińcy odparli atak w pobliżu Sińkiwki, cztery ataki w okolicy Jampoliwki, Torśkiego i dwa w okolicy Biłohoriwki, Lasu Serebriańskiego oraz siedem ataków w rejonie Bohdaniwki, Iwaniwskiego i Kliszczijiwki. W kierunku awdijiwskim i marjińskim Rosjanie nadal próbowali otoczyć Awdijiwkę, jednak Ukraińcy utrzymywali obronę, odpierając pięć ataków w okolicy Stepowego i Awdijiwki oraz 11 w pobliżu Perwomajskiego i Newelskiego. Odparto także 16 ataków w pobliżu Georgijiwki i Nowomychajliwki. W kierunku zaporoskim wojska rosyjskie przeprowadziły cztery nieudane ataki na zachód od Werbowego i Robotyne. W ciągu 24h FR przeprowadziła 48 ataków rakietowych, 112 nalotów i 73 ostrzały na pozycje ukraińskie i obszary zaludnione (odnotowano ofiary wśród cywilów oraz zniszczoną infrastrukturę). Lotnictwo ukraińskie dokonało 10 nalotów na miejsca koncentracji, dwóch na kompleksy rakiet przeciwlotniczych i jednego na punkt kontrolny, z kolei artyleria zniszczyła obszar koncentracji, dwa systemy przeciwlotnicze, dziewięć jednostek artylerii i stację walki radioelektronicznej.
Według prezydenta Zełenskiego Rosja przeprowadziła wczesnym rankiem atak rakietowy na Ukrainę, w wyniku których zginęło co najmniej 18 osób, a 130 zostało rannych. Ukraińskie Siły Powietrzne oświadczyły, że FR wystrzeliła 41 rakiet, w tym: cztery rakiety balistyczne S-300/S-400, 15 rakiet rakiet manewrujących Ch-101/Ch-555/Ch-55 (wystrzelonych bombowców strategicznych Tu-95MS z obwodu saratowskiego), osiem rakiet Ch-22, 12 rakiet balistycznych Iskander-M i dwa pociski Ch-59. Ukraińska obrona przeciwlotnicza zestrzeliła 15 rakiet Ch-101/Ch-555/Ch-55, pięć pocisków Iskander i jednego Ch-59. W wyniku ataku w Kijowie, Charkowie, Bałakliji, Pawłohradzie i Szostce odnotowano znaczne zniszczenia. W Kijowie w wyniku ostrzału uszkodzone zostały budynki mieszkalne i przedszkole. Według mera Witalija Kłyczki, w wyniku ostrzału czterech dzielnic miasta rannych zostało 20 osób, w tym troje dzieci. W obwodzie kijowskim uszkodzone zostały trzy wieżowce, domy prywatne, budynki gospodarcze, 12 samochodów i kawiarnia. W Charkowie zginęło 10 osób, w tym ośmioletnia dziewczynka, i dwa psy, a co najmniej 57 kolejnych osób zostało rannych. Ministerstwo Energetyki Ukrainy poinformowało, że 11 tys. osób w Charkowie było pozbawionych prądu z powodu uszkodzeń systemu zasilania. Według Ołeha Siniehubowa zniszczono ok. 30 budynków mieszkalnych, domy prywatne, placówkę oświatową i inną infrastrukturę cywilną. Według Kancelarii Prezydenta Ukrainy w wyniku ataku w Pawłohradzie zginęła 43-letnia kobieta. Uszkodzonych zostało osiem wieżowców i dwie szkoły. Ministerstwo Obrony Rosji stwierdziło, że ataki przeprowadzono na ukraińskie cele wojskowe i wszystkie zostały trafione.
Według gubernatora Ołeksandra Prokudina wieczorem siły rosyjskie zrzuciły sześć bomb lotniczych na miejscowości rejonu berysławskiego w obwodzie chersońskim, zabijając kobietę. Według władz regionalnych, w rosyjskich atakach na obwód, które miały miejsce wcześniej tego samego dnia, zginęły trzy osoby, a dwie kolejne zostały ranne. Ok. 22:00 Rosjanie wielokrotnie ostrzeliwali rejony kijowski i chołodnohirski w Charkowie. Według Ołeha Siniehubowa, z terytorium obwodu biełgorodzkiego wystrzelono rakiety S-300. W wyniku uderzenia uszkodzone zostały domy prywatne, instytucja naukowa, firma pocztowa i samochody, z kolei instytucje i budynki w rejonie puszkinskim i chołodnohirskim zostały zniszczone.
Według ISW rosyjscy blogerzy wojenni twierdzili, że przewaga technologiczna pozwala siłom ukraińskim wykrywać próby koncentracji wojsk rosyjskich, które są od razu ostrzeliwane, co uniemożliwia przełamanie frontu. W ocenie blogerów siły rosyjskie miały problem z poradzeniem sobie z atakami dronów i ostrzałami ukraińskimi w stopniu, który pozwoliłby na przełamanie walki pozycyjnej. Rosjanie nie mogli stworzyć większego zgrupowania, które przedarłoby się przez ukraińskie linie obrony, bo skupiska wojsk większe od batalionu były atakowane przez Ukraińców. Tymczasem siły rosyjskie poczyniły w ostatnim czasie potwierdzone postępy w pobliżu Kreminnej, Awdijiwki i Doniecka w ramach ciągłych walk pozycyjnych na całej linii frontu.
Według OSW sytuacja na froncie nie uległa większym zmianom. Rosjanie utrzymywali inicjatywę, jednak ataki na kilku odcinkach przyniosły im minimalne postępy. Wyjątkiem była Awdijiwka, gdzie zdobyli punkt oporu na południowo-wschodnich peryferiach miasta. Piechota rosyjska próbowała wykorzystać ten sukces i przeniknąć do właściwej zabudowy miejskiej. Do tej pory wojska rosyjskie przesunęły się w tym rejonie na głębokość od kilkuset metrów do maksymalnie 2–3 km, licząc od linii rozgraniczenia z 2014 roku. Nie odnotowali jednak postępów w atakach na skrzydła pozycji ukraińskich w okolicach kombinatu koksochemicznego oraz wsi Stepowe i Siewerne.
NATO ogłosiło zawarcie dużej umowy o wartości 1,1 miliarda euro na zakup 220 tys. pocisków artyleryjskich 155 mm w celu uzupełnienia wyczerpanych zapasów i wsparcia Ukrainy. Według doniesień amunicję dostarczą francuski producent broni Nexter i niemiecki Junghans. Ministerstwo Obrony Ukrainy poinformowało, że odbył się 18. szczyt w formacie Ramstein, a uczestniczyło w nim ponad 50 krajów. Poruszono kwestię zwiększenia dostaw broni dalekiego zasięgu na Ukrainę oraz temat adaptacji zachodnich modeli rakiet przeciwlotniczych do radzieckich platform startowych. Ponadto sojusznicy przekażą Ukrainie informacje potrzebne do skutecznego atakowania rosyjskich celów na froncie i na tyłach oraz niszczenia rosyjskich węzłów logistycznych. Ministerstwo Obrony Niemiec poinformowało, że Ukrainie zostanie przekazanych sześć wycofanych wielozadaniowych śmigłowców Sea King Mk41, pakiet akcesoriów i części zamiennych oraz szkolenia. Minister obrony Boris Pistorius powiedział, że jest to pierwsza niemiecka dostawa tego typu. Minister obrony Bill Blair zapowiedział, że Kanada przekaże Ukrainie nowy pakiet pomocy wojskowej o wartości 20 mln dolarów, obejmujący 10 motorówek pontonowa ze sztywnym dnem produkowanych przez firmę Zodiac oraz szkolenie w języku angielskim dla pilotów F-16.
Hakerzy z ukraińskiej grupy „BO Team” przeprowadzili cyberatak na rosyjskie Dalekowschodnie Centrum Badań Hydrometeorologii Kosmicznej „Planeta” z siedzibą w Chabarowsku, niszcząc 280 serwerów i dwa petabajty danych wykorzystywanych przez wiele rosyjskich agencji rządowych, a także macierz cyfrową wycenianą na 10 milionów dolarów, czyli oprogramowanie superkomputerów znajdujących się w placówce. Według doniesień cyberatak wyłączył także w obiekcie systemy klimatyzacji, nawilżania i zasilania awaryjnego, a także spowodował wyłączenie strategicznej stacji na wyspie Bolszewk na Dalekiej Północy.
Magazyn Forbes podał, że w 2023 roku Rosja przeznaczyła 7,6 mld dolarów dla władz okupowanych terytoriów Ukrainy, w tym Krymu oraz obwodów ługańskiego, donieckiego, chersońskiego i zaporoskiego, natomiast w 2024 roku dotacje te planowała obniżyć do poziomu 4,85 mld dolarów.

### 24 stycznia

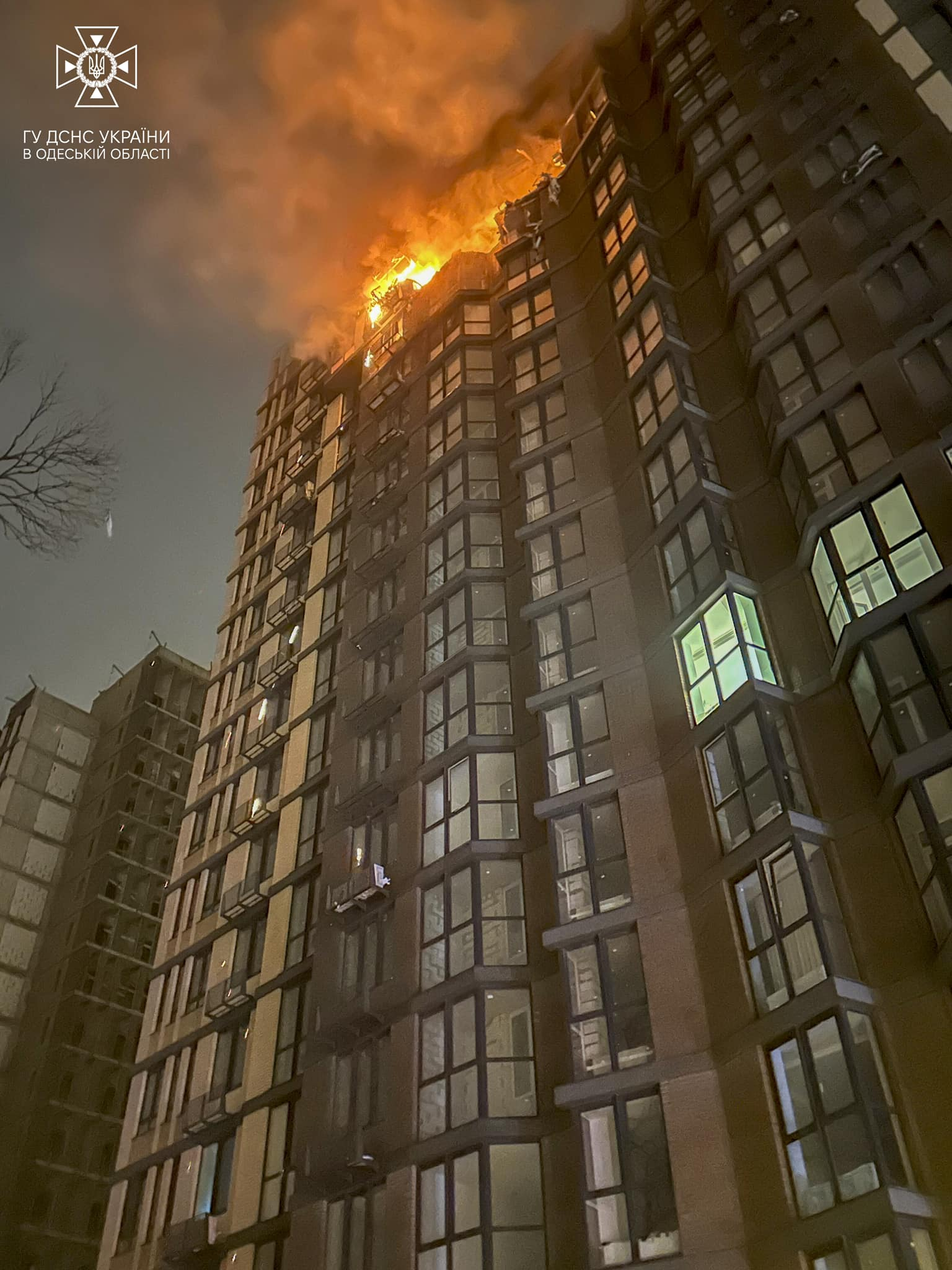
Budynek mieszkalny w Odessie, trafiony przez zestrzelony dron podczas wieczornego rosyjskiego ataku na miasto.

Sztab Ukrainy podał, że kontynuowano działania mające na celu rozbudowę przyczółku na lewym brzegu Dniepru, gdzie odparto siedem ataków. Rosja atakowała w kierunkach Kupiańska, Łymanu, Bachmutu, Awdijiwki, Marjinki, Szachtarska i Zaporoża, gdzie doszło do 58 starć. W kierunku kupiańskim, łymańskim i bachmuckim Ukraińcy odparli sześć ataków w pobliżu Sińkiwki, cztery ataki w okolicy Terny, Dibrowej i dwa w okolicy Makijiwki, Lasu Serebriańskiego, oraz siedem ataków w rejonie Wasiukiwki, Bohdaniwki, Iwaniwskiego i Kliszczijiwki. W kierunku awdijiwskim i marjińskim Rosjanie nadal próbowali otoczyć Awdijiwkę, jednak Ukraińcy utrzymywali obronę, odpierając cztery ataków w okolicy Awdijiwki oraz osiem w pobliżu Perwomajskiego i Newelskiego. Odparto także dziewięć ataków w pobliżu Georgijiwki i Nowomychajliwki. W kierunku szachtarskim i zaporoskim wojska rosyjskie przeprowadziły trzy nieudane ataki na południe od Zołotej Niwy, na wschód od Staromajorśkiego i w rejonie Robotyne. W ciągu dnia FR przeprowadziła sześć ataków rakietowych, 97 nalotów i 121 ostrzałów na pozycje ukraińskie i obszary zaludnione (odnotowano ofiary wśród cywilów oraz zniszczoną infrastrukturę). Lotnictwo ukraińskie dokonało sześciu nalotów na miejsca koncentracji, z kolei artyleria uderzyła w kolejny obszar koncentracji.
Mer Awdijiwki Witalij Barabasz powiedział, że siłom rosyjskim udało się po raz pierwszy wkroczyć do południowej części zniszczonego miasta, ale zostały wyparte przez wojska ukraińskie; „Rosyjskie grupy dywersyjne i rozpoznawcze wkroczyły do południowej części miasta Awdijwki, ale zostały wyparte”, dodając, że „sytuacja jest pod kontrolą sił zbrojnych. Sytuacja jest trudna, ale kontrolowana”. Gubernator Wadym Fiłaszkin poinformował, że ok. 16:00 czasu lokalnego w wyniku rosyjskiego ataku rakietowego na dzielnicę mieszkaniową Hirnyku, 30 km na zachód od Awdijiwki, zginęły co najmniej dwie osoby, a osiem zostało rannych. Wiceminister edukacji Ukrainy Andrij Staszkow podczas konferencji prasowej stwierdził, że w wyniku nalotów rosyjskich zniszczono ponad 200 szkół, a uszkodzonych zostało ponad 1600 szkół, czyli co siódma szkoła na Ukrainie. Według władz regionalnych w ciągu ostatnich 24h Rosja obwodów Ukrainy, w wyniku czego zginęło co najmniej 14 cywilów, a 97 zostało rannych. Gubernator Ołeksandr Prokudin powiedział, że wojska rosyjskie przypuściły atak na Chersoń, uderzając w szpital i raniąc co najmniej trzech pracowników medycznych. Gubernator Ołeh Siniehubow stwierdził, że wojska rosyjskie zaatakowały miasto Rohań w obwodzie charkowskim, raniąc cztery osoby.
Rosja stwierdziła, że zestrzeliła siedem dronów nad obwodami orłowskim, briańskim i biełgorodzkim. O 23:20 w rosyjskim mieście Tuapse w Kraju Krasnodarskim dron uderzył w rafinerię ropy naftowej Tuapsin. Powierzchnia pożaru wynosiła ok. 200 m². Ogień objął jedną z kolumn przedsiębiorstwa przetwórstwa paliw. Miejscowi mieszkańcy donosili, że przed pożarem i po nim w powietrzu znajdowało się wiele dronów. Nie odnotowano ofiar.
Według rosyjskich urzędników rosyjski samolot transportowy Ił-76 przewożący 74 osoby rozbił się ok. 11:00 w Jabłonowie w obwodzie biełgorodzkim, w wyniku czego wszyscy zginęli. Według rosyjskiego Ministerstwa Obrony samolot leciał z lotniska Czkałowski pod Moskwą do Biełgorodu, a na jego pokładzie znajdowało się 65 ukraińskich jeńców wojennych, sześciu członków załogi i trzy inne osoby towarzyszące jeńcom, które miały zostać przewiezione samolotem na planowaną wymianę więźniów. Następnie Ministerstwo oskarżyło Ukraińców o zestrzelenie samolotu. Z kolei ukraińskie wojsko twierdziło, że na pokładzie samolotu znajdowała się amunicja dla rosyjskiego systemu przeciwlotniczego S-300. Rzecznik ukraińskiego wywiadu Andrij Jusow potwierdził, że wymiana więźniów miała nastąpić tego dnia, ale do niej nie doszło. Wywiad oświadczył, że sprawdza, czy na pokładzie samolotu znajdowali się ukraińscy jeńcy wojenni. Później wywiad wydał kolejne oświadczenie, w którym oskarżył siły rosyjskie o niezalecenie im utrzymywania wolnej przestrzeni powietrznej. BBC uznało to oświadczenie za „milczące przyznanie się”, że Ukraina zestrzeliła samolot.
Prezydent Zełenski wezwał do wszczęcia międzynarodowego śledztwa w sprawie katastrofy. Minister spraw zagranicznych Siergiej Ławrow zwrócił się do Rady Bezpieczeństwa ONZ o zwołanie nadzwyczajnego spotkania w celu omówienia katastrofy, stwierdzając, że była ona „atakiem terrorystycznym” i że ukraiński system przeciwlotniczy w obwodzie charkowskim przeprowadził „śmiertelny atak” na samolot transportowy, oraz pociągnięcia Ukrainy do odpowiedzialności. Koordynator ds. komunikacji strategicznej Rady Bezpieczeństwa Narodowego USA John Kirby powiedział, że obecnie nie można było potwierdzić, czy w samolocie transportowym byli jeńcy wojenni. W ocenie ISW Rosjanie wykorzystywali zestrzelenie transportowego samolotu wojskowego Ił-76 do podżegania sporów wśród Ukraińców i podważania w państwach Zachodu sensu dalszego udzielania Ukrainie wsparcia wojskowego. Wypowiedzi polityków miały na celu podżeganie wewnętrznych sporów na Ukrainie i podważanie zaufania do władz tego kraju, co wpisywało się w szereg działań rosyjskiej propagandy mających na celu osłabienie wizerunku Ukrainy w oczach jej obywateli. Ponadto prawdopodobnie miało to na celu próbę zniechęcenia państw zachodnich do dostarczania Ukrainie systemów przeciwlotniczych niezbędnych do dalszej obrony. Tymczasem wojska rosyjskie i ukraińskie kontynuowały walki pozycyjne na całym froncie.
Niemieckie dzienniki Handelsblatt i Der Tagesspiegel podały, że Wielka Brytania zaproponowała Niemcom zakup rakiet manewrujących Taurus w celu wysłania na Ukrainę większej liczby rakiet Storm Shadow.

### 25 stycznia
Ukraiński SG oświadczył, że kontynuowano działania mające na celu rozbudowę przyczółku na lewym brzegu Dniepru, gdzie odparto sześć ataków. FR atakowała w kierunkach Kupiańska, Łymanu, Bachmutu, Awdijiwki, Marjinki, Szachtarska i Zaporoża, gdzie doszło do 82 starć. W kierunku kupiańskim, łymańskim i bachmuckim Ukraińcy odparli sześć ataków w pobliżu Sińkiwki, Tabajiwki i Stelmachiwki, pięć ataków w okolicy Terny, Torśkego i dwa w okolicy Makijiwki, oraz siedem ataków w rejonie Bohdaniwki, Iwaniwskiego, Kliszczijiwki i Andrijiwki. W kierunku awdijiwskim i marjińskim Rosjanie nadal próbowali otoczyć Awdijiwkę, jednak Ukraińcy utrzymywali obronę, odpierając sześć ataków w okolicy Nowobachmutiwki, Stepowego i Awdijiwki oraz 10 w pobliżu Perwomajskiego i Newelskiego. Odparto także 25 ataków w pobliżu Georgijiwki, Pobiedy i Nowomychajliwki. W kierunku szachtarskim i zaporoskim wojska rosyjskie przeprowadziły dziewięć nieudanych ataków na południowy wschód od Wodiane, Zołotej Niwy, na zachód od Staromajorskiego i na południowy wschód od Robotyne. W ciągu doby Rosja przeprowadziła dwa ataki rakietowe, 19 nalotów i 68 ostrzałów na pozycje ukraińskie i obszary zaludnione (odnotowano ofiary wśród cywilów oraz zniszczoną infrastrukturę). Artyleria ukraińska uderzyła w trzy obszary koncentracji.
Ukraińscy blogerzy wojenni, cytując rosyjskie źródła wojskowe, twierdzili, że armia ukraińska z powodzeniem wykorzystała system M142 HIMARS do przeprowadzenia ataku na rosyjski poligon w pobliżu Iłowajśka w okupowanym obwodzie donieckim, zabijając co najmniej 24 rosyjskich żołnierzy.
Według Sił Powietrznych Ukrainy w ciągu nocy Rosja wystrzeliła 14 dronów Shahed 136/131 (z Primorsko-Achtarska i Krymu) w kierunku południowej Ukrainy oraz zaatakowała obwód charkowski pięcioma rakietami S-300, wystrzelonymi z obwodu biełgorodzkiego. Obrona przeciwlotnicza zniszczyła 11 dronów w obwodach odeskim i mikołajowskim. Gubernator Ołeh Kiper powiedział, że cztery osoby zostały ranne oraz „trafiono w obiekt przemysłowy, zniszczono budynki mieszkalne i infrastrukturę cywilną”. Władze ukraińskie podały, że w ciągu ostatniej doby siły rosyjskie zaatakowały 10 obwodów Ukrainy, powodując co najmniej trzy ofiary śmiertelne i 31 rannych cywilów. Gubernator Jewhen Sytnyczenko poinformował, że koło północy Rosjanie zaatakowali obwód dniepropetrowski za pomocą dronów Shahed. Dwa drony trafiły w teren obiektu biznesowego w rejonie Krzywego Rogu, co doprowadziło do pożaru.
Wojskowe Centrum Mediów poinformowano, że wojska rosyjskie zaczęły coraz częściej używać broni chemicznej na froncie. Przedstawiciel SG Ukrainy Andrij Rudyk stwierdził, że: „W grudniu po raz pierwszy odnotowano użycie granatu RG-VO, zawierającego chloroacetofenon, substancję o działaniu duszącym, zakazaną przez Protokół genewski w sprawie użycia na wojnie gazów duszących, trujących lub innych podobnych”. Tylko w grudniu 2023 roku Rosjanie użyli go co najmniej 81 razy. Rudyk dodał, że dochodzenie wykazało, że użyte przez Rosjan granaty RG-VO zostały wyprodukowane w 2023 roku, najprawdopodobniej w Rosji. W opinii ISW Rosja, korzystając z broni chemicznej, badała reakcję społeczności międzynarodowej. Tymczasem siły rosyjskie poczyniły w ostatnim czasie potwierdzone postępy w pobliżu Awdijiwki w ramach ciągłych walk pozycyjnych na całej linii frontu.
Rosyjska agencja informacyjna podała, że przywódca okupowanego przez Rosję Krymu Siergiej Aksionow podpisał dekret stwierdzający, że granica między Krymem a obwodem chersońskim weszła w stan specjalny. Aby ograniczyć zagrożenia, ludzie muszą przekraczać granicę przez pięć określonych punktów kontrolnych.
Nepal zażądał od Rosji zwrotu osób zwerbowanych do wojny na Ukrainie i wypłaty odszkodowań za 14 zabitych. Ponad 200 Nepalczyków zostało zwerbowanych do armii rosyjskie. Minister spraw zagranicznych Nepalu Prakash Saud powiedział, że: „Poprosiliśmy Rosję o natychmiastowe zaprzestanie werbowania obywateli Nepalu do swojej armii, natychmiastowy zwrot tych, którzy już w niej służą, repatriację ciał zabitych, zapewnienie pomocy medycznej i zwrot tych, którzy zostali ranni w walkach”. Według informacji, pięciu kolejnych Nepalczyków zostało schwytanych przez siły ukraińskiej.
Portal analityczny The Bell podał, że sytuacja gospodarcza w Rosji zmusi władze do ogłoszenia nowej fali mobilizacji. Według dziennikarzy wzrost płac na rynku pracy spowodował spadek zainteresowania kontraktami wojskowymi. Część ekspertów była zdania, że budżet rosyjski nie wytrzyma wzrostu wynagrodzeń dla żołnierzy, więc innym rozwiązaniem byłaby mobilizacja. Od początku inwazji na Ukrainę wielu Rosjan decydowało się na udział w konflikcie ze względów finansowych. Zarobki żołnierza przewyższały średnią płacę w sektorze cywilnym. Portal The Bell i agencja Bloomberg podały, że ta różnica znacznie zmalała, co osłabiło finansowe narzędzia Kremla, stosowane dla przyciągnięcia rekrutów.

### 26 stycznia
Brytyjskie MON podało, że Rosja kontynuowała ofensywę na wielu odcinkach, a priorytetem było zajęcie Awdijiwki, którą atakowano z trzech kierunków, próbując je okrążyć. W ostatnim czasie wojska rosyjskie zajęły wioski Wesełe w pobliżu Bachmutu i Krochmalne w obwodzie charkowskim, ale były one strategicznie nieistotne. Ich przejęcie było kolejną z niewielkich zdobyczy terytorialnych Rosji, podczas gdy Ukraina koncentrowała się na aktywnej obronie. Podczas walki siły rosyjskie poniosły ciężkie straty w ludziach i pojazdach opancerzonych, często spowodowane przez ukraińskie drony. Według doniesień Rosjanie próbowali ominąć ukraińskie fortyfikacje, wkraczając na obrzeża miasta tunelami serwisowymi. Zdaniem Ministerstwa „ukraińskie kontrataki powstrzymywały siły rosyjskie przed dalszymi postępami w mieście. Ponieważ główny szlak zaopatrzeniowy pozostaje nienaruszony, a siły ukraińskie przeprowadzają lokalne kontrataki, Awdijiwka prawdopodobnie pozostanie pod ukraińską kontrolą w nadchodzących tygodniach”. Według ISW siły rosyjskie posunęły się w pobliżu Awdijiwki w ramach ciągłych walk pozycyjnych na całym froncie.
SG Ukrainy podał, że kontynuowano działania mające na celu rozbudowę przyczółku na lewym brzegu Dniepru, gdzie odparto cztery ataki. Rosja atakowała w kierunkach Kupiańska, Łymanu, Bachmutu, Awdijiwki, Marjinki, Szachtarska i Zaporoża, gdzie doszło do 98 starć. W kierunku kupiańskim, łymańskim i bachmuckim Ukraińcy odparli 13 ataków w pobliżu Tabajiwki i Stelmachiwki, pięć ataków w okolicy Terny i Torśkego, oraz 11 ataków w rejonie Bohdaniwki, Iwaniwskiego, Kliszczijiwki i Andrijiwki. W kierunku awdijiwskim i marjińskim Rosjanie nadal próbowali otoczyć Awdijiwkę, jednak Ukraińcy utrzymywali obronę, odpierając 20 ataków w okolicy Nowobachmutiwki, Stepowego i Awdijiwki oraz dziewięć w pobliżu Opytnego, Wodiane, Perwomajskiego i Newelskiego. Odparto także 14 ataków w pobliżu Georgijiwki, Pobiedy i Nowomychajliwki. W kierunku szachtarskim i zaporoskim wojska rosyjskie przeprowadziły siedem nieudanych ataków w rejonie Zołotej Niwy, na północ od Priutnego, na zachód od Werbowego i Robotye. W ciągu doby Rosja przeprowadziła osiem ataków rakietowych, cztery naloty i 78 ostrzałów na pozycje ukraińskie i obszary zaludnione (odnotowano ofiary wśród cywilów oraz zniszczoną infrastrukturę).
Władze regionalne poinformowały, że w ciągu ostatniej doby w rosyjskich atakach zginęła jedna osoba, a co najmniej siedem osób, w tym dwoje dzieci, zostało rannych. Rzeczniczka Natalia Humeniuk podała, że „w nocy wróg użył broni balistycznej. S-300 ostrzelał obszary mieszkalne Chersonia”, niszcząc lub uszkadzając przedszkole, centrum handlowe i kilka budynków mieszkalnych. W wyniku ataku jedna osoba została ranna. Wcześniej gubernator Ołeksandr Prokudin poinformował, że w ciągu doby siły rosyjskie zaatakowały obwód chersoński 73 razy, wystrzeliwując 350 pocisków za pomocą moździerzy, artylerii, systemów przeciwlotniczych i czołgów. Rosyjskie wojsko ostrzelało także Nowotiahynkę w obwodzie chersońskim, w wyniku czego ranna została jedna osoba. Prokuratura okręgowa obwodu donieckiego podała, że po południu wojska rosyjskie ostrzelały Krasnohoriwkę, zabijając co najmniej jednego cywila i raniąc kolejnego. Generał Ołeksandr Tarnawski powiedział, że armia rosyjska dwukrotnie uderzyła w zaludnione obszary obwodu donieckiego rakietami przeciwlotniczymi S-300, w tym Myrnohrad i Nowohrodiwkę. W ciągu doby Rosjanie przeprowadzili 714 ataków artyleryjskich.
Generał Jean-Michel Guilloton poinformował, że Francja dostarczyła Ukrainie dwie dodatkowe wyrzutnie rakiet LRU (francuską wersję amerykańskich systemów rakietowych M270 MLRS), które zostały przekazane w ramach koalicji „Artyleria dla Ukrainy”, inicjatywy utworzonej pod patronatem Grupy Kontaktowej ds. Obrony Ukrainy. Szef litewskiego Ministerstwa Spraw Zagranicznych Gabrielius Landsbergis, stwierdził, że Litwa ogłosiła gotowość Ukrainy do „częściowego” przeniesienia produkcji dronów na terytorium swojego kraju. Krok ten uznawany jest za „wzajemnie korzystną współpracę i przygotowanie zachodnich sąsiadów na ewentualne zagrożenia militarne”.
Naczelny Dowódca SZ Ukrainy generał Wałerij Załużny omówił z Szefem Sztabu Generalnego Wojska Polskiego generałem Wiesławem Kukułą sytuację na froncie, zagrożenia bezpieczeństwa i możliwe interakcje w kontekście współpracy ukraińsko–polskiej, w szczególności szkolenie żołnierzy ukraińskich w Polsce i wymianę doświadczeń bojowych.
Ukraina ogłosiła, że zamierza zbudować cztery nowe reaktory atomowe, aby zmniejszyć deficyt energii elektrycznej powstały w wyniku rosyjskiej inwazji. Minister energetyki Herman Hałuszczenko stwierdził, że prace rozpoczną się latem lub jesienią 2024 roku w działającej Chmielnickiej Elektrowni Atomowej. Pierwsze dwa bloki energetyczne obsługujące dwa reaktory zostaną zbudowane na bazie rosyjskich podzespołów importowanych z Bułgarii, a kolejne dwa reaktory powstaną z wykorzystaniem technologii zakupionych od amerykańskiego koncernu Westinghouse.

### 27 stycznia
ISW poinformował, że według rosyjskich blogerów wojennych rosyjska 47 Dywizja Pancerna zajęła Tabajiwkę, małą wioskę położoną ok. 20 km na południowy wschód od Kupiańska, jednak rzecznik armii ukraińskiej Wołodymyr Fito zaprzeczył twierdzeniom Rosji, stwierdzając, że: „Wróg twierdzi, że zdobył już Tabajiwkę. To nieprawda. W pobliżu tej osady toczą się walki”.
Ukraiński Sztab podał, że kontynuowano działania mające na celu rozbudowę przyczółku na lewym brzegu Dniepru, gdzie odparto dwa ataki. Siły rosyjskie atakowały w kierunkach Kupiańska, Łymanu, Bachmutu, Awdijiwki, Marjinki, Szachtarska i Zaporoża, gdzie doszło do 79 starć. W kierunku kupiańskim, łymańskim i bachmuckim Ukraińcy odparli siedem ataków w pobliżu Sinkiwki, Tabajiwki i Stelmachiwki, 11 ataków w okolicy Terny, Jampoliwki i Torśkego, oraz siedem ataków w rejonie Iwaniwskiego i Kliszczijiwki. W kierunku awdijiwskim i marjińskim Rosjanie nadal próbowali otoczyć Awdijiwkę, jednak Ukraińcy utrzymywali obronę, odpierając 11 ataków w okolicy Stepowego i Awdijiwki oraz 17 w pobliżu Tonenkego, Perwomajskiego i Newelskiego. Odparto także 14 ataków w pobliżu Georgijiwki i Nowomychajliwki. W kierunku szachtarskim i zaporoskim wojska rosyjskie przeprowadziły siedem nieudanych ataków na południe od Zołotej Niwy, na zachód od Staromajorśkiego i na zachód od Werbowego. W ciągu 24h FR przeprowadziła trzy ataki rakietowe, osiem nalotów i 82 ostrzały na pozycje ukraińskie i obszary zaludnione (odnotowano ofiary wśród cywilów oraz zniszczoną infrastrukturę). Lotnictwo ukraińskie przeprowadziło cztery naloty na miejsca koncentracji, a artyleria zniszczyła jednostkę artylerii i dwa składy amunicji.
Regionalna administracja wojskowa podała, że rosyjska grupa dywersyjna, która przeniknęła do wioski Andrijiwka w rejonie Chotinia w obwodzie sumskim, ostrzelała pojazd cywilny jadący drogą, w wyniku czego zginęła dwójka rodzeństwa. Gubernator Ołeksandr Prokudin powiedział, że nad ranem rosyjskie drony zrzuciły materiały wybuchowe na Berysław, zabijając jedną osobę i raniąc kolejną. Gubernator obwodu zaporoskiego Jurij Małaszko powiedział, że obrona przeciwlotnicza zestrzeliła rosyjską rakietę. Uszkodzeniu uległ jednak jeden z obiektów infrastruktury. Alarm w Zaporożu rozległ się ok. 18:50 i trwał prawie 4h. Gubernator Filip Pronin podał, że wieczorem ok. 20:00 przeprowadzono atak rakietowy na obiekt przemysłowy w rejonie kremenczugskim w obwodzie połtawskim, uszkadzając go. Na miejscu wybuchł pożar. Do eksplozji doszło także w Charkowie i Połtawie. W godzinach nocnych Rosja zaatakowała Ukrainę za pomocą czterech dronów Shahed 136/131, wystrzelonych z Primorsko-Achtarska. Wszystkie drony zostały zniszczone w obwodzie kirowohradzkim.
W ocenie ISW Rosja chce destabilizować sytuację wewnętrzną w Stanach Zjednoczonych. Rosyjskie media państwowe i rosyjscy blogerzy wojenni wypełniali rosyjską przestrzeń informacyjną materiałami na temat konfliktu między władzami Teksasu i władzami federalnymi. Jeden z blogerów próbował podważać legalność nadchodzących wyborów w USA. Zdaniem Instytutu takie narracje miały celowo manipulować wewnętrznymi politycznymi wydarzeniami w USA, aby wywołać niestabilność i zaburzać amerykańskie debaty o dalszym amerykańskim wsparciu wojskowym dla Ukrainy. Tymczasem siły rosyjskie zrobiły potwierdzone postępy w pobliżu Kupiańska, Kreminnej i Awdijiwki w ramach ciągłych walk pozycyjnych na całej linii frontu.
Wywiad wojskowy Ukrainy stwierdził, że w wyniku cyberataku zniszczono „całą infrastrukturę informatyczną” firmy IPL Consulting, obsługującej rosyjski przemysł ciężki i kompleks wojskowo-przemysłowy. Według doniesień po przedostaniu się do wewnętrznej sieci przedsiębiorstwa ukraińscy cyberspecjaliści usunęli ponad 60 terabajtów danych oraz zniszczyli dziesiątki serwerów i baz danych.
Służba Bezpieczeństwa Ukrainy ogłosiła, że odkryła sprawę korupcyjną związaną z zakupem prawie 100 tys. pocisków moździerzowych na łączną kwotę prawie 40 milionów dolarów, do której doszło w 2022 roku. W jej ramach urzędnicy ukraińskiego Ministerstwa Obrony i dostawcy broni przekazali ok. 400 dolarów bankom zagranicznym i ostatecznie nie dostarczono żadnej broni. Wszczęto śledztwo wobec pięciu wyższych urzędników Ministerstwa Obrony i menedżerów dostawcy broni „Lwowski Arsenał”, a jeden podejrzany został zatrzymany podczas próby opuszczenia kraju. Według źródeł Ukraińskiej prawdy w organach ścigania, zatrzymano m.in. Ołeksandra Liewa, który był szefem Departamentu Polityki Wojskowo-Technicznej Ministerstwa Obrony Narodowej, obecnego szefa tego wydziału Toomasa Nachkurę i szefa „Lwowskiego Arsenału” Jurija Zbitniewa.

### 28 stycznia
Według ISW urzędnicy rosyjscy w dalszym ciągu ustalali warunki informacyjne mające na celu destabilizację Mołdawii, prawdopodobnie w ramach działań mających na celu uniemożliwienie integracji Mołdawii z Unią Europejską i Zachodem. Tymczasem siły rosyjskie zrobiły postępy w okolicy Kreminnej i Awdijiwki w ramach ciągłych walk pozycyjnych na całym froncie.
SG Ukrainy podał, że kontynuowano działania mające na celu rozbudowę przyczółku na lewym brzegu Dniepru, gdzie odparto osiem ataków. Rosja atakowała w kierunkach Kupiańska, Łymanu, Bachmutu, Awdijiwki, Marjinki i Zaporoża, gdzie doszło do 74 starć. W kierunku kupiańskim, łymańskim i bachmuckim Ukraińcy odparli cztery ataki w pobliżu Sinkiwki i Piszczane, sześć ataków w okolicy Terny i Jampoliwki, oraz siedem ataków w rejonie Bohdaniwki i Iwaniwskiego. W kierunku awdijiwskim i marjińskim Rosjanie nadal próbowali otoczyć Awdijiwkę, jednak Ukraińcy utrzymywali obronę, odpierając 21 ataków w okolicy Oczeretynego, Nowobachmutiwki, Stepowego i Awdijiwki oraz pięć w pobliżu Perwomajskiego i Newelskiego. Odparto także 22 ataki w pobliżu Georgijiwki, Pobiedy i Nowomychajliwki. W kierunku zaporoskim wojska rosyjskie przeprowadziły nieudany atak na północ od Pryjutnego. W ciągu dnia FR przeprowadziła siedem ataków rakietowych, 10 nalotów i 86 ostrzałów na pozycje ukraińskie i obszary zaludnione (odnotowano ofiary wśród cywilów oraz zniszczoną infrastrukturę). Lotnictwo ukraińskie przeprowadziło sześć nalotów na miejsca koncentracji, a artyleria ostrzelała jednostkę artylerii i stację walki radioelektronicznej. Według doniesień rosyjski myśliwiec Su-34 został zestrzelony przez ukraińską obronę przeciwlotniczą nad obwodem ługańskim.
Ukraińskie Siły Powietrzne podały, że między północą a wczesnym rankiem Rosja wystrzeliła osiem dronów Shahed 136/131 z Primorsko-Achtarska oraz rakiety S-300 z obwodu biełgorodzkiego. O 6:00 rano obrona przeciwlotnicza zestrzeliła cztery drony nad obwodami mikołajowskim i odeskim. Prokuratura obwodu donieckiego poinformowała, że Rosja przeprowadziła atak na Myrnohrad, raniąc co najmniej trzech cywilów, w tym dziecko. Administracja Wojskowa obwodu chersońskiego podała, że wojska rosyjskie zaatakowały odpowiednio Berysław i Michajłówkę, raniąc co najmniej dwóch cywilów. Dowództwo Wschodnich Sił Powietrznych Ukrainy oświadczyła, że ok. 15:00 obrona przeciwlotnicza zniszczyła rosyjski pocisk manewrujący Ch-59 nad jedną z dzielnic miasta Dniepr. Wieczorem, o tej samej porze co dnia poprzedniego, ok. 20:00, w rejonie kremenczugskim w obwodzie połtawskim doszło do uderzenia w obiekt przemysłowy. Do eksplozji doszło także w Połtawie i Krzemieńczuku.
Sekretarz stanu USA Anthony Blinken przesłał list do premiera Grecji Kyriakosa Mitsotakisa w sprawie rozszerzenia współpracy w zakresie bezpieczeństwa między obydwoma krajami. Stany Zjednoczone zaproponowały rozważenie przeznaczenia dodatkowych środków dla armii greckiej w zamian za pakiet pomocy wojskowej dla Ukrainy; zaznaczono jednak, że jeśli uzbrojenie te będzie interesujące dla Ukrainy i do czasu, gdy rząd USA oceni jego status i wartość, kraj ten jest gotowy rozważyć dodatkowe finansowanie SZ Grecji w wysokości do 200 mln dolarów. Ostatecznie Grecja zgodziła się przekazać Ukrainie rakiety i działa przeciwlotnicze uznane przez jej wojsko za przestarzałe.
Brytyjskie MON podało, że od początku inwazji do 25 stycznia 2024 roku rosyjskie siły lądowe prawdopodobnie straciły na Ukrainie ok. 2600 czołgów podstawowych i ok. 4900 innych pojazdów opancerzonych. W 2023 roku wojska rosyjskie straciły o ok. 40% pojazdów mniej niż w 2022, co prawdopodobnie wynikało z bardziej statycznego charakteru konfliktu w 2023 roku, natomiast od początku października 2023 roku siły rosyjskie prowadziły ofensywę we wschodniej Ukrainie i w tym okresie ich straty w pojazdach opancerzonych ponownie rosły. Rosja straciła do 365 czołgów i do 700 pojazdów opancerzonych, uzyskując tylko niewielkie zdobycze terytorialne.
Ukraińska Centrala Koordynacyjna ds. Postępowania z Jeńcami Wojennymi padła ofiarą cyberataku rosyjskich hakerów, który ograniczył dostęp do jej serwerów. W oświadczeniu powiązano atak z katastrofą rosyjskiego samolotu transportowego, który miał przewozić ukraińskich jeńców wojennych (24 stycznia 2024).

### 29 stycznia

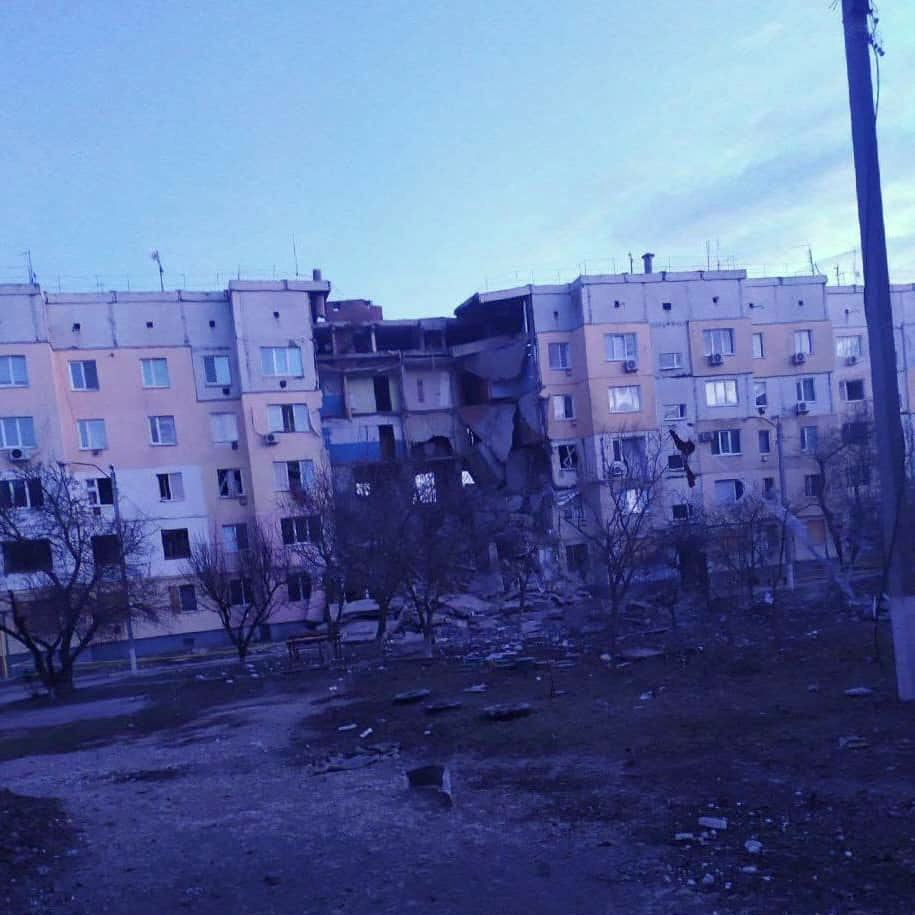
Budynek mieszkalny w Berysławiu po rosyjskim uderzeniu bombą lotniczą.

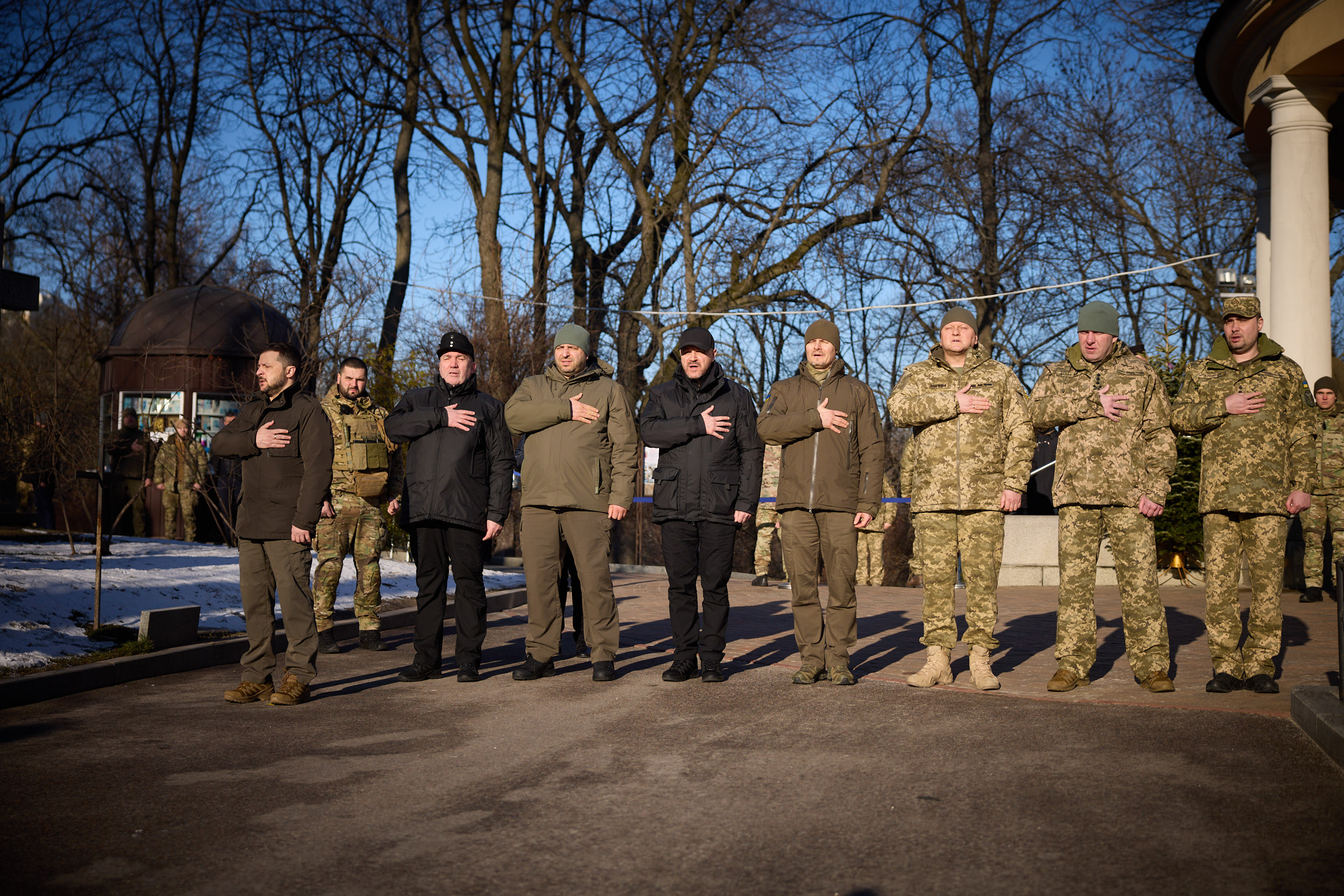
W Dniu Pamięci Bohaterów bitwy pod Krutami (1918) prezydent Zełenski i dowództwo wojskowe uczcili pamięć tych, którzy zginęli za niepodległość Ukrainy.

Sztab Ukrainy poinformował, że kontynuowano działania mające na celu rozbudowę przyczółku na lewym brzegu Dniepru, gdzie odparto osiem ataków. Armia rosyjska atakowała w kierunkach Kupiańska, Łymanu, Bachmutu, Awdijiwki, Marjinki, Szachtarska i Zaporoża, gdzie doszło do 70 starć. W kierunku kupiańskim, łymańskim i bachmuckim Ukraińcy odparli siedem ataków w pobliżu Sinkiwki i Piszczane, cztery ataki w okolicy Lasu Serebriańskiego i Terny, oraz trzy ataki w rejonie Bohdaniwki i Iwaniwskiego. W kierunku awdijiwskim i marjińskim Rosjanie nadal próbowali otoczyć Awdijiwkę, jednak Ukraińcy utrzymywali obronę, odpierając 15 ataków w okolicy Nowobachmutiwki i Awdijiwki oraz osiem w pobliżu Perwomajskiego i Newelskiego. Odparto także osiem ataków w pobliżu Georgijiwki, Pobiedy i Nowomychajliwki. W kierunku szachtarskim i zaporoskim wojska rosyjskie przeprowadziły cztery nieudane ataki w rejonie Zołotej Niwy oraz na zachód od Werbowego i Robotyne. W ciągu doby Rosja przeprowadziła 10 ataków rakietowych, 114 nalotów i 99 ostrzałów na pozycje ukraińskie i obszary zaludnione (odnotowano ofiary wśród cywilów oraz zniszczoną infrastrukturę). Lotnictwo ukraińskie przeprowadziło 20 nalotów na miejsca koncentracji i dwóch na przeciwlotnicze kompleksy rakietowe, a artyleria ostrzelała dwa systemy przeciwlotnicze, cztery jednostki artylerii i stację walki radioelektronicznej.
Siły Powietrzne Ukrainy podały, że w nocy Rosja wystrzeliła w kierunku Ukrainy osiem dronów Shahed 136/131 (z Primorsko-Achtarska), z których wszystkie zostały zniszczone przez obronę powietrzną w obwodzie mikołajowskim, dniepropetrowskim, chmielnickim i rówieńskim. Rosjanie przeprowadzili także atak jednym pociskiem Iskander-M z obwodu woroneskiego i trzema rakietami S-300 z okupowanego obwodu donieckiego. Przewodniczący hromady Petro Honczarow powiedział, że trzy osoby zginęły, a jedna została ranna w wyniku rosyjskiego ostrzału na Znob-Nowhorodśke w obwodzie sumskim. Podczas ataku zniszczone zostały domy, budynki mieszkalne i piekarnia. Gubernator Ołeksandr Prokudin poinformował, że „wróg przeprowadził 67 ostrzałów, wystrzeliwując 272 pociski z moździerzy, artylerii, wyrzutni rakiet, czołgów, rakiet lotniczych i przeciwlotniczych”, w wyniku czego jedna osoba zginęła, a jedna została ranna. Prorosyjski urzędnik Dienis Puszylin stwierdził, że w wyniku ukraińskiego ostrzału artyleryjskiego w Doniecku zginęły trzy osoby, a trzy kolejne „odniosły umiarkowane obrażenia”. Gubernator Wadym Fiłaszkin powiedział, ze w obwodzie donieckim nakazano obowiązkową ewakuację dziewięciu wiosek w pobliżu linii frontu w okolicach Marjinki i Oczeretyne w związku z ciągłymi ostrzałami rosyjskimi.
Gubernator obwodu jarosławskiego Michaił Jewrajew stwierdził, że nad ranem ukraiński dron przeleciał ponad 900 km i próbował zaatakować rafinerię Slavneft-Yanos w Jarosławiu, jedną z największych rafinerii ropy naftowej w Rosji, ale jednak obrona przeciwlotnicza przechwyciła drona za pomocą walki elektronicznej. Wiele rosyjskich kanałów na Telegramie podawało, że dron był domowej roboty, a rosyjskie agencje bezpieczeństwa próbowały ustalić jego źródło. Według Jewrajewa nie było ofiar, a infrastruktura nie została uszkodzona. Niezależny rosyjski kanał Astra na Telegramie podał, że 27 stycznia rosyjskie samoloty wojskowe omyłkowo zrzuciły dwie bomby lotnicze FAB-250 w obwodzie biełgorodzkim, które znaleziono w miejscowościach Postnikow i Strieleckoje. Nie odnotowano ofiar, a w jednej wsi ewakuowano ok. 150 mieszkańców.
W opinii ISW Rosja prawdopodobnie podsycała nastroje neoimperialistyczne i nacjonalistyczne w krajach europejskich w celu wbicia klina między Ukrainę i jej zachodnich sąsiadów. Eksperci zinterpretowali w ten sposób wypowiedzi rumuńskich i węgierskich polityków. M.in. przewodniczący skrajnie prawicowego ugrupowania Ruch Naszej Ojczyzny László Toroczkai, powiedział, że w razie przegranej Ukrainy Węgry powinny zgłosić roszczenia do ukraińskiego obwodu zakarpackiego, z kolei rumuński polityk Claudiu Târziu z partii Sojusz na rzecz Jedności Rumunów oświadczył, że jego kraj powinien „reintegrować” obszary Ukrainy sąsiadujące z Rumunią, zamieszkane przez ludność rumuńską. Tymczasem siły rosyjskie zrobiły postępy w okolicy Kreminnej i Awdijiwki oraz na granicy obwodu donieckiego i zaporoskiego.
Minister obrony Kajsa Ollongren ogłosiła, że Holandia przeznaczyła 122 mln euro na pomoc w zakupie pocisków artyleryjskich i sprzętu dla Ukrainy (87 mln euro) oraz poprawę cyberbezpieczeństwa kraju (10 mln euro). Ukraina i Belgia planowały rozpocząć wspólną produkcję broni. W omawianych kwestiach dotyczących dalszej współpracy wzięło udział Stowarzyszenie Belgijskiego Przemysłu Bezpieczeństwa i Obrony (BSDI), a także przedstawiciele rządowego sektora obronności i bezpieczeństwa obu krajów.
Państwa członkowskie UE zgodziły się na propozycję, w jaki sposób można przekazać Ukrainie wpływy z depozytu zamrożonych środków rosyjskiego Banku Centralnego. Według dyplomatów uzgodniona procedura przewidywała, aby w pierwszej kolejności nadzwyczajne dochody z depozytu Rosyjskiego Banku Centralnego będą gromadzone oddzielnie. W drugim etapie część środków zostałaby przekazana Ukrainie. Według szacunków co roku można by było otrzymać miliardową sumę, gdyż według Komisji Europejskiej zamrożono ponad 200 miliardów z Rosyjskiego Banku Centralnego, a dochody z tytułu utrzymywania kapitału stale rosły.
Wiele ukraińskich mediów powoływało się na źródła, które donosiły, że prezydent Wołodymyr Zełenski mógł podpisać dekret o odwołaniu Naczelnego Dowódcy armii ukraińskiej generała Wałerija Załużnego. Ministerstwo Obrony Ukrainy i rzecznik prezydenta Serhij Nykyforow zdementowali medialne doniesienia, jakoby Załużny został zwolniony lub zrezygnował ze stanowiska. W wieczornym przemówieniu prezydenta Zełenskiego również nie poruszono tej kwestii.

### 30 stycznia

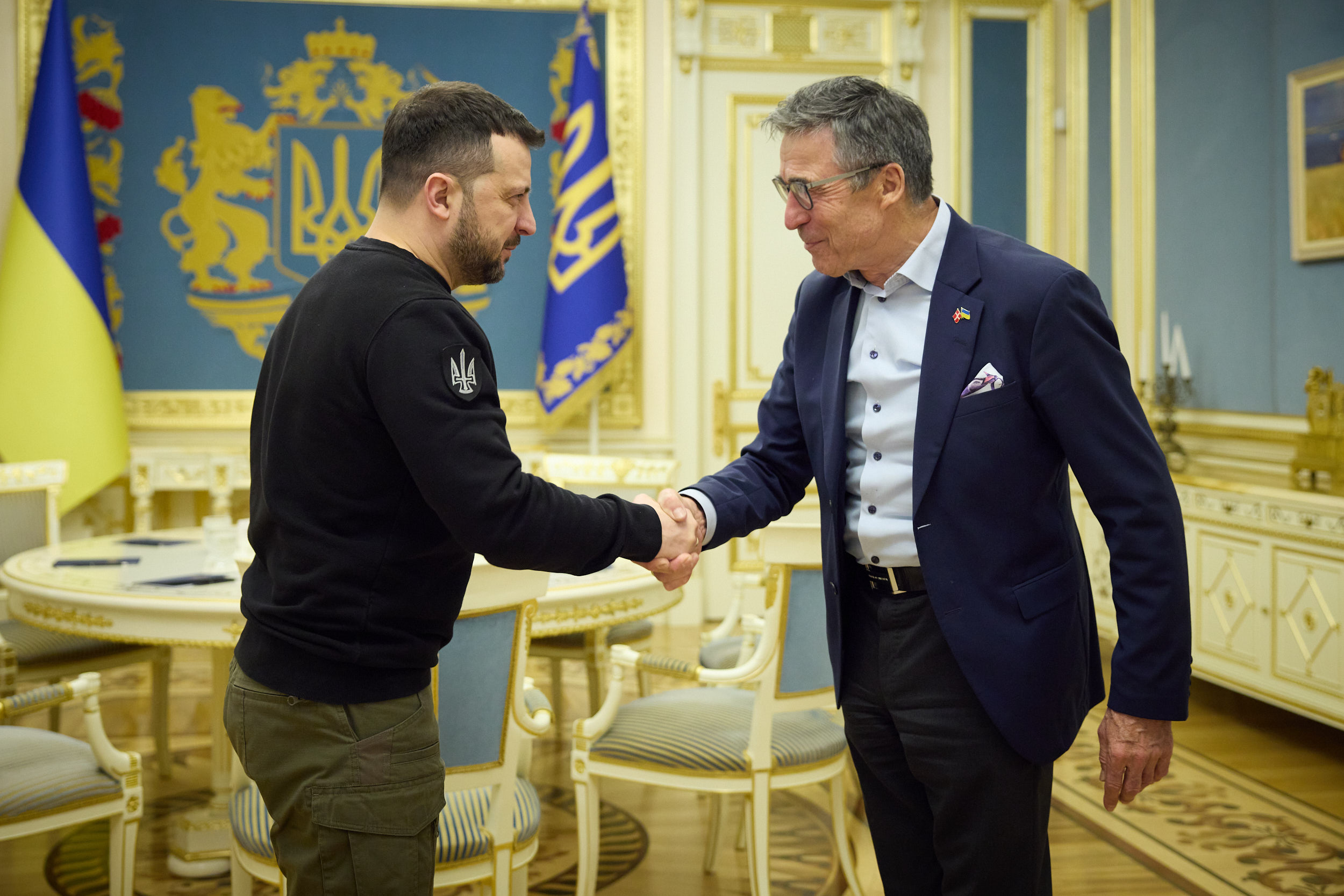
Spotkanie prezydenta Zełenskiego z Andersem Foghiem Rasmussenem, Sekretarzem Generalnym NATO w latach 2009–2014 i prezesem Rasmussen Global.

Według ISW na granicy obwodów charkowskiego i ługańskiego trwała ofensywa rosyjska, w której Rosjanie odniosą pewne sukcesy taktyczne, które jednak nie przerodzą się w postępy o znaczeniu operacyjnym; „Siły rosyjskie będą zapewne w stanie osiągnąć sukcesy na szczeblu taktycznym w rejonie Kupiańska. Jest jednak mało prawdopodobne, aby zdołały przemienić te sukcesy w szerszy manewr zmechanizowany niezbędny do postępów o znaczeniu operacyjnym”. Rosjanie poczynili postępy na południowy wschód od Kupiańska wzdłuż drogi Kupiańsk–Swatowe w pobliżu Krochmalnego oraz podejmowali intensywniejsze ataki na zachód i północny zachód od Krochmalnego, w kierunku rzeki Oskoł. Ponadto siły rosyjskie poczyniły potwierdzone postępy w pobliżu Bachmutu i Gorłówki w ramach ciągłych walk pozycyjnych na całej linii frontu.
Przewodniczący Rady Rezerwistów SZ Ukrainy Iwan Tymoczko powiedział, że „ukraińskie siły zbrojne na kierunku południowym próbowały połączyć wszystkie przyczółki w jeden, aby w miarę możliwości zepchnąć wojska rosyjskie głębiej w ten obszar”, w celu rozmieszczenia tam niezbędnej ilości ciężkiego sprzętu i artylerii oraz dodając, że „Rosjanie próbowali tam nieustannie kontratakować. Ale nawet sami rosyjscy dowódcy przyznają, że ponieśli porażkę”. Rzeczniczka Natalia Humeniuk potwierdziła, że siły ukraińskie rozszerzały swoje przyczółki na lewym brzegu Dniepru w obwodzie chersońskim. Szef ukraińskiego wywiadu generał Kyryło Budanow stwierdził, że trwały walki o Awdijiwkę, ataki w okolicach Bachmutu, ale też na granicy obwodów donieckiego, ługańskiego i charkowskiego, oraz w obwodzie zaporoskim. Były to główne kierunki ofensywy Rosjan, która trwała od listopada, ale nie przyniosła Rosjanom spektakularnych sukcesów. Dodał, że Rosjanie chcieli zająć całe obwody doniecki i ługański, ale nie udało się im nawet zbliżyć do tego celu. Natomiast trwająca rosyjska ofensywa na początku wiosny może spowolnić.
Ukraiński SG poinformował, że kontynuowano działania mające na celu rozbudowę przyczółku na lewym brzegu Dniepru, gdzie odparto 15 ataków. Rosja atakowała w kierunkach Kupiańska, Łymanu, Bachmutu, Awdijiwki i Marjinki, gdzie doszło do 88 starć. W kierunku kupiańskim, łymańskim i bachmuckim Ukraińcy odparli pięć ataków w pobliżu Sinkiwki, siedem ataków w okolicy Terny i Jampoliwki, oraz sześć ataków w rejonie Bohdaniwki i Kliszczijiwki. W kierunku awdijiwskim i marjińskim Rosjanie nadal próbowali otoczyć Awdijiwkę, jednak Ukraińcy utrzymywali obronę, odpierając 26 ataków w okolicy Awdijiwki oraz 11 w pobliżu Perwomajskiego i Newelskiego. Odparto także 16 ataków w pobliżu Georgijiwki, Pobiedy i Nowomychajliwki. W ciągu doby Rosja przeprowadziła dziewięć ataków rakietowych, 99 nalotów i 129 ostrzałów na pozycje ukraińskie i obszary zaludnione (odnotowano ofiary wśród cywilów oraz zniszczoną infrastrukturę). Lotnictwo ukraińskie przeprowadziło 11 nalotów na miejsca koncentracji i dwóch na przeciwlotnicze kompleksy rakietowe, natomiast artyleria zniszczyła obszar koncentracji, dwa składy amunicji, dziewięć jednostek artylerii i stację radarową.
W godzinach nocnych siły rosyjskie wystrzeliły na Ukrainę 35 dronów Shahed 136/131 (z Primorsko-Achtarska, Kurska i Krymu) i dwie rakiety S-300. Ukraińska obrona przeciwlotnicza zniszczyła 15 dronów nad obwodami mikołajowskim, sumskim, czerkaskim, dniepropetrowskim, charkowskim, chersońskim i kijowskim. Ukraińskie Siły Powietrzne podały, że niektórymi celami była infrastruktura paliwowo-energetyczna oraz obiekty cywilne i wojskowe. W wyniku spadających szczątków zapaliła się ciężarówka, która została szybko ugaszona; kierowca doznał urazu mózgu, a jego stan był stabilny. Według władz regionalnych w ciągu ostatnich 24h Rosja zaatakowała łącznie 11 obwodów, zabijając co najmniej sześciu cywilów i raniąc dziewięciu kolejnych. Gubernator Wadym Fiłaszkin poinformował, że ok. 10:00 jedna osoba zginęła w wyniku rosyjskiego ostrzału artyleryjskiego na Awdijiwkę. Podczas ataku uszkodzonych zostało kilka domów i wieżowców. Regionalna administracja podała, że siły rosyjskie uderzyły w Berysław i Tokariwkę w obwodzie chersońskim, zabijając jedną osobę, a drugą raniąc. O 22:00 wojska rosyjskie ostrzelały Pokrowsk w obwodzie donieckim, raniąc sześć osób i uszkadzając pięć budynków.
Ukraińskie wojsko poinformowało, że zaatakowano rosyjską stację radarową współpracującą z systemami obrony powietrznej w pobliżu wsi w Rozdolne na Krymie. Z kolei wywiad ukraiński stwierdził, że w wyniku cyberataku wyłączono specjalny serwer komunikacyjny Ministerstwa Obrony Rosji, zlokalizowany w Moskwie. Rosyjskie Ministerstwo Obrony podało, że zestrzelono 21 dronów nad Krymem (11 dronów) oraz obwodami biełgorodzkim (5), briańskim (3), kałuskim (1) i tulskim (1).
Według OSW pomiędzy 19 a 27 stycznia Rosjanie wyparli siły ukraińskie poza drogę P07 między Swatowem a Kupiańskiem, a następnie zajęły leżące na zachód od niej Krochmalne i Tabajiwkę. Nie przyniosły efektów ukraińskie kontrataki mające zlikwidować wyłom, a następnie powstrzymać Rosjan przed jego poszerzeniem i pogłębieniem w kierunku rzeki Oskoł. Do 30 stycznia siły agresora osiągnęły położone na południowy zachód miejscowości Berestowe i Piszczane, gdzie Ukraińcy starali się utworzyć nową linię obrony. W ciągu 11 dni oddziały rosyjskie weszły w pozycje ukraińskie na głębokość 3–6 km w pasie o szerokości 9 km, dzięki czemu zajęły obszar ok. 40 km². Przełamanie ukraińskiej obrony na południowy wschód od Kupiańska miało znaczenie lokalne. W przypadku dalszego postępu Rosjan w kierunku rzeki Oskoł Ukraińcy w tym rejonie zostaną prawdopodobnie zmuszeni do wycofania się na jej zachodni brzeg. Rzeka ta stanie się wówczas nową linią obrony, dużo trudniejszą do pokonania przez agresora.
Reuters podał, że według źródeł w Boeingu Ukraina otrzymała pierwsze pociski GLSDB o zasięgu 160 km. Komisja ds. Politycznych Zgromadzenia Parlamentarnego Rady Europy (PACE) przyjęła projekt uchwały w sprawie konfiskaty zamrożonych rosyjskich aktywów i wykorzystania ich w celu wsparcia odbudowy Ukrainy. Komisja stwierdziła, że na odbudowę Ukrainy należy przekazać ok. 300 miliardów dolarów zamrożonych rosyjskich aktywów państwowych. Według stanu na czerwiec 2023 roku udokumentowane szkody wyrządzone infrastrukturze i gospodarce Ukrainy w wyniku rosyjskiej agresji szacowane są na 416 miliardów dolarów.
Rzecznik ukraińskiego wywiadu wojskowego Andrij Jusow poinformował, że Rosja oświadczyła, że nie zwróci ciał ukraińskich jeńców wojennych, którzy zginęli w katastrofie samolotu transportowego Ił-76 24 stycznia 2024 roku. Rzecznik podkreślił także, że nie ma dowodów na to, że w rozbitym samolocie znajdowali się jeńcy wojenni.

### 31 stycznia
W ocenie ISW siły rosyjskie zrobiły potwierdzone postępy w pobliżu Bachmutu, niedaleko Awdijiwki i na południowy zachód od Doniecka podczas walk pozycyjnych na całej linii frontu. Ponadto władze rosyjskie i okupacyjne kontynuowały wysiłki mające na celu wymazanie ukraińskiej tożsamości kulturowej i etnicznej na okupowanych terytoriach.
SG Ukrainy oświadczył, że kontynuowano działania mające na celu rozbudowę przyczółku na lewym brzegu Dniepru, gdzie odparto trzy ataki. FR atakowała w kierunkach Kupiańska, Łymanu, Bachmutu, Awdijiwki, Marjinki, Szachtarska i Zaporoża, gdzie doszło do 66 starć. W kierunku kupiańskim, łymańskim i bachmuckim Ukraińcy odparli sześć ataków w pobliżu Sinkiwki, dziewięć ataków w okolicy Terny, Jampoliwki i Torśkego, oraz sześć ataków w rejonie Bohdaniwki, Iwaniwskiego, Kliszczijiwki i Andrijiwki. W kierunku awdijiwskim i marjińskim Rosjanie nadal próbowali otoczyć Awdijiwkę, jednak Ukraińcy utrzymywali obronę, odpierając 12 ataków w okolicy Awdijiwki oraz siedem w pobliżu Perwomajskiego i Newelskiego. Odparto także 16 ataków w pobliżu Krasnohoriwki, Georgijiwki i Nowomychajliwki. W kierunku szachtarskim i zaporoskim Rosjanie przeprowadzili dziewięć nieudanych ataków na południe od Zołotej Niwy, na północ od Pryjutnego oraz na zachód od Werbowego i Robotyne. W ciągu 24h Rosja przeprowadziła osiem ataków rakietowych, 94 naloty i 97 ostrzałów na pozycje ukraińskie i obszary zaludnione (odnotowano ofiary wśród cywilów oraz zniszczoną infrastrukturę). Lotnictwo ukraińskie przeprowadziło 15 nalotów na miejsca koncentracji i dwóch na przeciwlotnicze kompleksy rakietowe, natomiast artyleria zniszczyła pięć jednostek artylerii, skład amunicji i cztery systemy przeciwlotnicze.
Ukraińska armia podała, że między północą a wczesnym rankiem zniszczono 14 z 20 dronów Shahed 136/131, które atakowały południe i centrum Ukrainy; pięć zestrzelono w obwodzie mikołajowskim i dwa w obwodzie kirowohradzkim. W obwodzie mikołajowskim ranny został mężczyzna oraz uszkodzone zostały magazyny przedsiębiorstwa rolniczego i budynek magazynowy w rejonie basztańskim. Ataki dronów odnotowano także w Charkowie, które spowodowały kilka pożarów w rejonach slobidskim i sałtiwskim; trzy osoby zostały ranne. Wieczorem Charków i obwód charkowski zostały zaatakowane trzema rakietami Iskander-M z obwodu biełgorodzkiego. O 21:50 Rosjanie uderzyli kierowanymi bombami lotniczymi w szpital cywilny we wsi Wełykyj Burłuk, w wyniku czego została uszkodzona elewacja budynku, okna i dach, a cztery osoby zostały ranne. Władze regionalne podały, że w ciągu ostatniej doby Rosja zaatakowała 10 obwodów Ukrainy, zabijając dwóch cywilów i raniąc 17 kolejnych.
Dowódca Sił Powietrznych Ukrainy Mykoła Ołeszczuk oświadczył, że przeprowadzono atak rakietowy na lotnisko Belbek na Krymie oraz wyraził wdzięczność „wszystkim zaangażowanym w usuwanie obecności Rosji na Krymie”. Rosyjskie Ministerstwo Obrony podało, że zestrzelono 20 rakiet Storm Shadow, w tym 17 nad Morzem Czarnym i trzy nad Krymem, jednakże część szczątków rakiet spadła na terytorium jednostki wojskowej w Łubimowce. Według rosyjskiej opinii publicznej na lotnisku Belbek zniszczono trzy samoloty, dwa Su-27 i jeden Su-30. Dwa z nich zostały poważnie uszkodzone, ale podobno dało się je jeszcze naprawić, a jeden samolot został całkowicie zniszczony, ponieważ rakieta trafiła w niego bezpośrednio.
Lokalne media podały, że w Rosji dron rozbił się w pobliżu centrum Petersburga, powodując eksplozję i pożar w rafinerii ropy naftowej „Newski Mazut”. Według ukraińskich mediów za atakiem stał wywiad wojskowy Ukrainy. Rosyjskie media donosiły, że kilka zbiorników magazynowych w rafinerii zostało uszkodzonych, ale pożary „szybko ugaszono”. Ponadto rosyjski portal internetowy fontanka.ru za eksplozję obwinił rakietę z rosyjskiego systemu przeciwlotniczego S-400, która została wystrzelona ok. 4:20 w stronę drona, ale straciła kontrolę, uderzyła w rafinerię i eksplodowała. Wszystkie loty z lotniska lotniska Pułkowo zostały zawieszone w godzinach od 3:53 do 5:11 rano. Rosyjskie Ministerstwo Obrony poinformowało, że nad obwodem pskowskim zestrzelono kolejnego drona. Nie odnotowano żadnych ofiar ani szkód w wyniku ataku.
Niemcy przekazały Ukrainie nowy pakiet pomocy wojskowej, który obejmował rakiety przeciwlotnicze IRIS-T, 24 transportery opancerzone, cztery gąsienicowe pojazdy opancerzone Bandvagn 206, kilka tys. sztuk amunicji artyleryjskiej 155 mm, 14 pługów minowych, trzy czołgi do usuwania min Wisent 1, morski system do usuwania min, system monitoringu Satcom, cztery pojazdy ochrony granic i inny sprzęt.
W wywiadzie dla CNN szef wywiadu ukraińskiego generał Kyryło Budanow powiedział, że ataki dronów na główną infrastrukturę i obiekty wojskowe w Rosji mogą się nasilić, przez co naród rosyjski poczuje rzeczywistość wojny. Nie martwił się także tym, że wybór Donalda Trumpa powstrzyma Stany Zjednoczone od wspierania Ukrainy, ale powiedział, że Ukraina pilnie potrzebuje zachodniej pomocy wojskowej, aby rozwiązać problem niedoborów amunicji i broni. Amerykańska agencja Bloomberg, powołując się na dokumenty przekazane przez Ministra Obrony Ukrainy europejskim sojusznikom, podała, że Ukraina borykała się z „poważnym” niedoborem pocisków artyleryjskich i wówczas była w stanie wystrzelić nie więcej niż 2 tys. pocisków artyleryjskich dziennie. Siła ognia Rosji była trzy razy większa niż Ukrainy.
Rosja i Ukraina przeprowadziły 50 wymianę jeńców wojennych od początku inwazji. Według oświadczenia rosyjskiego Ministerstwa Obrony, wymieniono 195 na 195 osób. Po opublikowaniu rosyjskiego oświadczenia prezydent Wołodymyr Zełenski poinformował, że z niewoli wróciło 207 ukraińskich obywateli (95 żołnierzy, 56 członków Gwardii Narodowej, 26 funkcjonariuszy Straży Granicznej, 29 członków Obrony Terytorialnej i przedstawiciel Policji Krajowej). Nie wyjaśniono rozbieżności w liczbach. Kwatera Główna Koordynacji Leczenia Jeńców Wojennych podała, że łączna liczba uwolnionych z niewoli osiągnęła 3035 osób oraz podziękowała Zjednoczonym Emiratom Arabskim za pośrednictwo w wymianie. Rzecznik wywiadu ukraińskiego Andrij Jusow stwierdził, że wśród uwolnionych jeńców nie było osób, które znajdowały się na wstępnej liście na wymianę, która miała odbyć się 24 stycznia.